# Peinture japonaise

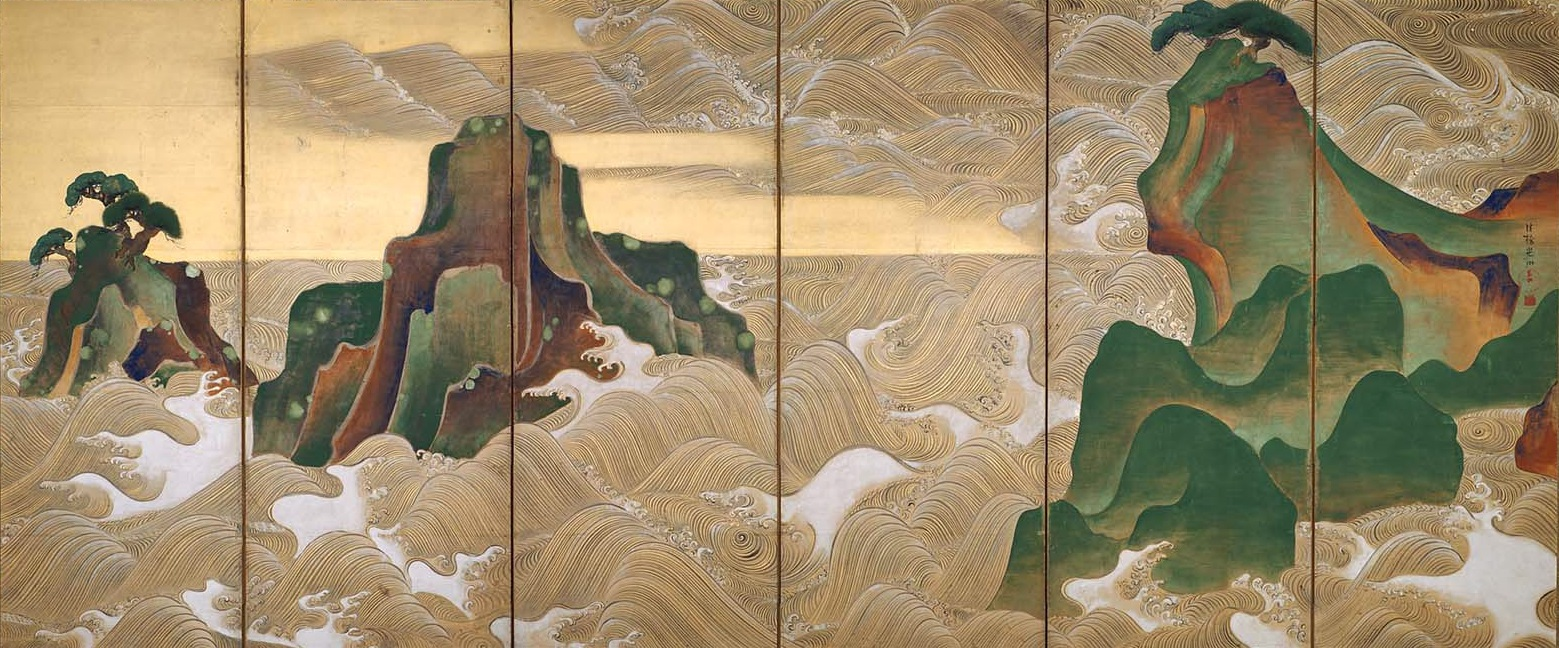
Vagues à Matsushima. Ogata Kōrin, 1658-1716, (École Rinpa). Paravent japonais à six feuilles. Encre, couleurs et or sur papier,. Museum of Fine Arts, Boston.

La peinture japonaise (絵画, kaiga), l'un des plus anciens des arts japonais, a traversé tout au long de son histoire une grande variété de genres et de styles.

## Présentation
Les rares peintures funéraires de quelques kofun du VIe siècle (des tertres funéraires) semblent d'inspiration purement japonaise. Mais au cours des siècles suivants, la peinture japonaise (avant 1868, au début de l'ère Meiji) présente à la fois la synthèse mais aussi la rivalité entre l'esthétique japonaise, native, et l'adaptation d'idées importées de la peinture chinoise ou de l'art occidental. La peinture chinoise, assimilée ou rivale, étant perceptible dans plusieurs thèmes : le paysage, les fleurs et oiseaux, les portraits. Dans un paysage, la fragmentation d'une vaste scène par l'interposition de nuages dispersés régulièrement est une de ces adaptations de l'art chinois par l'art japonais.
L'influence de la peinture chinoise ne s'applique pas à tous les types, à tous les styles de peintures. Ainsi deux styles issus de périodes très éloignées dans le temps mais liées par des procédés similaires ont eu une grande popularité et des prolongements jusqu'à l'époque actuelle, ils se distinguent très nettement de l'art chinois : la peinture de l'époque de Heian (794-1185) et l'école Rinpa (apparue au début du XVIIe siècle). De même l'école Tosa (fondée au XVe siècle) a repris le style dit « yamato-e » des rouleaux enluminés, horizontaux et narratifs, les emaki (apparus au VIIIe siècle, à l'époque de Heian), qui manifestent un style spécifiquement japonais. Le procédé de représentation de l'espace par la " perspective aux toits enlevés", qui permet d'entrer par le regard à l'intérieur des habitations, est le plus caractéristique de ces procédés typiquement japonais. Par ailleurs, le nombre de scènes tournées vers la vie quotidienne du peuple, ainsi que le monde des esprits - les yōkai - ou des scènes qui présentent des animaux agissants comme des hommes sur les rouleaux enluminés et sur les estampes, tous ces sujets sont rares en Chine et se rencontrent régulièrement au Japon, où l'époque contemporaine leur a donné une nouvelle vie dans le dessin de manga et les anime.
L'estampe japonaise nait d'un dessin au pinceau sur une feuille de papier par un peintre. Ce dernier fait, ensuite, réaliser par des professionnel-les des épreuves en nombre limités de cet original, lequel disparait dans l'opération. Le mouvement artistique de l'ukiyo-e est essentiellement connu par ses estampes mais c'est aussi une peinture populaire et narrative réalisée par ces peintres et en lien direct avec l'esprit et le style de ces estampes, aux XVIIIe et XIXe siècles.
L'influence occidentale ne devient significative qu'à partir de la fin du XIXe siècle, à l'ère Meiji, parallèlement au développement du japonisme en Occident, mais elle est accompagnée par un regain de références picturales aux peintures anciennes japonaises.
Dans les années 1870, la peinture japonaise de l'ère Meiji, est en effet touchée par l'occidentalisation du Japon à laquelle adhère une grande partie de la population. Un mouvement radicalement divergent se manifeste dans les années 1880-90 en commençant par réévaluer le patrimoine et les styles hérités de l'histoire de l'art japonais (histoire de l'art dont l'institution est fondée à cette époque). Ce nouvel art nihonga, à l'encre sur soie qui se poursuit jusqu'à aujourd'hui, a néanmoins intégré certaines caractéristiques de la peinture occidentale à la fin du XIXe siècle. Quant à elle, la peinture moderne japonaise occidentalisée, yōga, est d'abord à l'huile mais ouverte à toutes les nouvelles pratiques. Dans les années 1920-40 les différents mouvements modernes n'ont pas tous eu le même succès chez les peintres yōga. L'abstraction géométrique a rencontré peu d'échos avant-guerre, alors que l'impressionnisme, les fauves puis le surréalisme et sa version abstraite étaient plus répandus aux côtés de nombreuses peintures réalistes ou aux déformations étranges.
Aux XXe et XXIe siècles, la découverte de la préhistoire de l'archipel, la céramique de la période Jōmon en particulier, et son aspect kawaii, a participé à la naissance d'un regard moderne populaire. D'ailleurs depuis l'après-guerre, l'engouement populaire pour l'archéologie distingue le Japon du reste du monde. Mais le traumatisme de la guerre a eu aussi une répercussion violente et de très longue durée sur la motivation de nombreux artistes, entre autres le groupe Gutai dans les années 1950 mais aussi jusqu'à aujourd'hui. La peinture abstraite à l'huile sur toile mais surtout l'encre sur papier ont pu bénéficier au Japon d'une tradition de la calligraphie, en dépassant les motifs de l'écriture, dans le geste expressif seul. De constants échanges entre artistes travaillant dans d'autres domaines donnèrent une énergie spécifique à l'art contemporain japonais, avec la céramique, la photographie, la danse et le théâtre, voire la musique et l'architecture et avec des artistes étrangers, coréens en particulier (Lee Ufan, pour le groupe Mono-ha). Récemment les arts populaires contemporains, les mangas, et les techniques apportées par l'image numérique donnent une très grande tension formelle aux peintures sur soie qui en sont issues et à l'application de cette esthétique de la peinture sur soie aux nouvelles technologies comme l'estampe numérique.

## Peinture ancienne: généralités

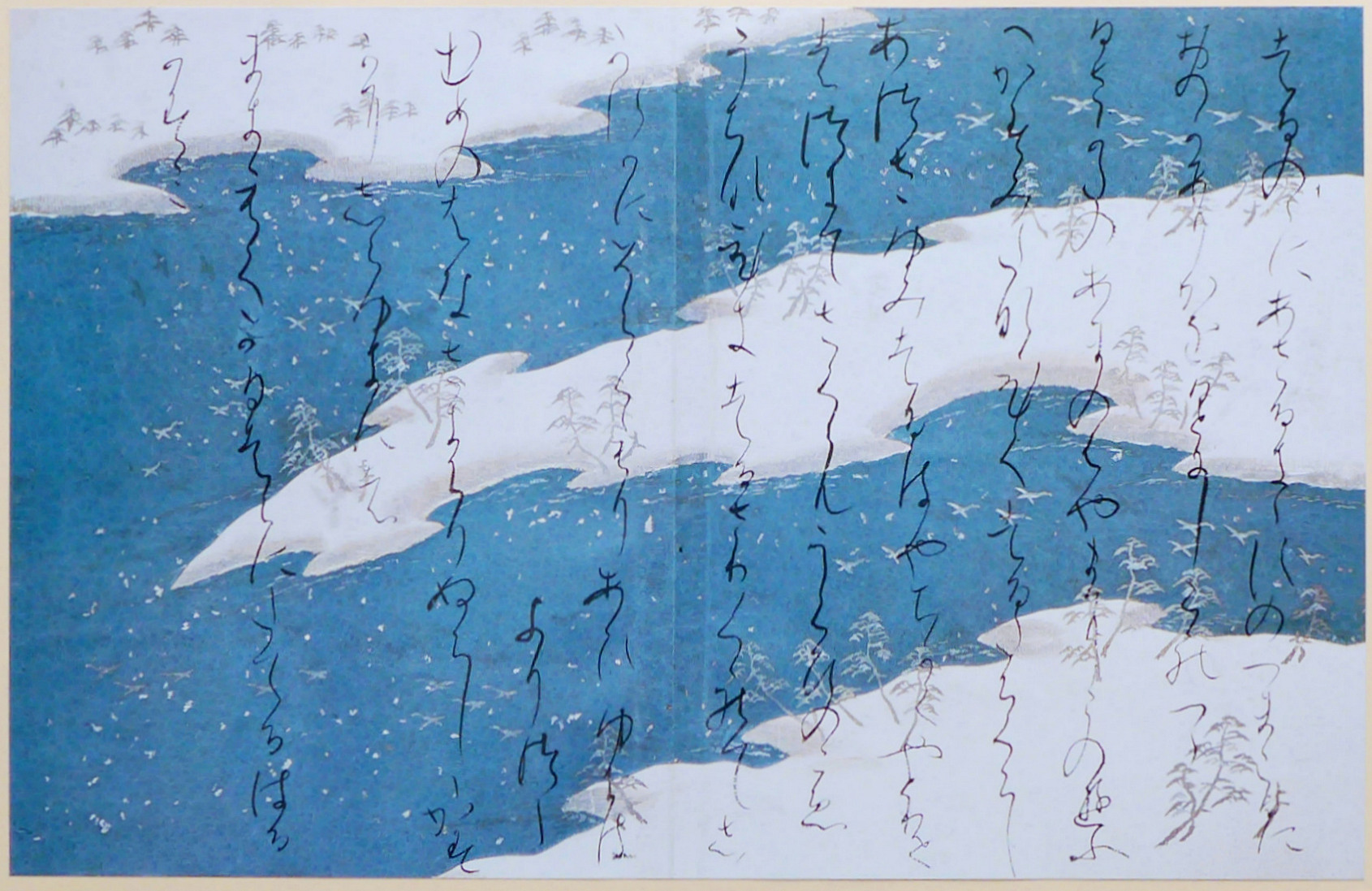
Yamabe Akahito: poème, VIIIe siècle. Époque de Heian. Argent, or, couleur et encre sur papier orné (peint),. Anthologie des Trente-six Poètes Temple Nishi-Hongan-ji, Kyoto

Contrairement à la formation de l'artiste en Occident, la formation classique du peintre au Japon est inséparable de l'apprentissage de la calligraphie.
Les thèmes, où l'influence chinoise est régulièrement significative, comprennent la peinture religieuse bouddhiste, les portraits de moines et de sages, les paysages inspirés de la tradition chinoise de la peinture de lettrés de l'école du Sud, et de scènes présentant des fleurs et oiseaux, sous forme de lavis d'encre monochrome (kanga) ou nuancée de couleurs diluées. Ces peintures furent initiées à l'époque de Muromachi, dans les monastères zen, et dans l'École Kanō, au service des chefs de guerre.
Des traditions typiquement japonaises, yamato-e, se sont développées dans tous ces domaines par des effets bien plus décoratifs, en passant sur des formats monumentaux, ou en préférant un support de soie plutôt que le papier. Le sujet qui est largement considéré comme le plus caractéristique de la peinture japonaise, et plus tard de l'impression, est la représentation de scènes de la vie quotidienne et de scènes narratives souvent remplies de personnages et de détails.
Pour les peintres qui s'inspirent de la peinture chinoise, la peinture japonaise classique est inséparable de la calligraphie. C'est fondamentalement un « art du trait », où la notion de trait n'est pas la même qu'en Occident qui voit le trait comme un pur contour, une limite. Les Quatre trésors du lettré sont au cœur de la peinture japonaise, qui utilise traditionnellement l'encre. L'importance de la calligraphie explique le fait que dans la tradition japonaise, certains peintres sont des lettrés, tandis que la peinture a été considérée en Occident, jusqu'à la Renaissance, comme un art de la matière, trompeur, par opposition à la philosophie, la géométrie et la musique, selon une tradition de pensée platonicienne ou néo-platonicienne.
La liste officielle des peintures des Trésors nationaux du Japon comprend 158 œuvres ou ensemble d’œuvres du VIIIe siècle au XIXe siècle (y compris un certain nombre de peintures chinoises depuis longtemps conservées au Japon) qui rassemble les peintures japonaises les plus précieuses.

## Période Kofun

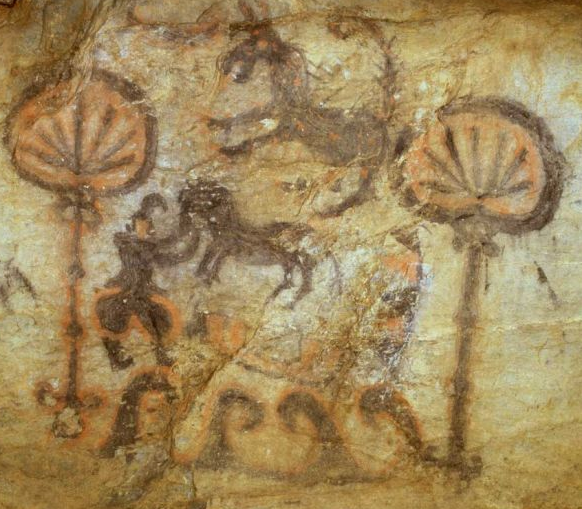
Kofun de Takehara. Pierre du fond de la chambre funéraire. v. 550-600

Les origines de la peinture japonaise remontent bien en avant dans la période préhistorique du Japon. Des poteries du Jōmon ancien du site d'Ondashi (Takahata) sont en grande partie couvertes de spirales de peinture à la laque noire. Au Jōmon final ce sont des jeux complexes de courbes dynamiques en laque rouge sur fond de laque noire, sur le site de Kamegaoka,.
De la période Kofun seules les peintures des chambres funéraires des grands tertres funéraires, kofun, datant du VIe siècle ont été préservées. Les toutes premières peintures comportent de nombreux motifs décoratifs ou /et symboliques, triangles et "crosses de fougères". Celui de Hi no oka (Fukuoka) de la première moitié du VIe siècle est orné de grands cercles concentriques rouges, bleus et jaunes, partiellement effacés et de quelques motifs figuratifs, oiseau, cheval, carquois, épée, bateau.
Ces peintures murales géométriques mais aussi figuratives accompagnent donc le défunt. Le kofun d'Ozuka 王塚古墳 (Fukuoka, découvert en 1934) est le plus spectaculaire des kofun aménagés et ornés de peintures. Celles-ci sont d'une totale originalité, sans aucun lien avec un quelconque modèle et d'une parfaite cohérence stylistique. L'espace de la chambre funéraire, dans sa totalité, est couvert de motifs. La partie haute est couverte de couleur rouge et ponctuée de disques blancs. Les parois verticales et les volumes bas sont couverts de motifs triangulaires ou losanges, verts, bruns, rouges, quelques disques blancs et des formes schématiques stylisées évoquant des carquois et des boucliers, ainsi que deux arcs et deux chevaux sur les côtés de la porte d'entrée. Ces représentations pourraient correspondre à des haniwa, ainsi figurés en couleur brune surlignée de rouge, les flèches étant indiquées par des traits verts. Quelques motifs sont réservés à certaines surfaces : « crosse de fougère » ou crochets par paires symétriques, ou en frise, triangles adossés ou affrontés par une pointe et d'autres motifs plus complexes. Le kofun de Mezurashizuka présente une scène avec, de gauche à droite, un batelier poussant sur sa rame, une "tour" et un oiseau en tête du bateau, surmonté de cercles concentriques rouges, bleus, blancs à points rouges, puis trois grands carquois, dont deux couverts par deux spirales et, sur la droite deux batraciens (de face et de dos) et un personnage avec une "tour". Les peintures du kofun de Takehara (Fukuoka) ne comptent plus que quelques motifs des débuts, triangles et spirales. Entre deux grands éventails, un homme tient un cheval par la bride à côté d'une embarcation, au-dessus de ce qui pourrait évoquer des vagues. La scène est dominée par un animal fantastique, griffu et crachant des flammes. En 2020, cette peinture est la dernière avant l'arrivée de modèles chinois d'époque Tang dans le Takamatsuzuka, lorsque la capitale se trouvait à Fujiwara-kyō (694-710) au cours de la période d'Asuka (592-710).
Toutes ces peintures jugées comme « barbares » n'ont été considérées comme art que depuis peu et leur conservation vient d'être prise en charge en raison de leur état problématique.

## Période Asuka, puis époque de Nara (710-794)

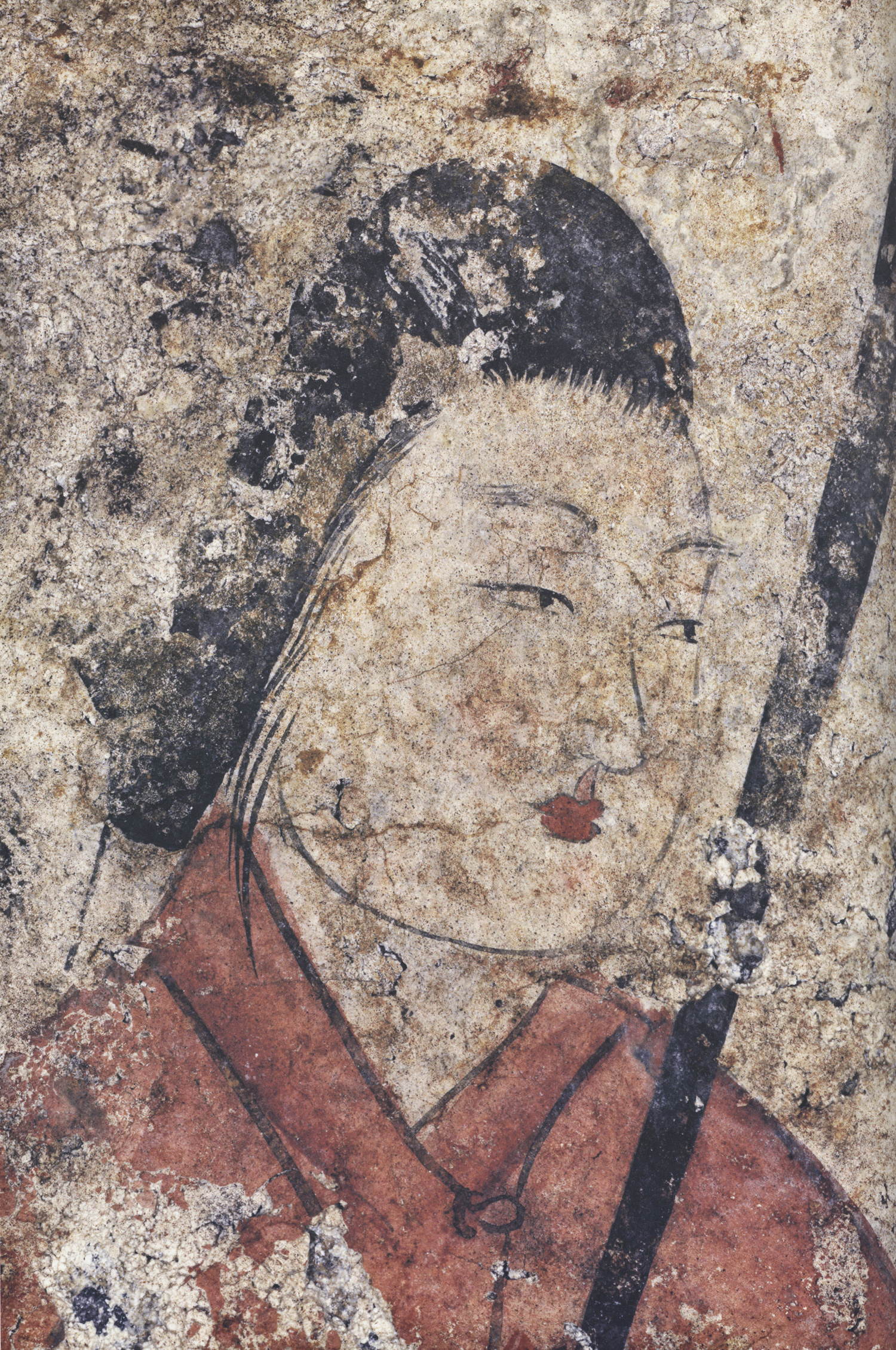
Kofun de Takamatsuzuka. Asuka, Nara. Peinture murale, fin -début VIIIe siècle

Avec l'introduction du système chinois d'écriture (kanji), des modes chinois d'administration gouvernementale et du bouddhisme à la période Asuka, de nombreuses œuvres d'art sont importées au Japon en provenance de Chine et des copies locales dans des styles similaires commencent à être produites.
Tandis que le bouddhisme s'établit au Japon durant les VIe et VIIe siècles, la peinture religieuse s'épanouit et est utilisée pour orner de nombreux temples érigés par l'aristocratie. Cependant, la période de Nara est plus reconnue pour ses importantes contributions dans l'art de la sculpture que pour sa peinture.
Les plus anciennes peintures qui subsistent de cette période sont les peintures murales intérieures du kon-dō (金堂) au temple du Hōryū-ji à Ikaruga, (préfecture de Nara) - période d'Asuka (milieu du VIe siècle-710). Les bodhisattva portent de nombreux indices qui les rapprochent de leurs modèles du début des Tang. Les peintures d'un exceptionnel tabernacle bouddhique, le Tamamushi no zushi (milieu du VIIe siècle), offrent des traitements de l'espace, des montagnes et des figures tout à fait singulières. Il s'agit d'un ensemble de peintures à l'huile sur bois laqué en noir, et où se rencontrent les styles chinois anciens, depuis les Han (-206 à + 220) jusqu'aux Six Dynasties (220-589) mais harmonieusement assemblés.
Au milieu de l'époque de Nara (710-794), les peintures dans le style de la dynastie Tang deviennent très populaires. C'est le cas des peintures murales du kofun de Takamatsuzuka, datant d'environ 700. Ce style s'est développé dans le genre kara-e, qui reste populaire jusqu'au début de l'époque de Heian.
Comme la plupart des peintures de la période de Nara sont de nature religieuse, la grande majorité est réalisée par des artistes anonymes. Une grande collection d'art de la période Nara, japonaise comme chinoise de la dynastie Tang est conservée au Shōsō-in, un dépôt du VIIIe siècle, ancienne possession du Todai-ji et actuellement géré par l'agence impériale.

## Époque de Heian (794-1185)

Peintures bouddhiques
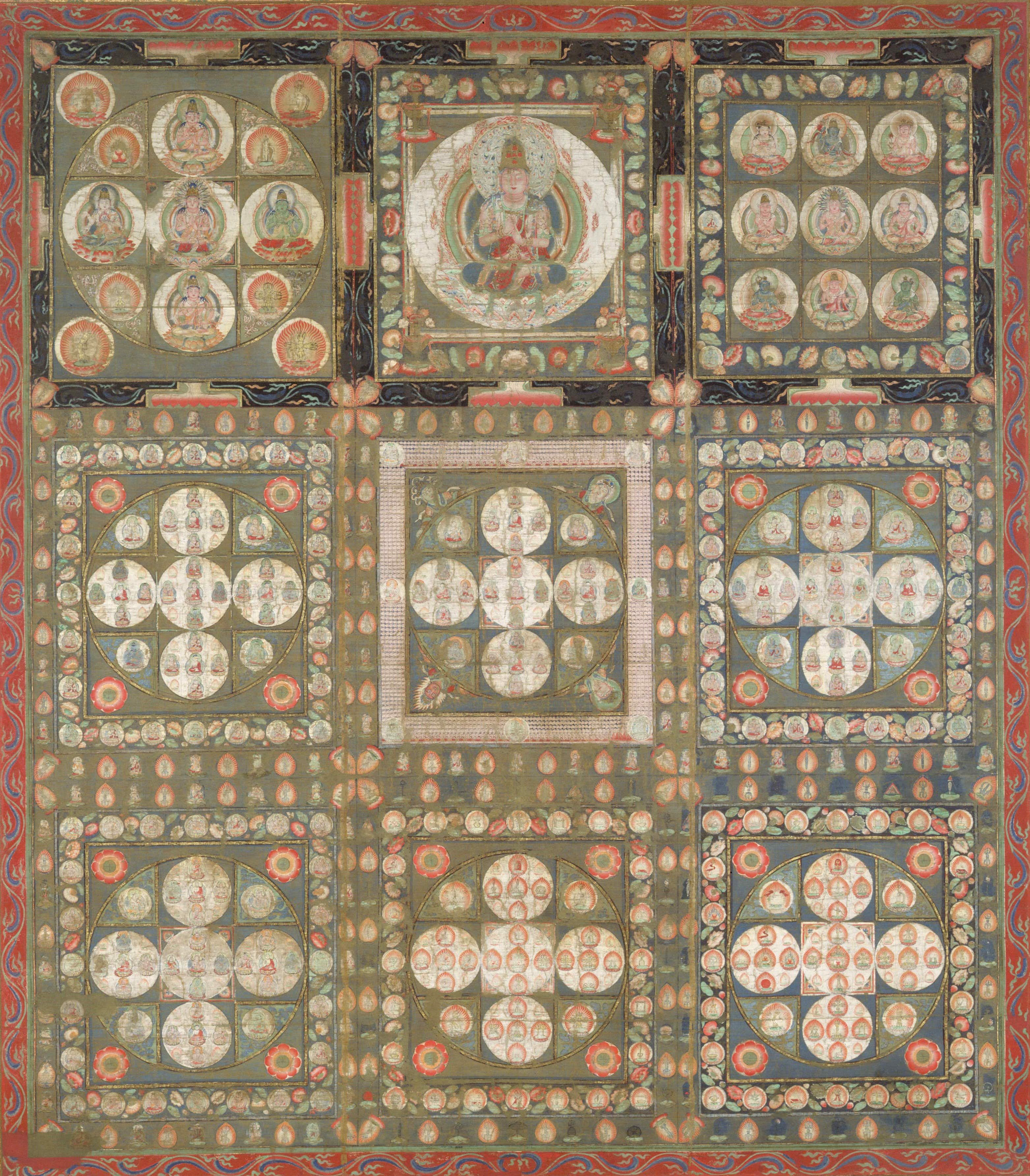
Mandala du Monde du Diamant. 899. Rouleau suspendu. Couleurs sur soie, 183 x 154 cm.
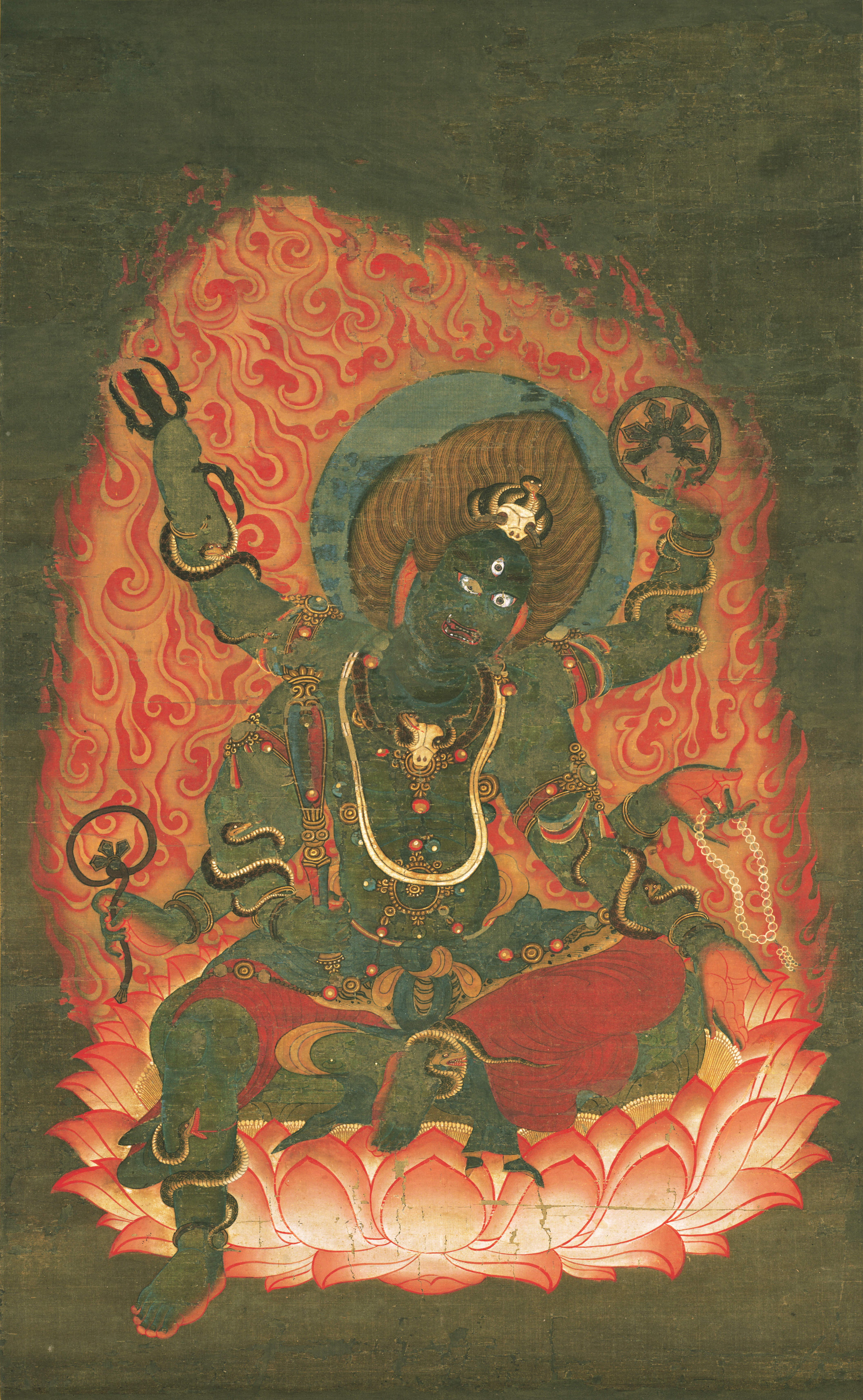
Ususama Myoo. H. env.60 cm. XIe siècle(?)
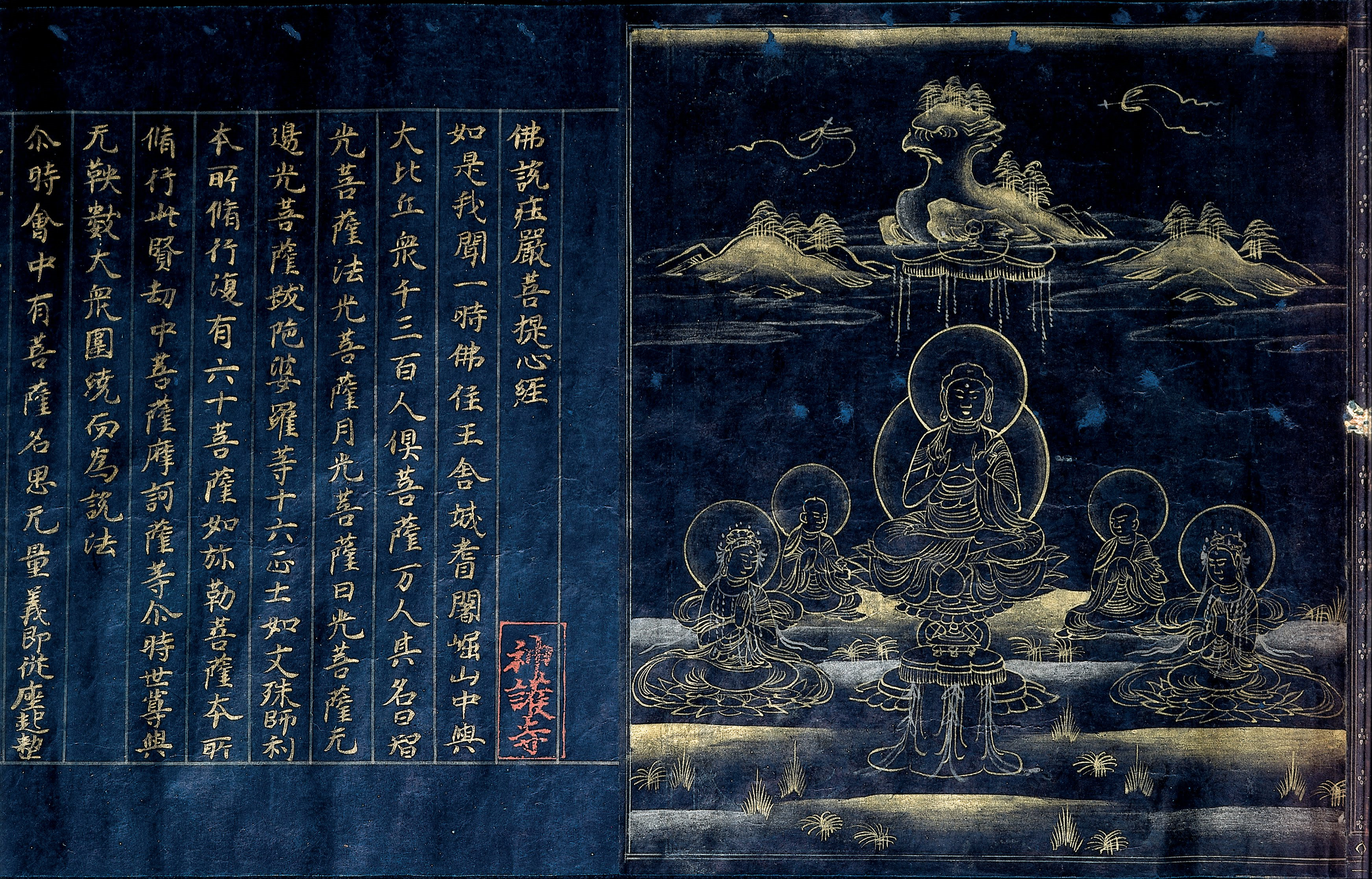
Frontispice du Sūtra du Lotus, du Jingo-ji. 1185. Or et argent sur papier teinté indigo, sceau du temple: en rouge. H. 25,7 cm.
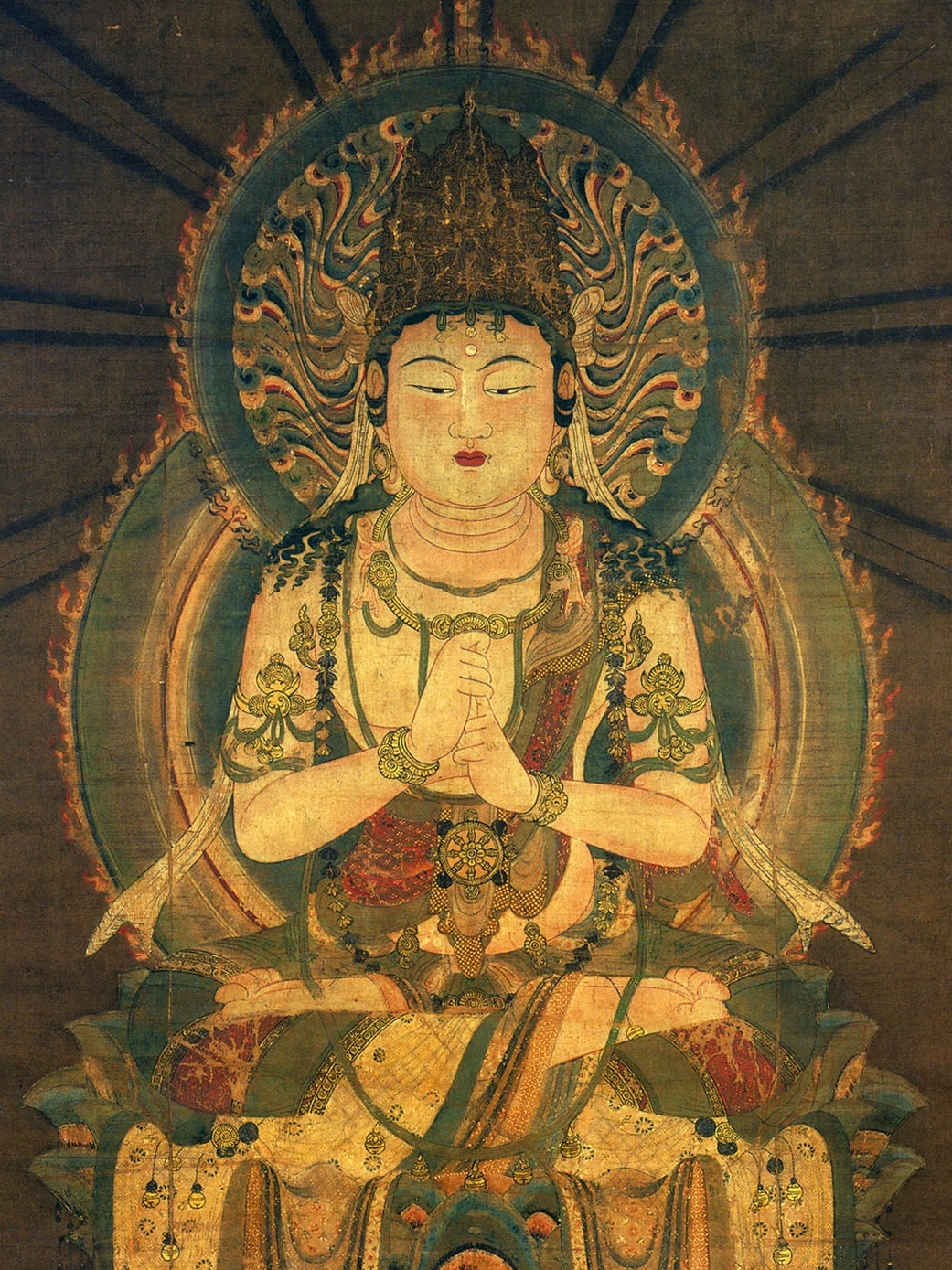
Buddha Vairocana. Détail d'un rouleau suspendu, H. totale 150 cm. XIIe siècle

Avec le développement des sectes bouddhistes ésotériques Shingon et Tendai, la peinture des VIIIe et IXe siècles consiste en images religieuses, plus particulièrement celle des peintures de mandala (曼荼羅, mandara). De nombreuses versions de mandalas, les plus célèbres étant le « mandala du monde du diamant » et le « mandala de la matrice » au Tō-ji à Kyoto,, sont créés sous forme de rouleaux suspendus et aussi comme peintures sur les murs des temples. Un remarquable exemple ancien se trouve à la pagode de quatre étages du Daigo-ji, temple situé au sud de Kyoto.
L'importance croissante des sectes de la Terre pure, du bouddhisme japonais à l'époque de Heian (shingon, courant du bouddhisme vajrayāna, et tendai) au Xe siècle, entraîne le développement de nouvelles images-types pour satisfaire les besoins de dévotion de ces sectes. Parmi celles-ci les treize bouddhas, à côté des images du Bouddha Vairocana. Les raigōzu (来迎図) représentent le Bouddha Amida avec ses assistants bodhisattvas Kannon et Seishi, arrivant pour accueillir les âmes des fidèles défunts au paradis de l'ouest d'Amida.
Le fondateur de l'école Kose, Kose Kanaoka actif vers 880, a exécuté, selon les textes, une vue réaliste du jardin impérial. Il aborde à cette époque des thèmes délibérément japonais et non plus seulement chinois, et à ce titre il est considéré comme le créateur du style de peinture Yamato (yamato-e (大和絵)). Un remarquable exemple primitif de paysage datant de 1053 est peint à l'intérieur du bâtiment du Phénix, au Byodo-in, un temple situé à Uji, à Kyoto. Cette peinture est considérée comme un premier exemple de yamato-e , dans la mesure où elle intègre des collines aux formes douces qui semblent refléter quelque chose de l'aspect réel du paysage de l'ouest du Japon. Stylistiquement cependant, ce type de peinture perpétue encore les traditions de la peinture de paysages du « style bleu et vert » de la dynastie chinoise Tang. Le genre yamato-e semble suivre de peu l'émergence d'une littérature en langue vernaculaire : compilation de poésies tanka, le Man'yōshū compilé fin VIIIe -début IXe siècle en caractères man'yōgana, précurseurs des caractères kana, puis Taketori monogatari (le Conte du coupeur de bambous), premier roman japonais, a été écrit peu après, fin IXe -début Xe siècle.

Peintures dans le style yamato-e
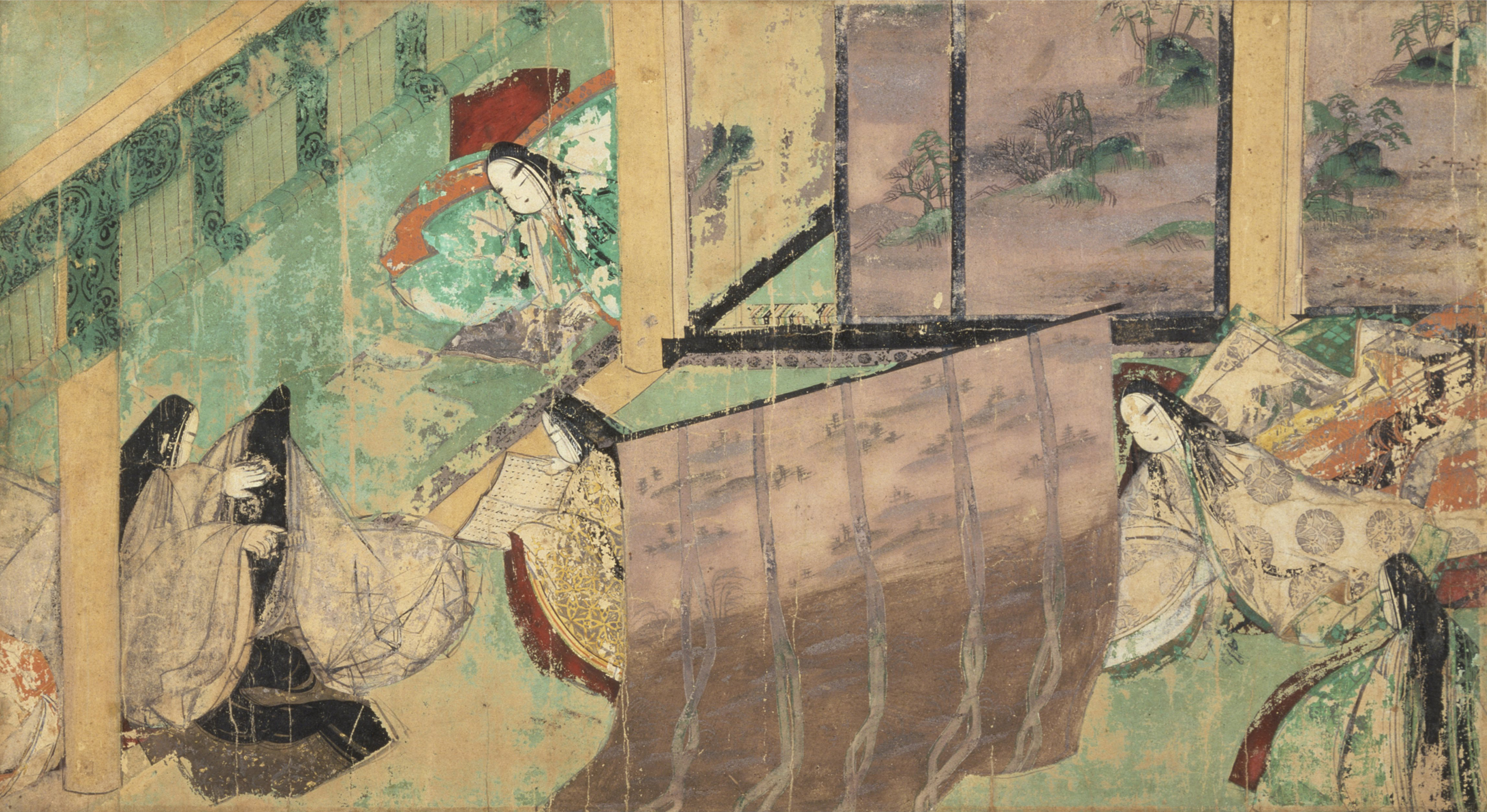
Détail d'un des rouleaux illustrés du Dit du Genji. Écrit au XIe siècle par Murasaki Shikibu. Peint vers 1130. H. 21 cm
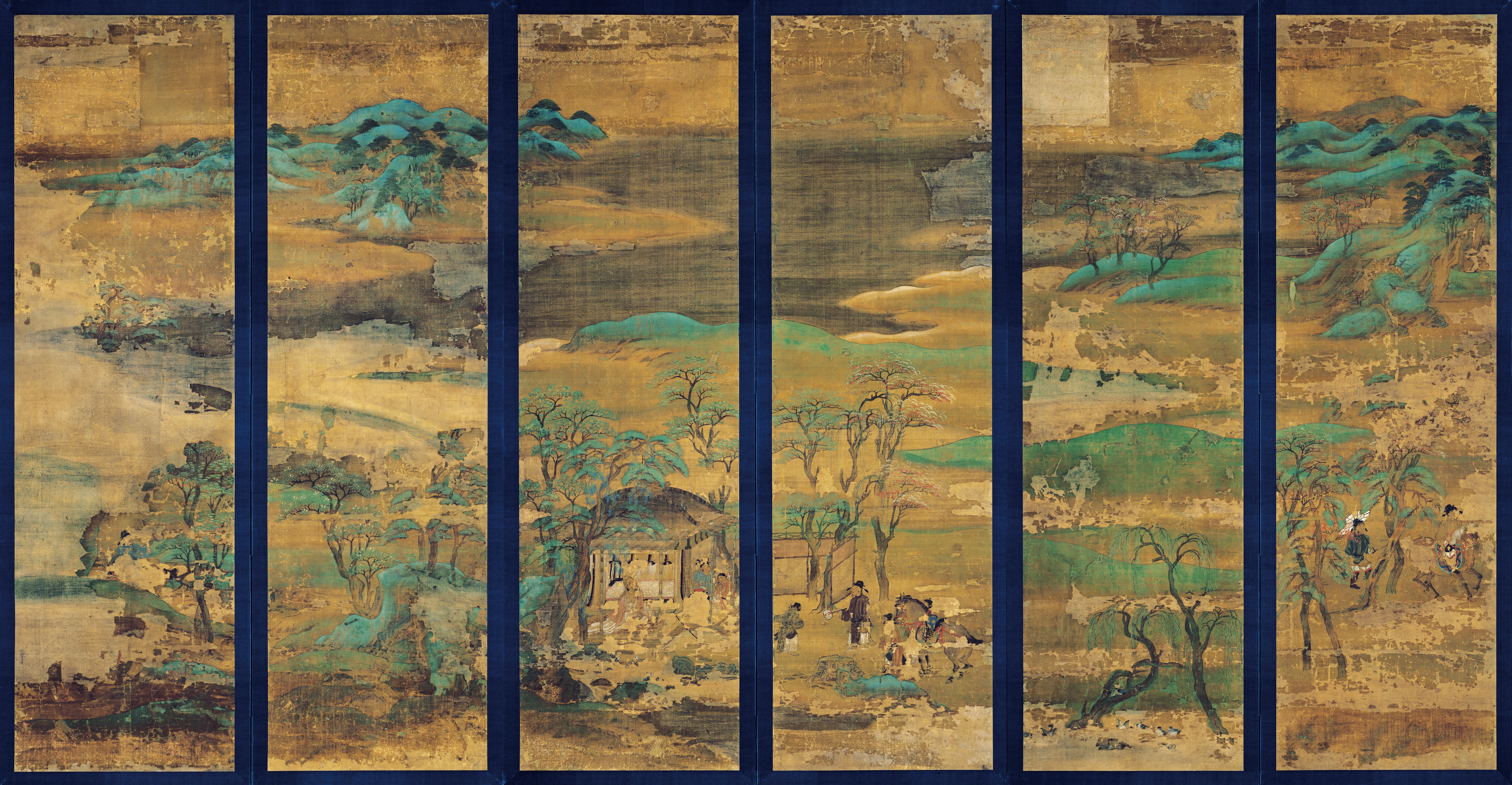
Paravent à décor de paysage et temple du Tō-ji. XIe – XIIe siècle. Couleurs, soie. 6 feuilles, ch. 146 x 42 cm. Milieu de l'époque Heian. Musée National de Kyoto.
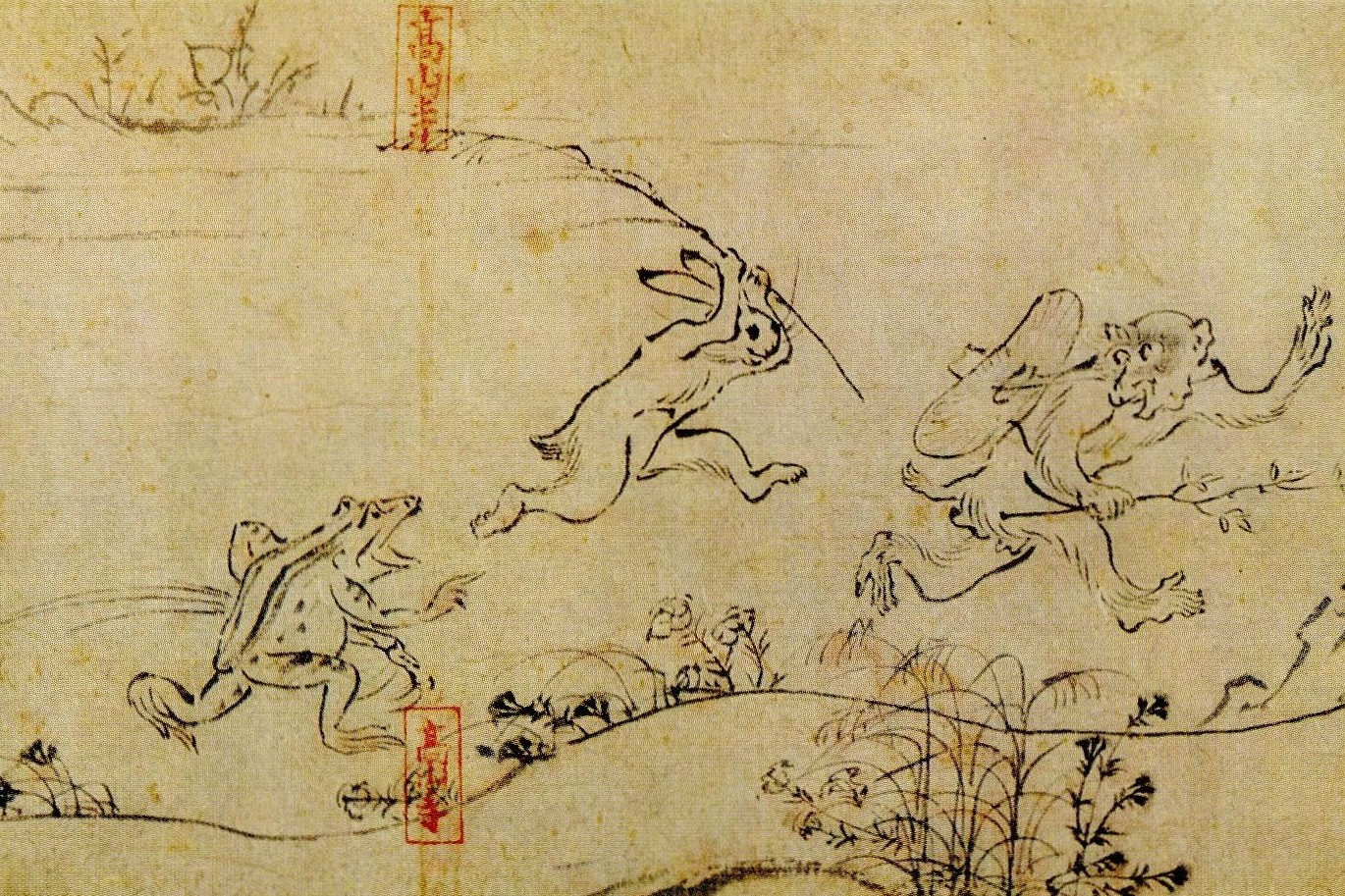
Rouleau des « animaux gambadant » (détail). Emaki du XIIe siècle. Encre sur papier, H. 30 cm

Le milieu de l'époque de Heian est considéré comme l'âge d'or des yamato-e qui sont initialement utilisés pour les portes coulissantes (fusuma) et les paravents pliants (byōbu). Dès le milieu du IXe siècle, le paysage des quatre saisons est le sujet japonais typique de ces paravents. Ils reçoivent le poème en langue japonaise qui les a inspiré, écrit sur papier coloré et collé sur le paravent. Cependant, de nouvelles formes de peinture apparaissent, surtout vers la fin de l'époque de Heian, dont l'emakimono, ou long rouleau portatif illustré. Différents emakimono illustrent des romans, tels que le Genji Monogatari, des ouvrages historiques, tels que le Ban Dainagon Ekotoba et des œuvres religieuses.

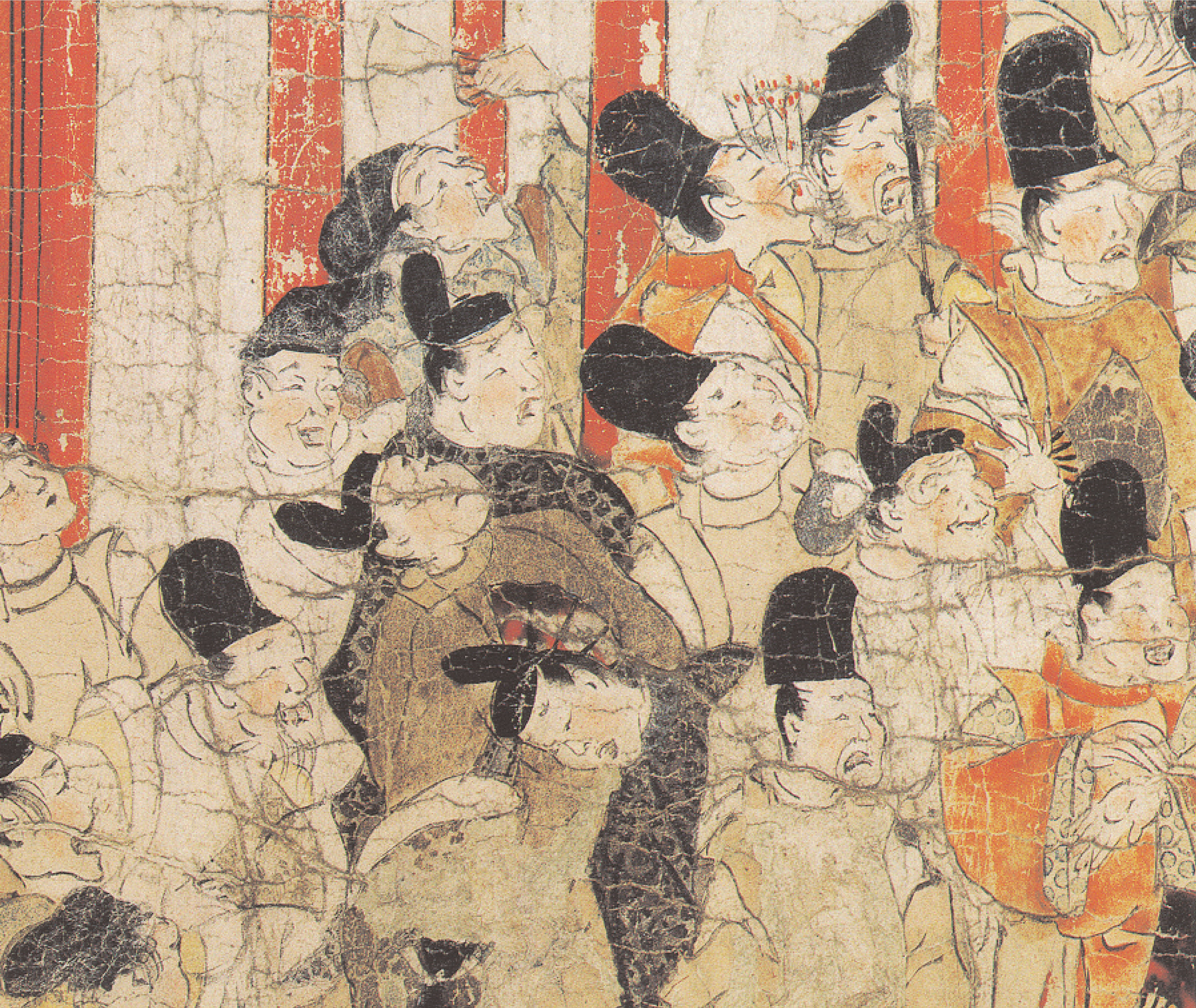
Devant un incendie. détail du Rouleaux enluminés du grand courtisan Tomo no Yoshio. Seconde moitié du XIIe siècle.

Dans certains cas, les artistes d'emaki emploient des conventions narratives picturales utilisées dans l'art bouddhique depuis les temps anciens, tandis qu'en d'autres occasions, ils imaginent de nouveaux modes narratifs qu'ils pensent aptes à transmettre visuellement le contenu émotionnel du récit sous-jacent. Le Genji Monogatari est organisé en épisodes discrets, tandis que le Ban Dainagon Ekotoba, plus nerveux, utilise un mode de narration continue afin de souligner le mouvement vers l'avant du récit. Ces deux emaki diffèrent aussi du point de vue du style, avec les coups de pinceau rapides et la légère coloration du Ban Dainagon qui contrastent de façon frappante avec les formes abstraites et les vifs pigments minéraux des rouleaux du Genji. Le « siège du palais de Sanjō » est un autre exemple célèbre de ce type de peinture.

Rouleaux des légendes du mont Shigi, XIIe siècle
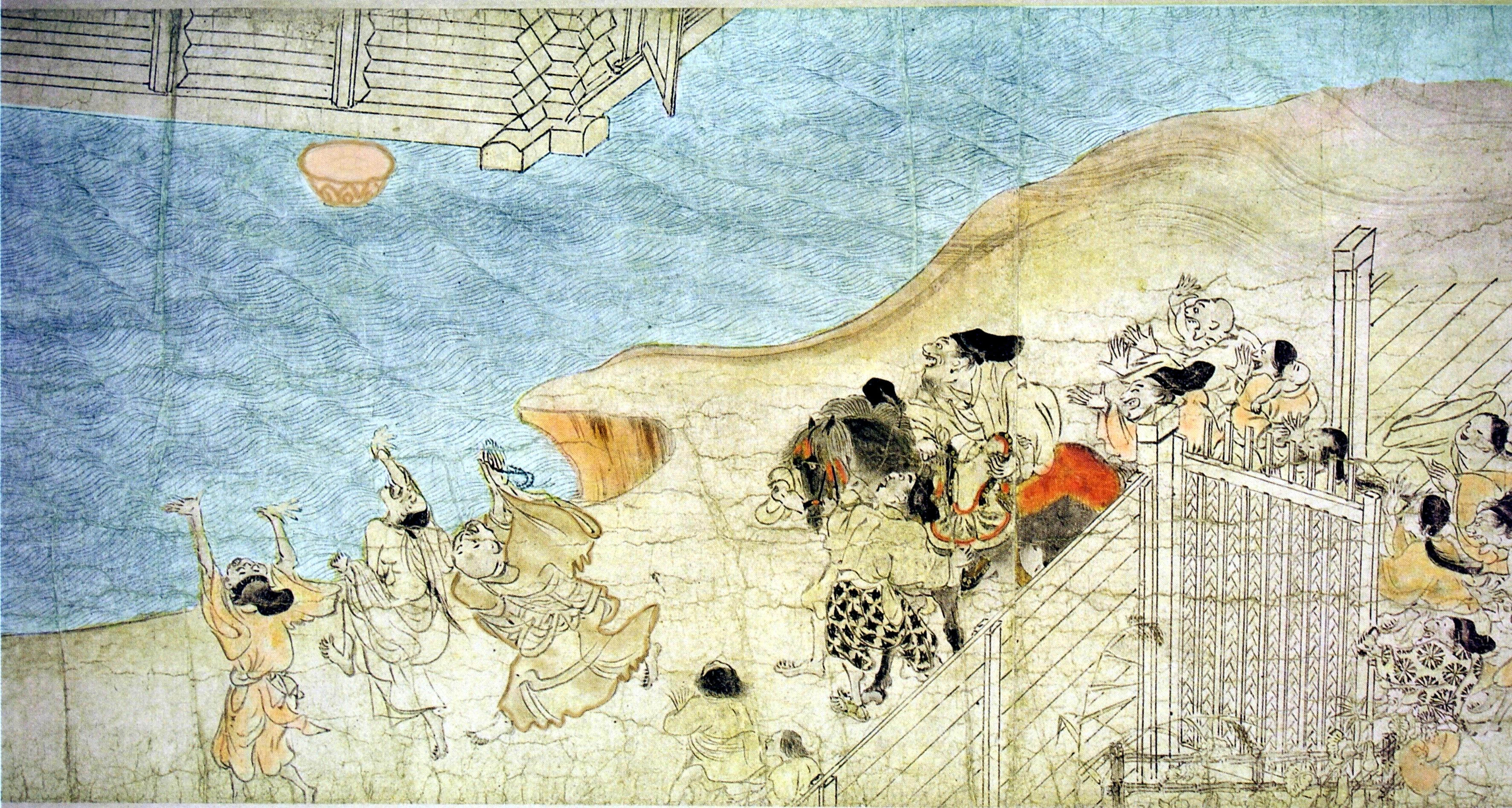
Détail du premier rouleau. Scène du grenier volant.
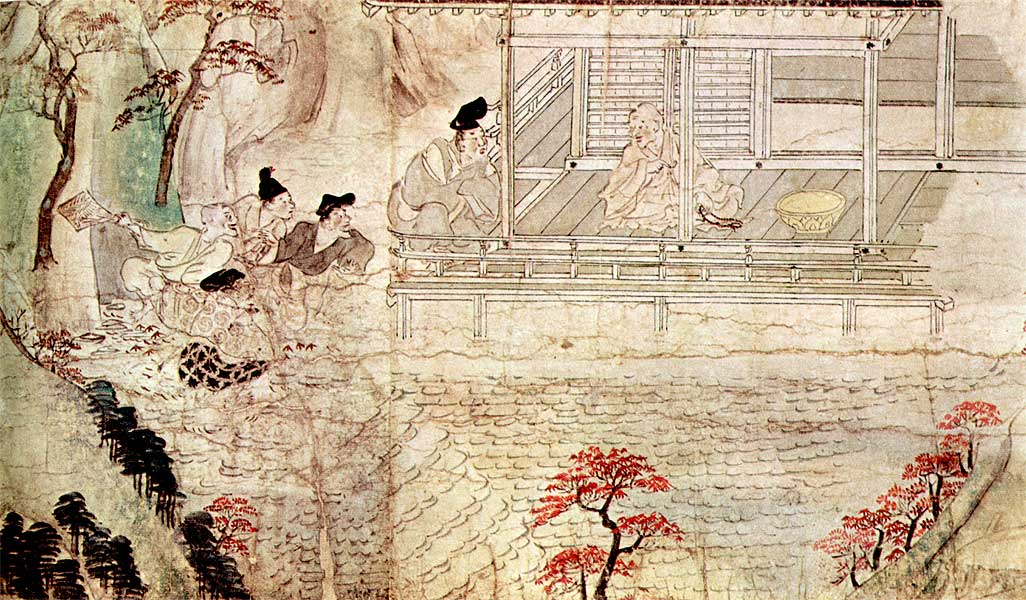
Détail du premier rouleau : le riche fermier implore le pardon de Myōren.
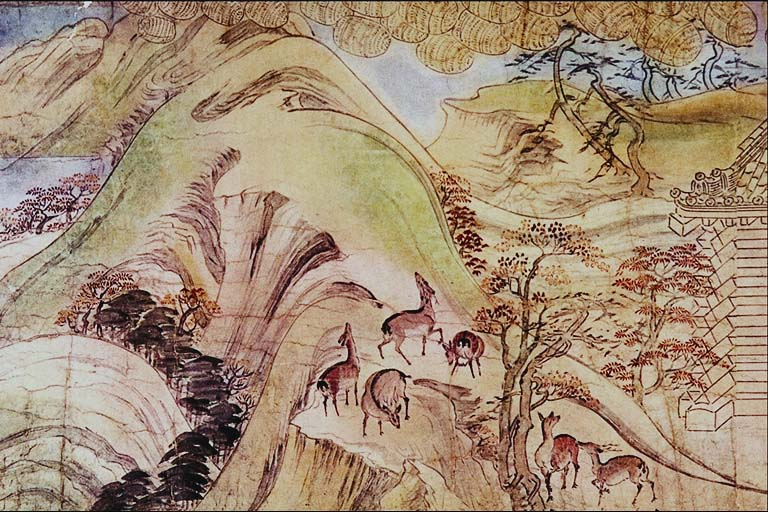
Les sacs de riz traversent le ciel au-dessus des montagnes et retournent dans le grenier

Les e-maki comptent aussi parmi les plus anciens et les plus grands exemples des styles de peinture otoko-e (images d'hommes) et onna-e (images de femmes). De nombreuses subtilités différencient les deux styles. Bien que les termes semblent suggérer les préférences esthétiques de chaque genre, les historiens de l'art japonais ont longtemps débattu de la signification réelle de ces termes qui restent cependant flous. Les différences entre les thèmes sont peut-être les plus facilement perceptibles. Le style onna-e, symbolisé par le rouleau du Le Dit du Genji, traite généralement de la vie de cour et des romans courtois tandis que le otoko-e, représente souvent des événements historiques et / ou semi-légendaire, en particulier des batailles ou des vies merveilleuses de moine bouddhistes comme les rouleaux des légendes du mont Shigi.
Le paysage peut se déployer sur les paravents. Probablement le plus ancien, XIe – XIIe siècle, le paravent avec paysage du Tô-ji (aujourd'hui au Musée National de Kyôto) présente une scène narrative dans un vaste paysage d'inspiration chinoise, témoignant de sa proximité avec la peinture chinoise, en bleu et vert, mais avec une attention à évoquer les environs de Kyoto et le monde des oiseaux, qui sont, tous deux, de sensibilité japonaise.

## Époque de Kamakura (1185-1333)

Anonyme, Portrait de Minamoto no Yoritomo, encre et couleurs sur soie, Trésor national de Jingō-ji, Kyōto.
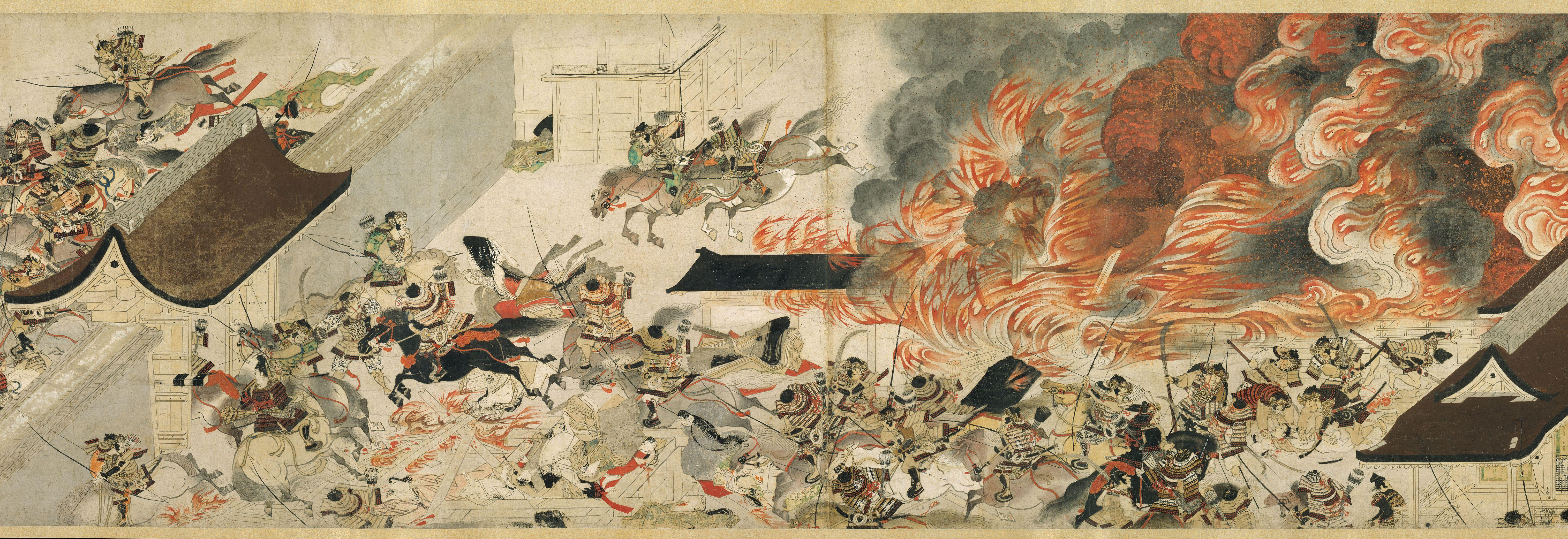
Attaque nocturne du palais de Sanjō (détail d'un rouleau illustré du Dit de Heiji, illustration composée au XIIIe siècle, Kamakura), 41,3 × 700,3 cm,  Musée des Beaux-Arts de Boston.

Ces genres perdurent pendant l'époque de Kamakura. La production d' e-maki de différentes sortes se poursuit. L'époque de Kamakura reste toutefois beaucoup plus fortement marquée par l'art de la sculpture que par la peinture.
Comme la plupart des peintures des époques de Heian et de Kamakura sont de nature religieuse, la grande majorité est réalisée par des artistes anonymes.

## Époque de Muromachi (1333-1573)

La Cascade de Nachi, XIIIe siècle, couleurs sur soie, H. 159 cm. Tokyo, Musée Nezu. Peinture shintō
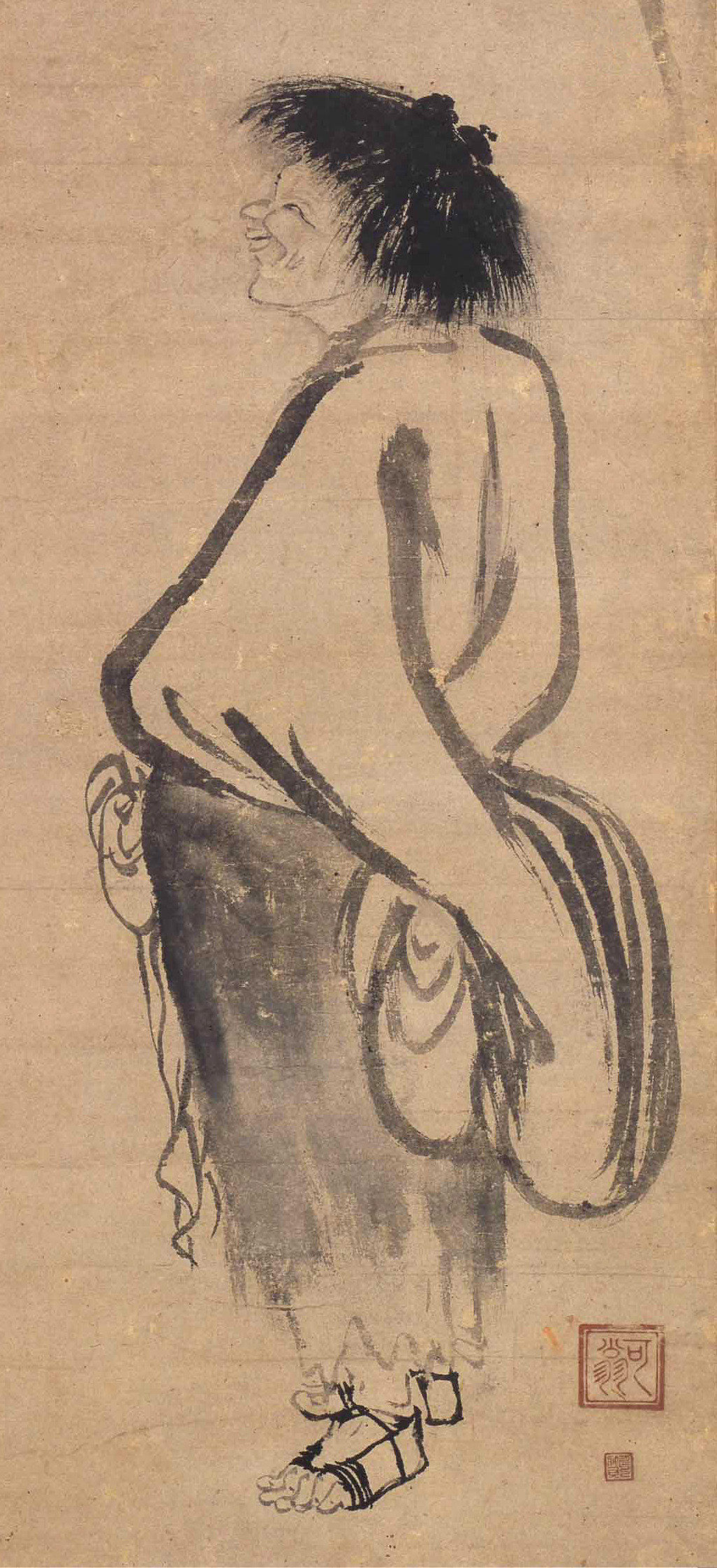
Kaō Ninga, moine-peintre. Portrait de Kanzan. Encre sur papier, avant 1345
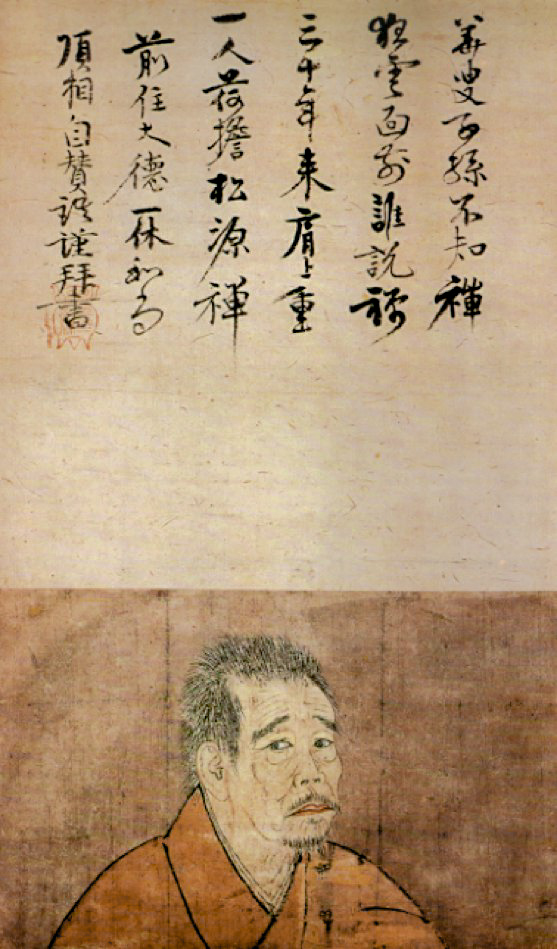
Shoto Bokusai, moine-peintre. Portrait du moine Ikkyū. Rouleau vertical peint sur papier ; 43,8 x 26,3 cm ; seconde moitié du XVe siècle. Musée national de Tokyo
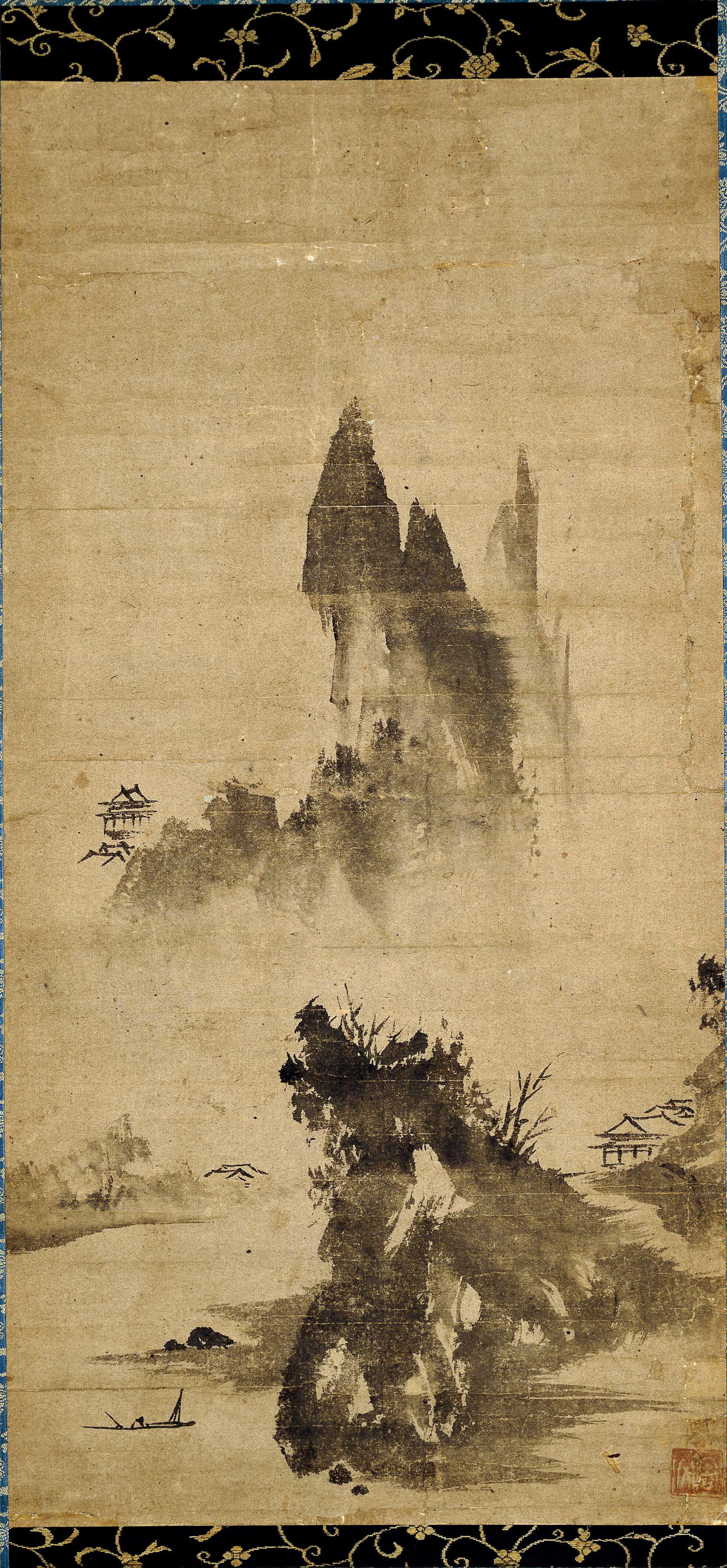
Sesshu (1420-1506). Rouleau suspendu. Paysage chinois aux montagnes rocheuses; maisons sur la rive; bateau. Technique de l'encre brisée (hatsuboku 破). Encre sur papier, 63,5 cm

### La peinture shintō
La peinture shintō est née du Shinbutsu shūgō ou bouddhisme syncrétique (par la théorie honji suijaku) qui incorpore les dieux shintō en tant que manifestations des divinités ésotériques du bouddhisme. Les codes de représentation de la figure divine sont ceux de la peinture yamato. Les sanctuaires shintō se construisent en vue frontale selon les codes chinois de représentation de mandara. Le mandala de la cascade de Nachi n'est donc pas une simple peinture de paysage, mais la glorification d'une divinité shintō.

### La peinture zen

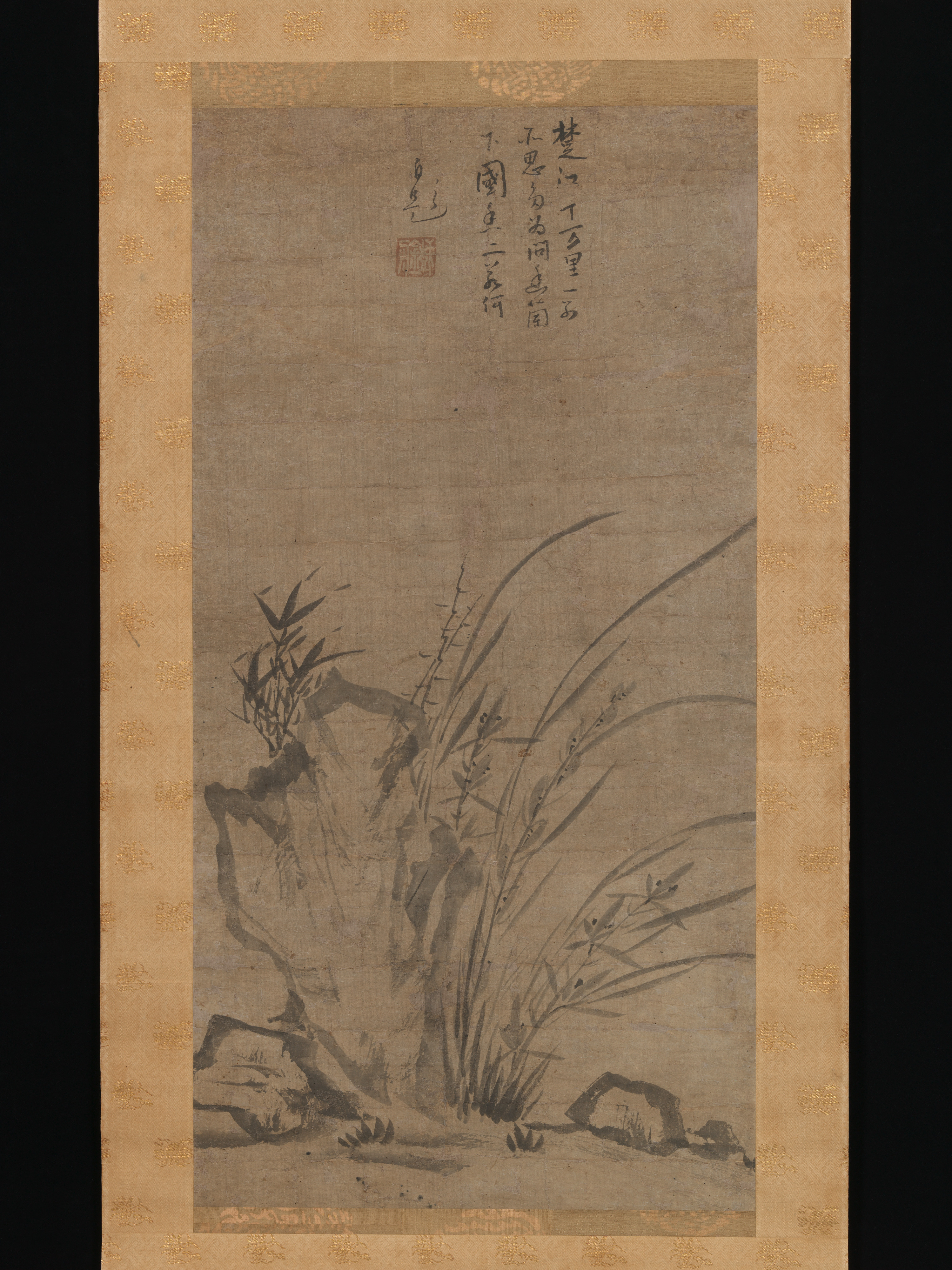
Orchidées, bambous, bruyères et roches, Tesshū Tokusai, av. 1366. Encre sur papier

Au cours du XIVe siècle, la multiplication des grands monastères zen à Kamakura et Kyoto a un profond impact sur les arts visuels. Le sumi-e, le style monochrome de peinture à l'encre importé de la Chine des dynasties Song et Yuan, remplace dans une large mesure les peintures polychromes sur rouleaux de la période précédente, bien que subsiste partiellement la peinture de portraits des moines zen — essentiellement sous la forme des peintures chinsō polychromes. Dès l'époque de Kamakura, le véritable culte que les japonais portent à la nature se révèle avec une extrême simplicité dans ce type de peinture monochrome, toute dans l'énergie donnée au mouvement du pinceau. Le motif chinois des fleurs et oiseaux se concentre, dans la peinture des moines zen, en quelques mouvements de l'encre noire sur le papier blanc.
Cette période voit la peinture religieuse prendre un aspect plus esthétisant, fin XIVe -début XVe siècle. Le moine-peintre Minchō adopte des procédés de représentation chinois (Song du Sud, 1127-1279) associés au plaisir de la couleur (en Chine Liu Songnian(XIIe début XIIIe siècle) ou Zhou Jichang (actif au début du XIe siècle) et surtout Yan Hui (début XIVe siècle). Il crée un style aux lignes épaisses et anguleuses, et forme Reisai et Sekkyakushi,.
Typique de la peinture zen du début de l'époque de Muromachi, la représentation du moine légendaire Kensu (Hsien-tzu en chinois) au moment où il atteint l'Éveil a été réalisée par le prêtre-peintre Kao (actif au début du XVe siècle). Exécuté avec de rapides coups de pinceau et un minimum de détails, ce type de peinture était considéré, dans les monastères zen, comme un support à la méditation, ou comme l'expression de la « vérité » telle que la comprenait l'artiste, lui-même moine zen. L'usage de l'encre seule et de l'eau sur papier, suiboku-ga correspondait à cette recherche de l'effet maximal avec le moyen minimal.

Partie inférieure (L. 75 cm) de La pêche au poisson-chat avec une gourde par Josetsu, v. 1415. Encre et couleurs légères sur papier.

La pêche au poisson-chat avec une gourde, par le moine-peintre Josetsu au service du shogun, marque un tournant dans la mesure où, progressivement depuis cette époque, le paysage ne devait plus quitter le répertoire de la peinture japonaise.
Cette peinture met en scène un homme au bord d'un ruisseau et un poisson, dans un paysage. Il tient une petite gourde et regarde le poisson-chat qui nage tranquillement. L'homme semble manier cette calebasse comme s'il avait l'intention d'y faire entrer le poisson. En fait, on se trouve devant la forme imagée d'un paradoxe bouddhiste (un kōan) qui reste énigmatique. Certains critiques y ont d'ailleurs vu une satire déguisée d'un Éveil (Satori) insaisissable.
Derrière eux un espace laissé blanc évoque un brouillard et à l'arrière-plan les montagnes paraissent bien lointaines. L'ensemble se distingue par une forte asymétrie. Cette peinture, exécutée aux environs de 1413, se réfère à une formulation de la profondeur de l'espace chinoise (la peinture de lettrés, dite École du Sud) (les peintres de la dynastie Song, Li Cheng et Guo Xi, Ma Yuan, etc.). D'ailleurs le peintre introduit les couleurs légères que l'on retrouve aussi dans la peinture chinoise et non dans la peinture zen qui lui est contemporaine au Japon. Mais il semble, par contre, ignorer la peinture novatrice qui lui est contemporaine en Chine, celle de Shen Zhou et l'école de Wu (à Suzhou).

Les pins, Hasegawa Tohaku, fin XVIe siècle, encre sur papier, paravent à six feuilles, 156 × 345 cm. Musée national de Tokyo
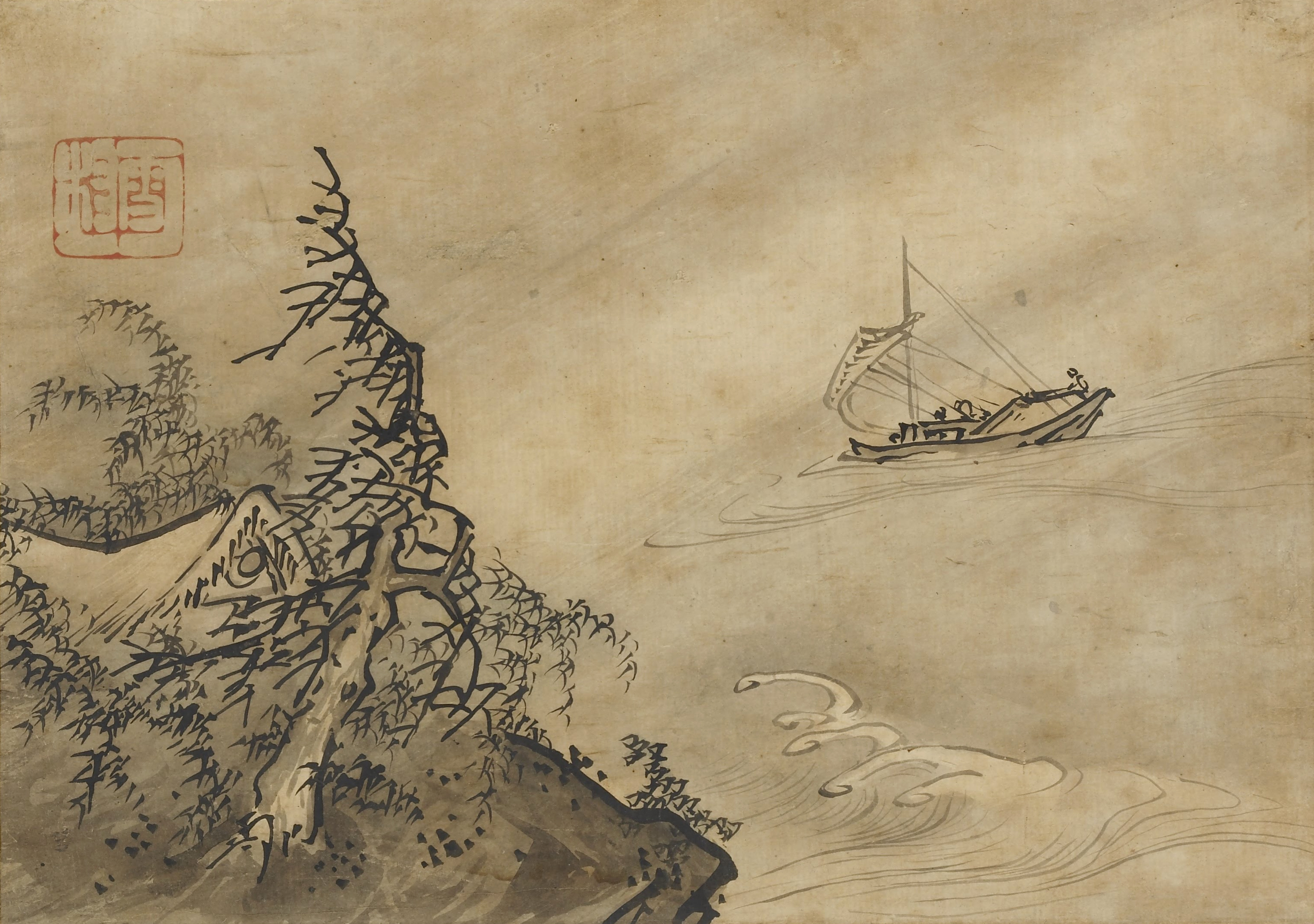
Paysage sous la tempête, Sesson Shukei, XVIe siècle, encre et couleurs légères sur papier, 22 x 31,4 cm.
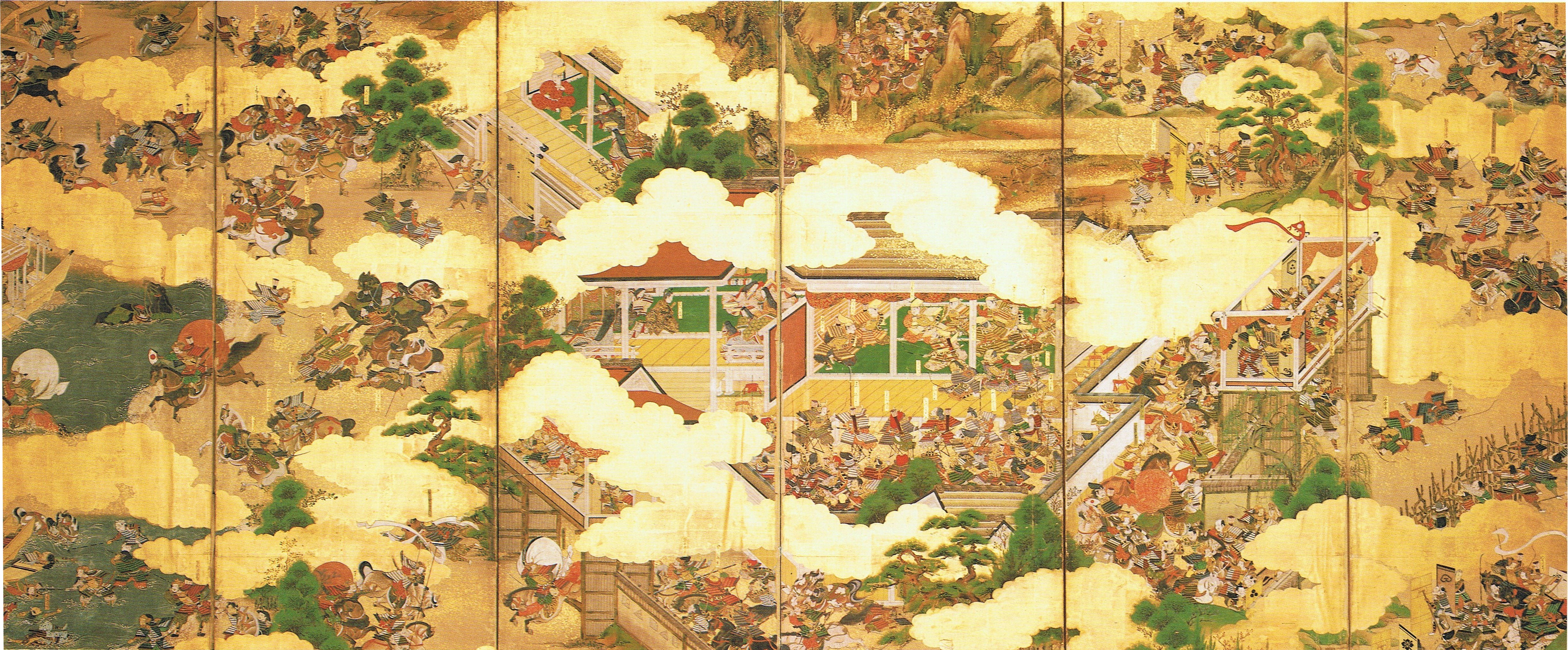
Scène de la guerre de Genpei (1180-1185). Kanō Motonobu, (1476-1569). Paravent à six feuilles.

La fin du XIVe siècle est l'âge d'or de la peinture à l'encre. La peinture de paysage (sansuiga) monochrome, qui bénéficie du patronage de la famille régnante des Ashikaga, est le genre préféré parmi les peintres zen. Elle évolue progressivement à partir de ses racines chinoises (appelé au Japon le style kanga (漢画 - かんが) ou kara-e) vers un style plus japonais (style yamato, ou yamato-e).
Les grands artistes de la période Muromachi sont les moines-peintres Shūbun et Sesshū,,. Shūbun, moine du temple Shokoku-ji à  Kyoto, créée, dans le tableau La lecture dans un bosquet de bambous (1446), un paysage réaliste avec une profonde récession dans l'espace. Sesshū, contrairement à la plupart des artistes de l'époque, est en mesure de voyager en Chine et d'y étudier la peinture chinoise à sa source. Paysages des quatre saisons, vers 1486, rouleau portatif de 15 mètres de long, est un chef-d'œuvre de la peinture japonaise. Bien que basé à la fois sur le thème et le style des modèles chinois (à la manière de Xia Gui), il est néanmoins de caractère  bien japonais. Il a des lignes plus épaisses, des contrastes plus nets et un effet d'espace plus plat que celui habituel dans la peinture Song.
L'époque de Muromachi voit surtout les peintres de paysage transposer les peintures sur rouleau à des formats monumentaux sur les paravents, byōbu, et les cloisons coulissantes, fusuma, éléments indissociables des demeures des nobles. La peinture de paysage qu'adoptent alors les artistes de l'école Kano et de l'école Ami (Sōami, Nōami et Geiami) leur permet d'introduire, par exemple sur une paire de paravents à six feuilles, un paysage panoramique décoratif, procédé que la Chine ignorait,,. Cette innovation eut un succès considérable et permanent au Japon jusqu'aux temps modernes et même avec un prolongement inattendu sous la forme actuelle des estampes numériques murales du XXIe siècle.

### Quelques artistes célèbres
Peintres de l'époque de Muromachi :
- Mokkei, v. 1250
- Mokuan Reien, mort en 1345
- Kao Ninga, fin du XIVe siècle
- Minchō, 1352–1431
- Josetsu, 1405–1423
- Tenshō Shūbun, mort en 1460
- Sesshū Tōyō, 1420–1506
- Tosa Mitsunobu, 1430–1522
- Kanō Masanobu, 1434–1530
- Kanō Motonobu, 1476–1559

## Époque Azuchi Momoyama (1573-1603)

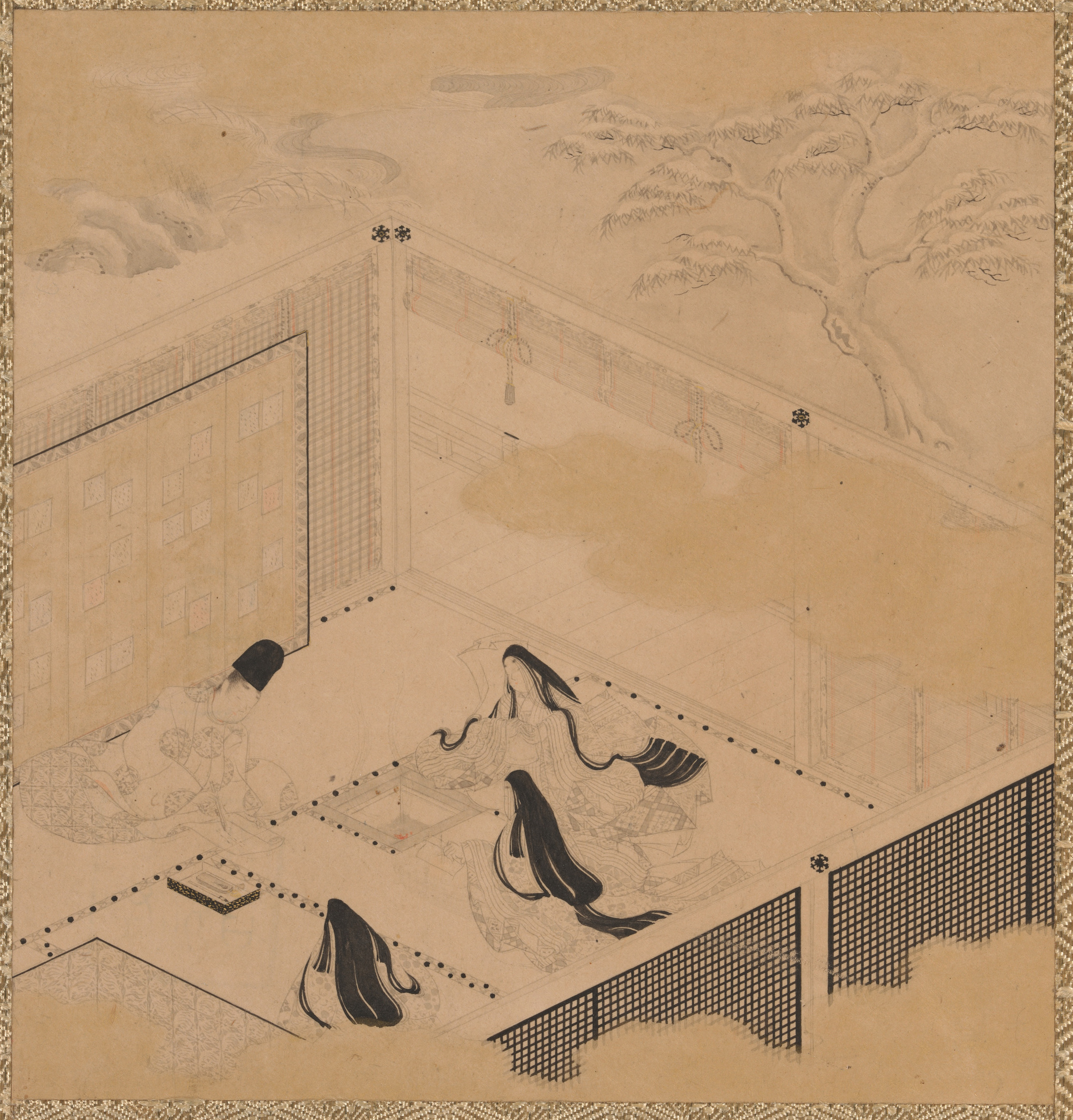
Tosa Mitsunori (1563-1638). Feuille d'album du Dit du Gengi. Encre avec or et rouge sur papier, chaque feuille 13,4 x 12,9 cm
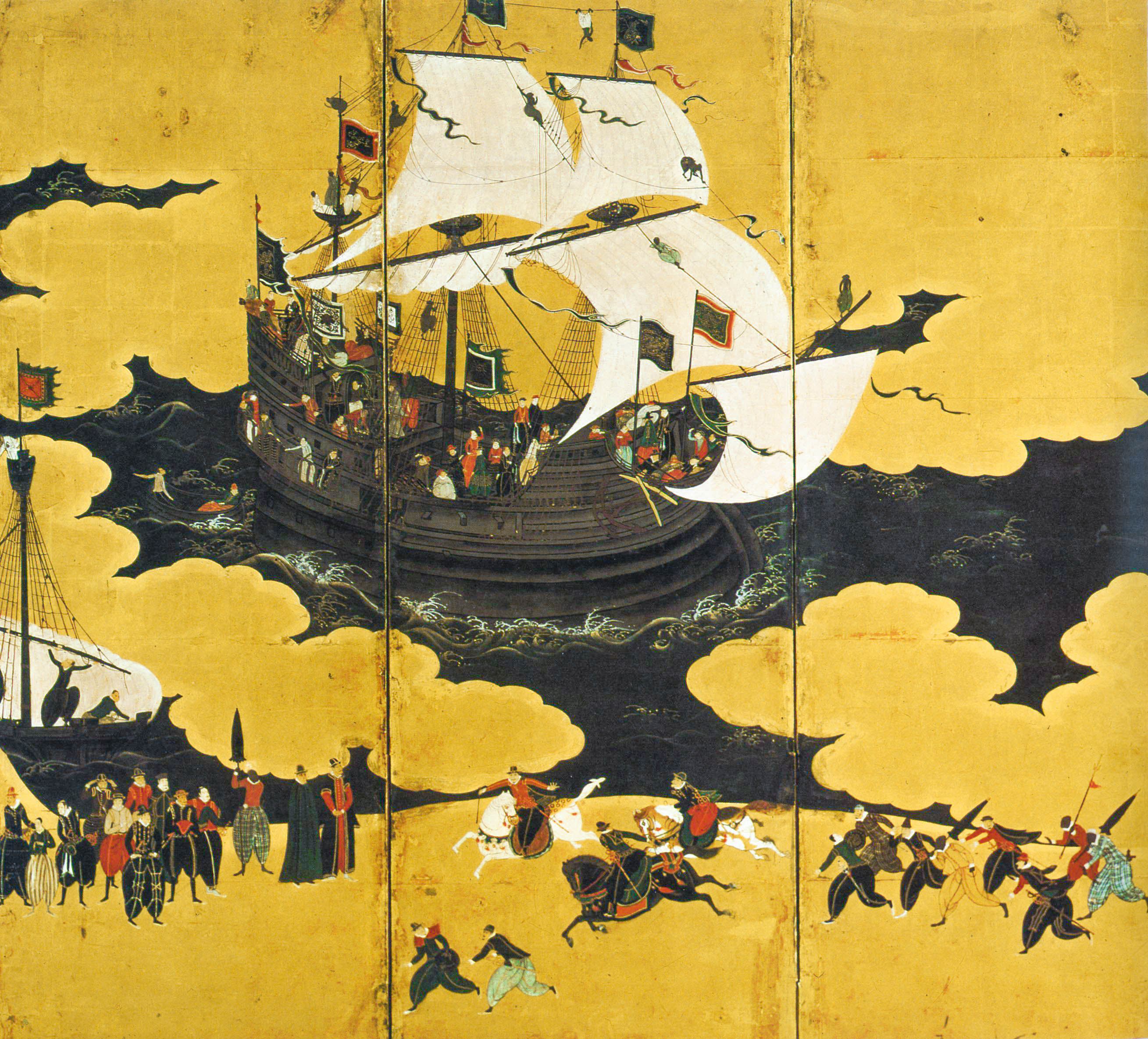
Détail de paravent nanban représentant l'arrivée d'un navire portugais, attribué à Kanō Naizen (1570–1616).
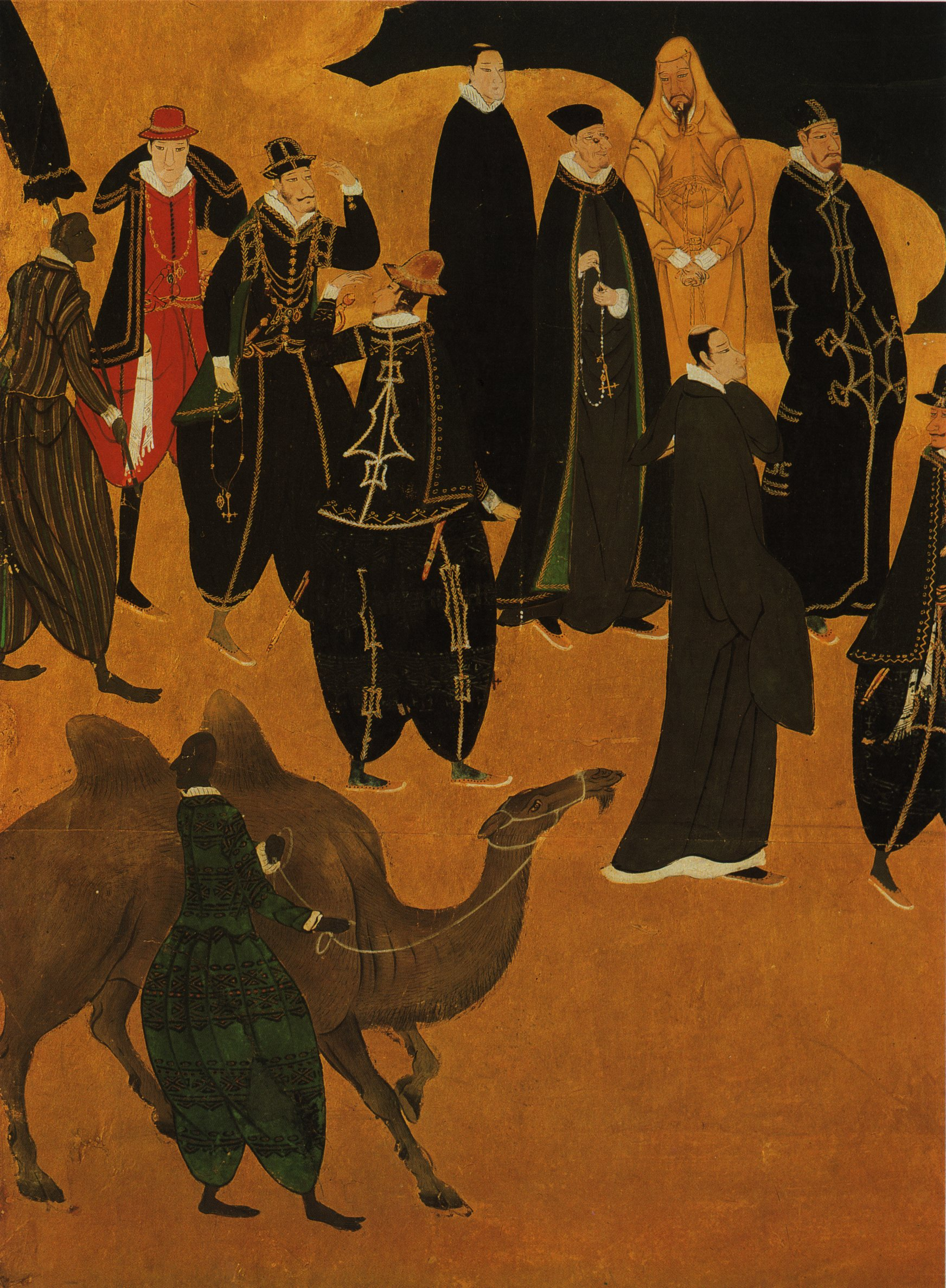
Détail d'une nanban-e : peinture nanban
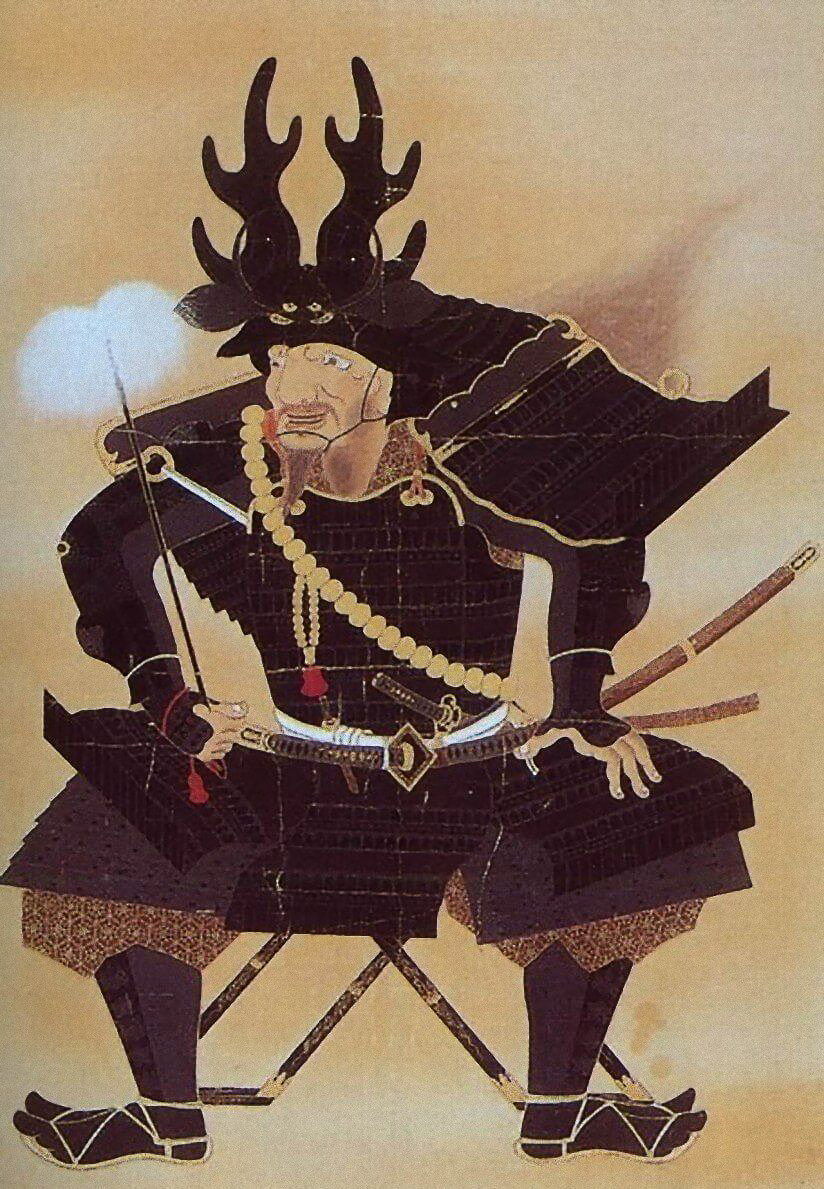
Anonyme. Portrait de Honda Tadakatu, général de samouraï. Fin du XVIIe siècle. Honda Takayuki, Tokyo

En contraste frappant avec la précédente époque de Muromachi, l'époque Azuchi Momoyama se caractérise par un grandiose style polychrome, avec une large utilisation de feuilles d'or et d'argent qui brillent à la lueur des lampes à huile, et par des œuvres de très grande taille. L'école Kano, patronnée par Oda Nobunaga, Toyotomi Hideyoshi, Tokugawa Ieyasu et leurs successeurs, gagne énormément en importance et en prestige. Ces chefs énergiques aiment à s'entourer d'images d'animaux, tigres et chevaux et de dragons aux formes puissantes.

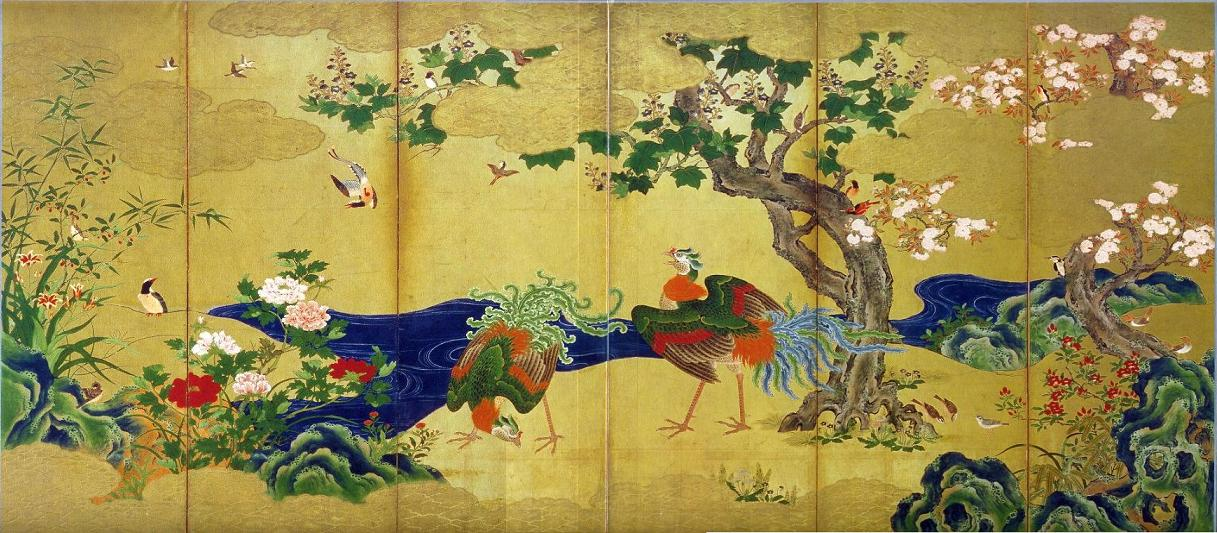
Kanō Eitoku. Fleurs et oiseaux des quatre saisons, fin. Paravent à 6 feuilles appartenant à une paire. 1,65 x 3,59 cm. Couleurs sur papier doré. Musée des Beaux-Arts Hakutsuru

Kano Eitoku met au point une formule pour la création de décors monumentaux : le gros plan, un pinceau large et des motifs aux contours simplifiés. Ces décors s'appliquent sur les portes coulissantes enfermant les chambres, les fusuma. Ce type d'écrans géants ainsi que des peintures murales sont commandés pour décorer les châteaux et les palais de la noblesse militaire. L'école Kano en obtient l'exclusivité et ce statut perdure pendant la période d'Edo qui suit, puisque le bakufu Tokugawa continue à promouvoir les œuvres de l'école Kano comme art officiel pour le shogun, les daimyos et la cour impériale.

Kanō Eitoku. Paravent aux lions, fin. 2,25 x 4,60 m. Couleurs sur papier doré. Musée des collections impériales

Cependant, des courants existent et des artistes qui n'appartiennent pas à l'école Kano apparaissent au cours de l'époque Azuchi-Momoyama. Ils adaptent des thèmes chinois aux matériaux et à l'esthétique japonaise. Parmi ces courants, l'école Tosa est un groupe important qui se développe principalement à partir de la tradition yamato-e, et qui est essentiellement connue pour ses ouvrages à petite échelle et ses illustrations de classiques littéraires au format d'un livre ou d'un emaki.
L'art Nanban est un autre genre important qui prend naissance pendant l'époque Azuchi Momoyama mais qui poursuit son développement au début de l'époque d'Edo, à la fois dans la représentation des étrangers exotiques et aussi par l'utilisation d'un style étranger, qui produit un effet d'exotisme pour les Japonais. Ce genre est centré autour du port de Nagasaki, qui, après le début de la politique d'isolement nationale du bakufu Tokugawa, est le seul port japonais laissé ouvert au commerce extérieur, et donc la seule voie d'accès par laquelle les influences artistiques chinoises et européennes entrent au Japon. Les peintures de ce genre comprennent les peintures de l'école de Nagasaki (dont Kawamura Jakushi et son "Assemblée pour l'adoration du dieu de la longévité"), et aussi celles de l'école Maruyama-Shijō,, et surtout Maruyama Ōkyo qui combine les influences chinoises et l'école Kano (le tracé d'encre, l'or et la poudre d'or) avec le naturalisme occidental (perspective et clair-obscur) et des éléments traditionnels japonais.

### Quelques artistes célèbres
Peintres de l'époque Azuchi Momoyama :
- Kaihō Yūshō, 1533–1615
- Hasegawa Tohaku, 1539–1610
- Kano Eitoku, 1543–1590
- Kanō Sanraku, 1559–1663
- Hasegawa Nobukata, Actif à la fin du XVIe siècle

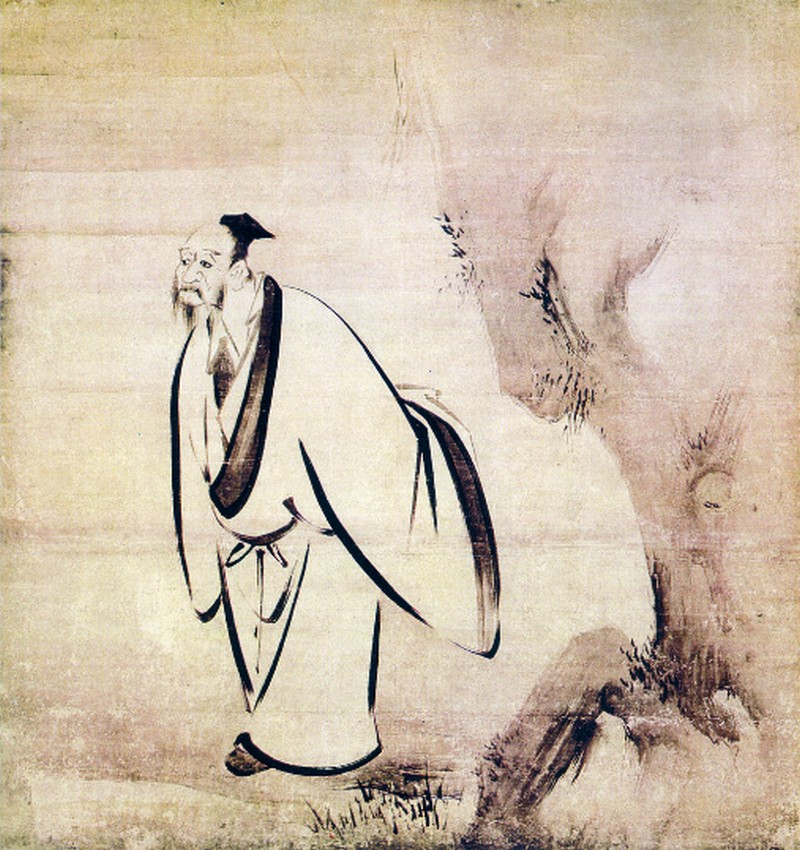
L'un des sept sages par le peintre Kaihō Yūshō
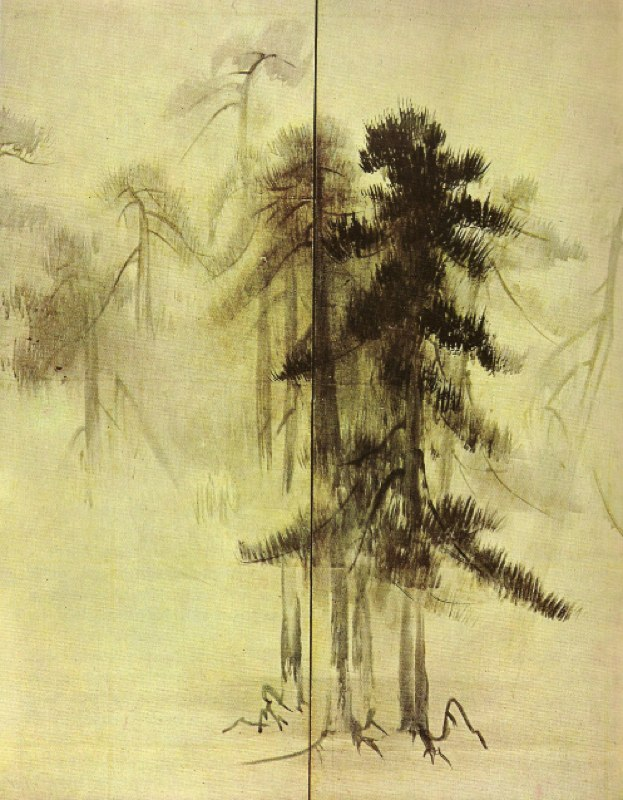
Bois de pins par Hasegawa Tōhaku.
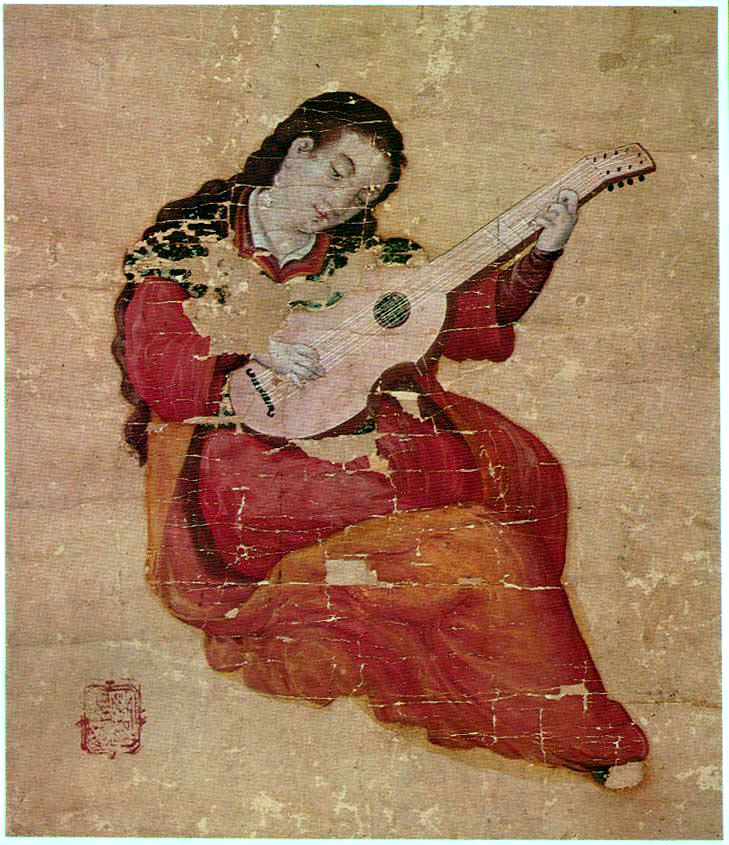
Peinture de style occidental attribuée à Hasegawa Nobukata. Il a peint des portraits sur un fond uni et a utilisé l'ombrage et le modelage de l'école jésuite[52].
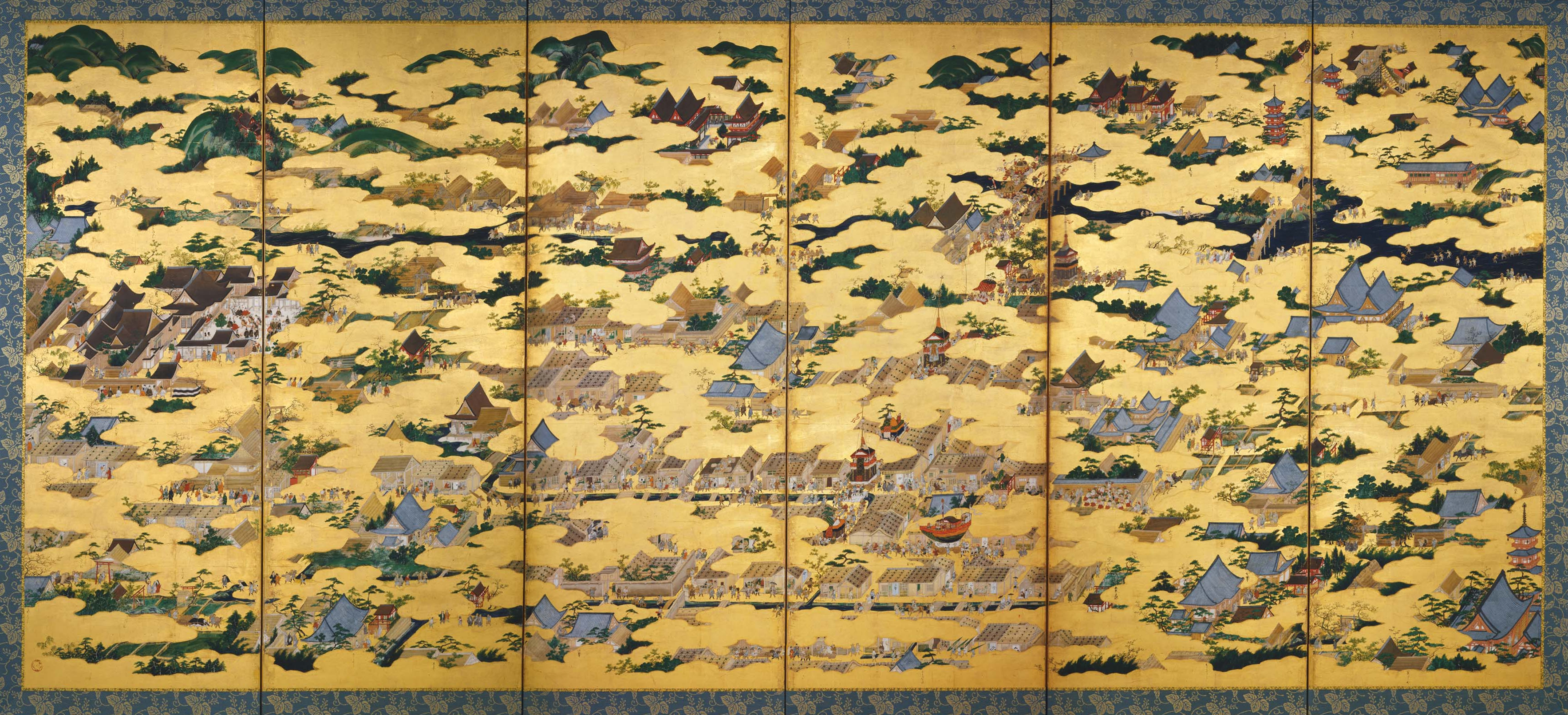
Kanō Eitoku. Vues à l'intérieur et à l'extérieur de la capitale, Kyoto. Paravent à six feuilles. Couleurs et or sur papier honkin, 160,5 x 364,5 cm. 1561-1562[53]. Yonezawa City Uesugi Museum.
Attribué à Kanō Sanraku. Paravent de gauche à six panneaux, d'une paire. Encre, or et couleurs sur soie, H. 1,67 m; L. 3,57 m. Musée d'Art Suntory

## Époque d'Edo (1603-1868)

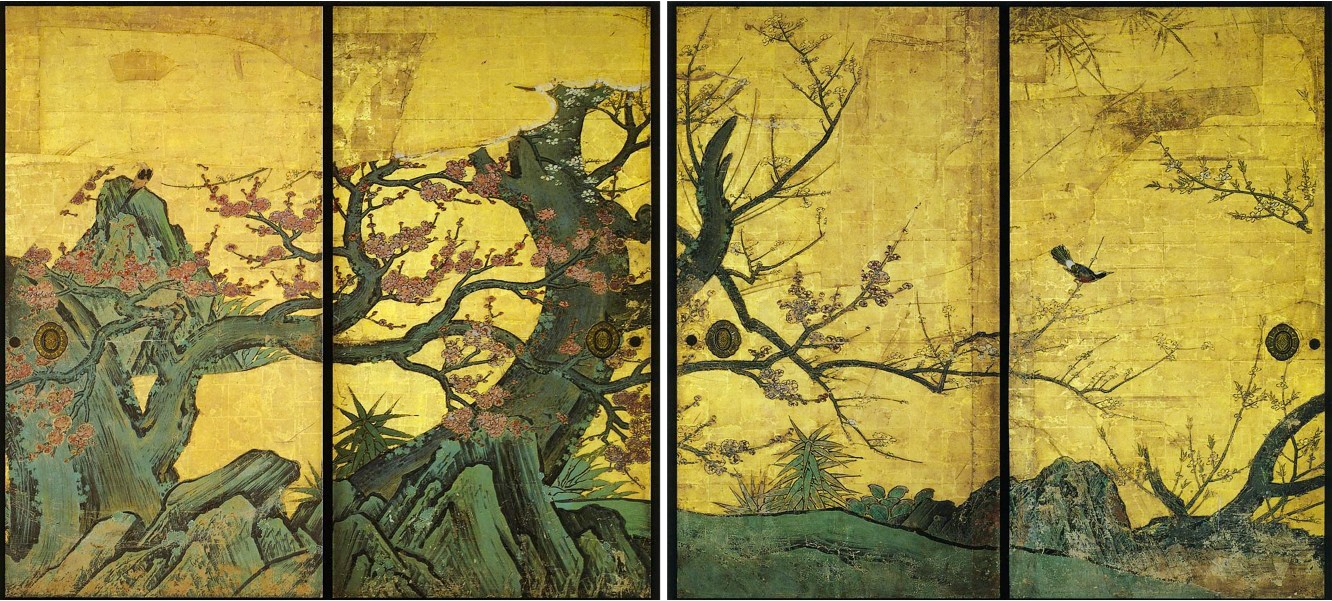
Kanō Sanraku 1559-1635, Vieux prunier. Encre, couleurs et or sur papier, fusuma : 184 x 99 cm, début XVIIe siècle. Daikaku-ji, Kyoto
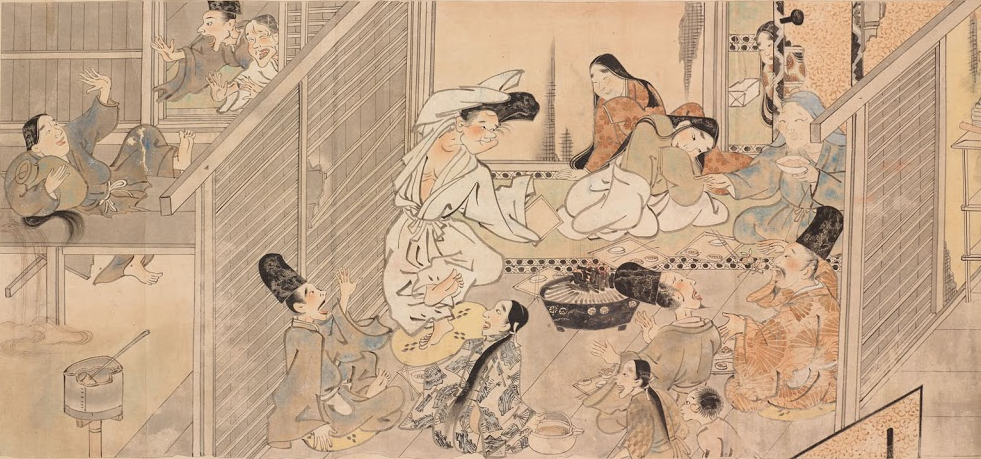
Copie d'après Tosa Mitsuoki. Histoire d'un peintre, emaki, XVIIe siècle, Musée national de Kyoto

École Rinpa. Tawaraya Sōtatsu. Tsuru emaki, détail. Encre, couleur, argent et or sur papier, 1 356 × 34 cm. 1605-1615. Calligraphie: Kōetsu, peinture: Sōtatsu. Musée national de Kyoto
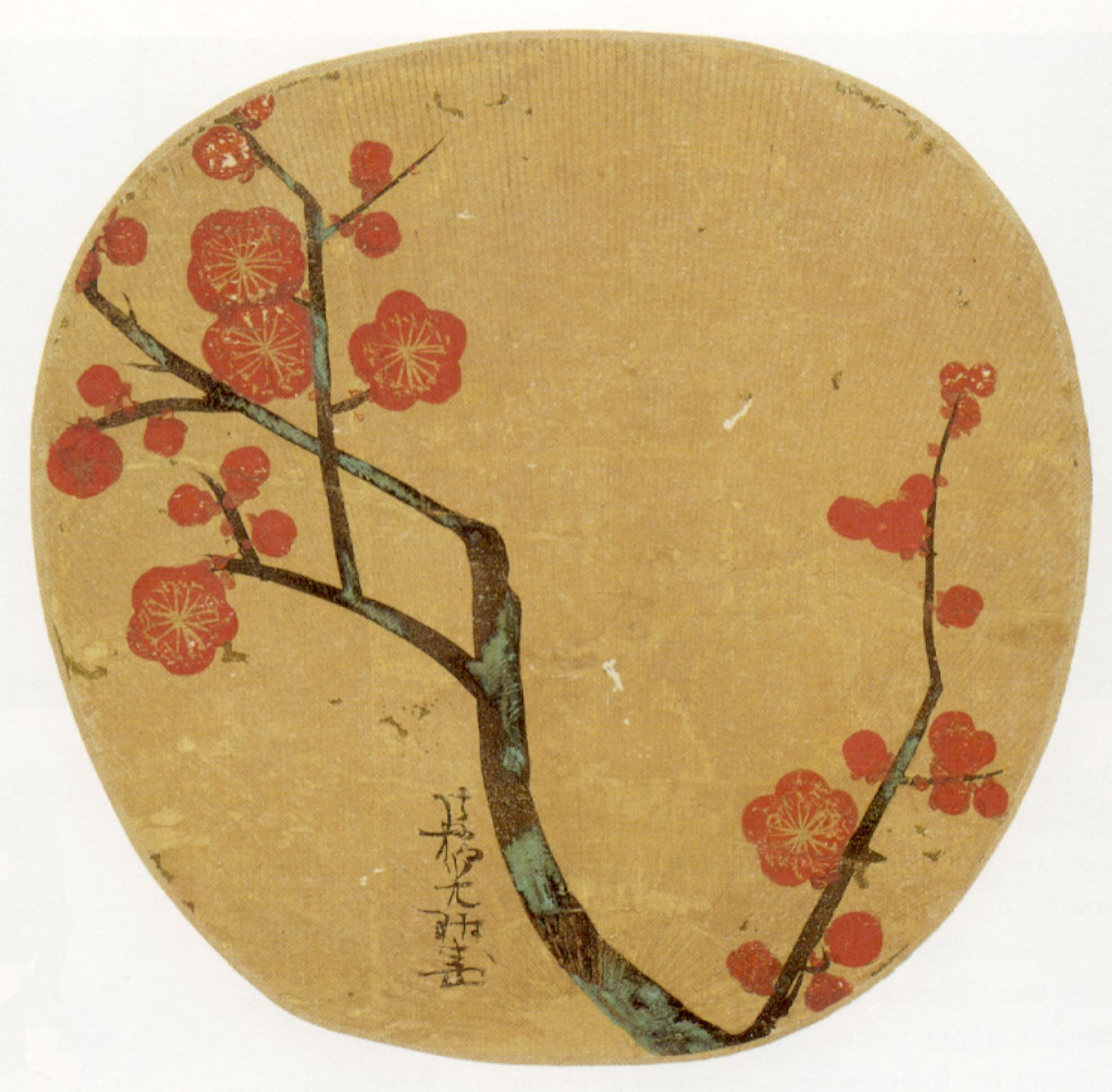
École Rinpa. Ogata Kōrin (1658-1716), Éventail
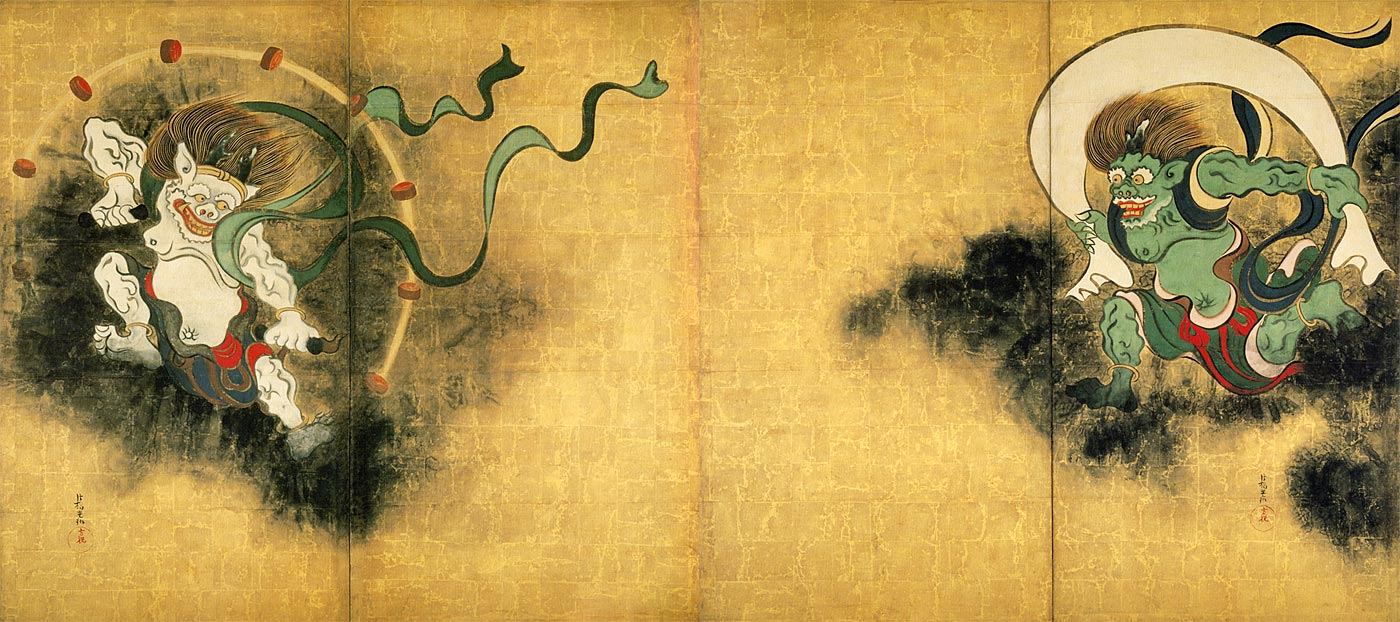
École Rinpa. Ogata Kōrin Raijin, dieu de la foudre et Fujin, dieu du vent. 2 écrans. H 181,8 x L 164,5 cm chaque. Encre et couleurs / feuille d'or / papier

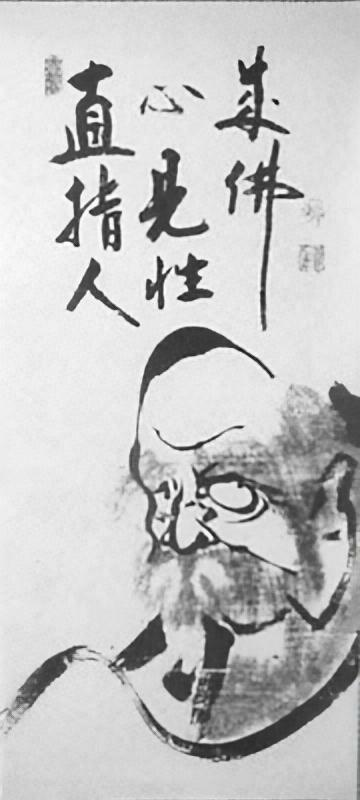
Calligraphie sur rouleau du Bodhidharma: « Le zen s'adresse directement au cœur humain, vois dans ta nature et deviens Bouddha », Hakuin Ekaku (1685-1768)

De nombreux historiens de l'art montrent l'époque d'Edo comme une continuation de la période Azuchi Momoyama. Certes, au début de l'époque d'Edo, bon nombre des tendances antérieures en peinture continuent à être populaires, mais un certain nombre de nouveaux courants se font également jour.
Au début de l'époque d'Edo apparaît la très importante école Rinpa, qui utilise des thèmes classiques, mais les présente sous une forme audacieuse et richement décorative. Tawaraya Sōtatsu (? -v.1643), en particulier, développe un style décoratif et recréée des thèmes de la littérature classique en utilisant des figures brillamment colorées et des motifs du monde naturel disposés sur un fond de feuilles d'or. Ce renouveau de traditions qui remontent à l'époque de Heian, bénéficient des calligraphies de Hon'ami Kōetsu (1558-1637),. Un siècle plus tard, Ogata Korin (1658-1716) retravaille le style de Sōtatsu et créée des œuvres visuellement magnifiques où fleurs et plantes, oiseaux et paysages sont composés dans de vastes espaces puissamment rythmés. Ce peintre, comme tant d'autres, dessina le décor de nombreux kosode, vêtement proche du kimono. Cette école aura de très lointains effets dans l'art japonais, jusqu'au XXIe siècle.
Une autre tendance importante de la période d'Edo est le développement du genre bunjinga (peinture de lettré), également connu sous l'intitulé école de Nanga (« école de peinture du Sud »). Ce genre commence comme une imitation des peintres amateurs-érudits chinois de la dynastie Yuan, dont les œuvres et les techniques parviennent au Japon au milieu du XVIIIe siècle. Les artistes bunjinga postérieurs modifient considérablement à la fois les techniques et les thèmes de ce genre pour créer un mélange des styles japonais et chinois. Les représentants de ce style sont Ike no Taiga, Uragami Gyokudō, Yosa Buson, Tanomura Chikuden, Tani Buncho et Yamamoto Baiitsu.
En raison de la politique d'austérité fiscale et sociale du shogunat Tokugawa, les modes luxueux de ce genre et de ces styles sont en grande partie limités aux couches supérieures de la société et inaccessibles, si ce n'est même réellement interdits, aux classes populaires. La classe exclue de fait des couches supérieures créée un type artistique distinct, le fuzokuga où les peintures qui représentent des scènes de la vie commune et quotidienne, en particulier celle des gens ordinaires, et des scènes du théâtre kabuki, de prostituées et de paysages, sont populaires. Ces peintures du XVIe siècle entraînent la création de l'impression de masse des gravures sur bois, appelée ukiyoe, qui déterminent la représentation habituelle de la seconde moitié de l'époque d'Edo.
En 1856 le Bureau d'Inspection des livres étrangers est créé et le peintre Kawakami Tōgai y traduit des livres de technique picturale anglais. Ce peintre et un dessinateur pour The Illustrated London News forment le premier peintre yōga (de style occidental) Takahashi Yūichi (1829-1894). La suite se passe à l'époque Meiji.

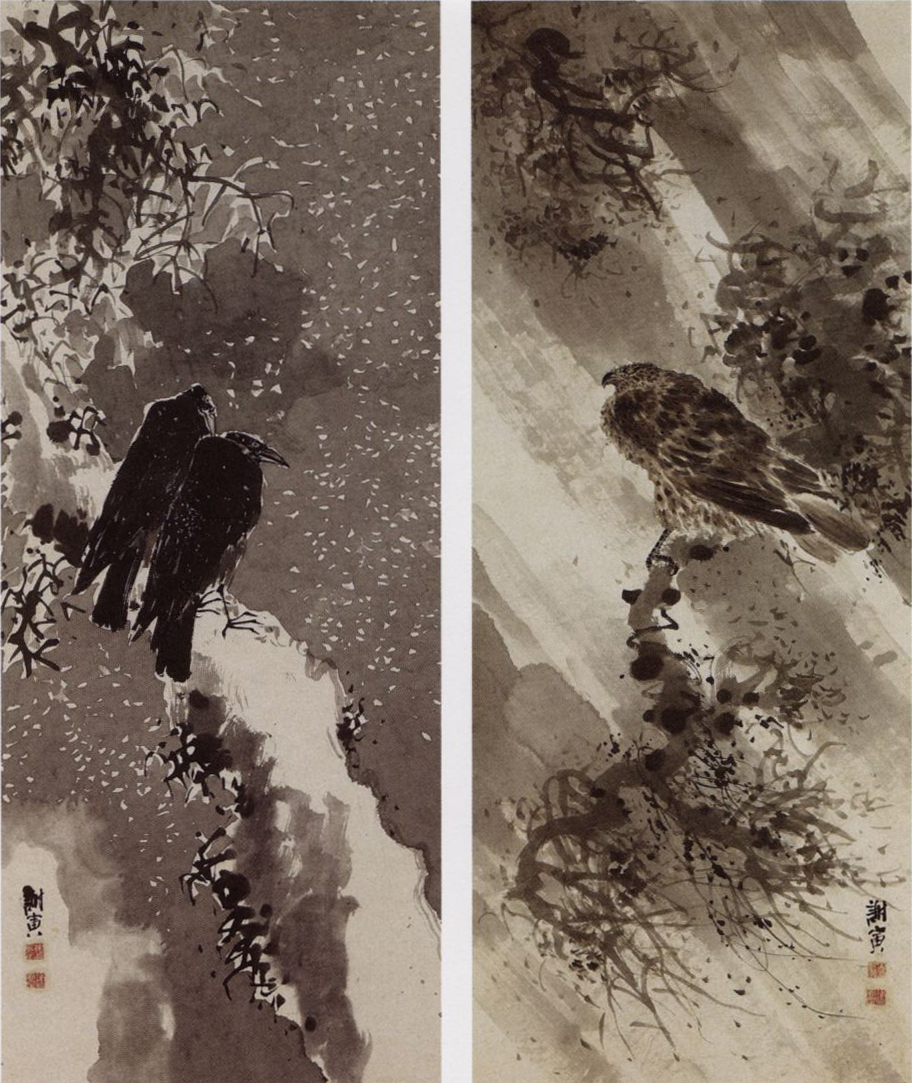
Un faucon noir et deux corbeaux, Yosa Buson, seconde moitié du XVIIIe
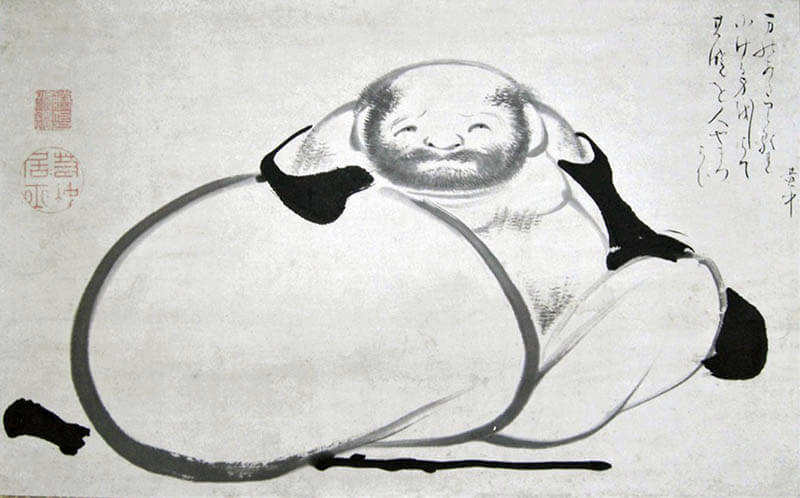
Hotei. Itō Jakuchū (1716-1800)
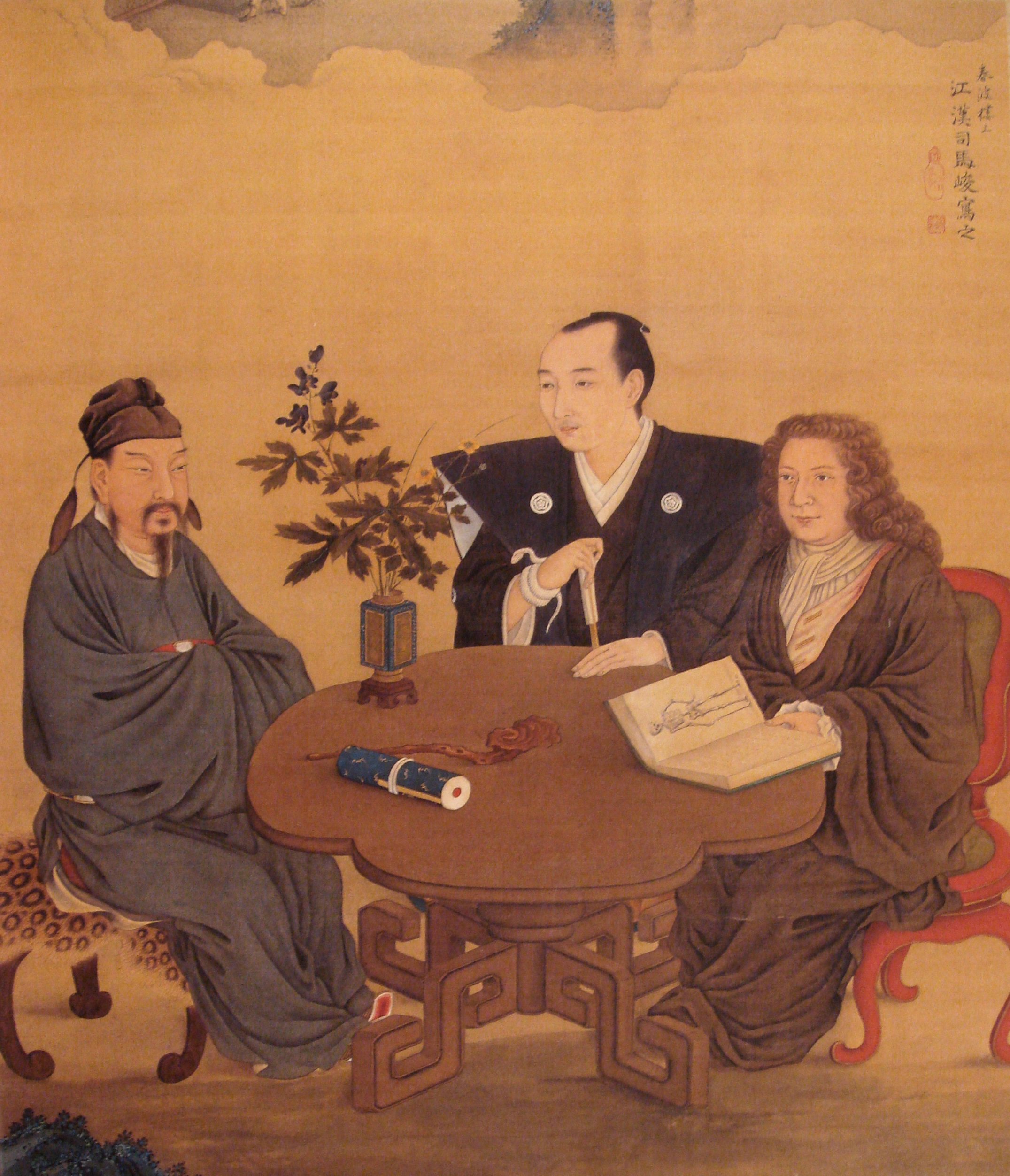
La Chine, le Japon et l'Occident, Shiba Kōkan fin XVIIIe
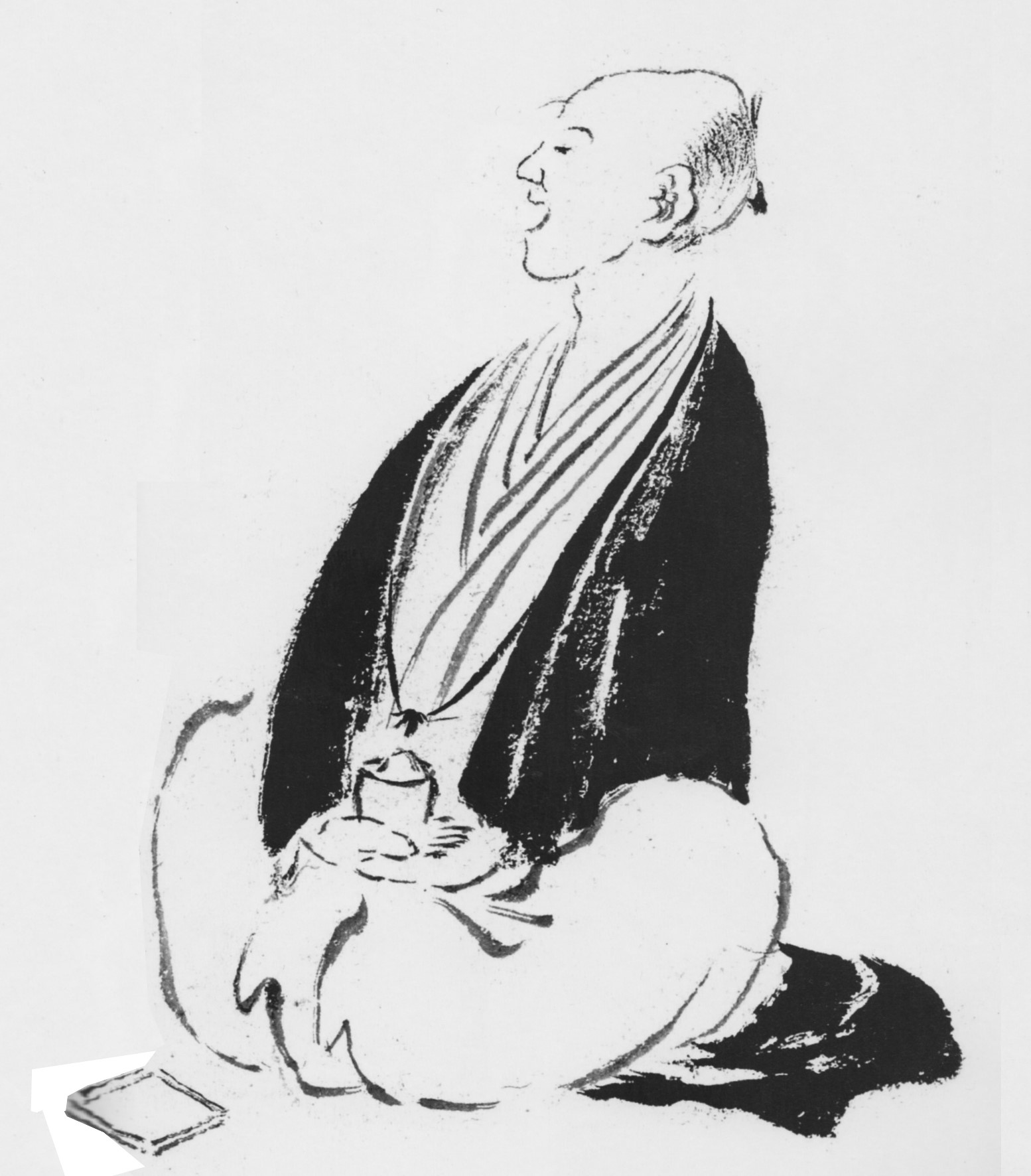
Tanomura Chikuden, Autoportrait, 1822

### Quelques artistes célèbres

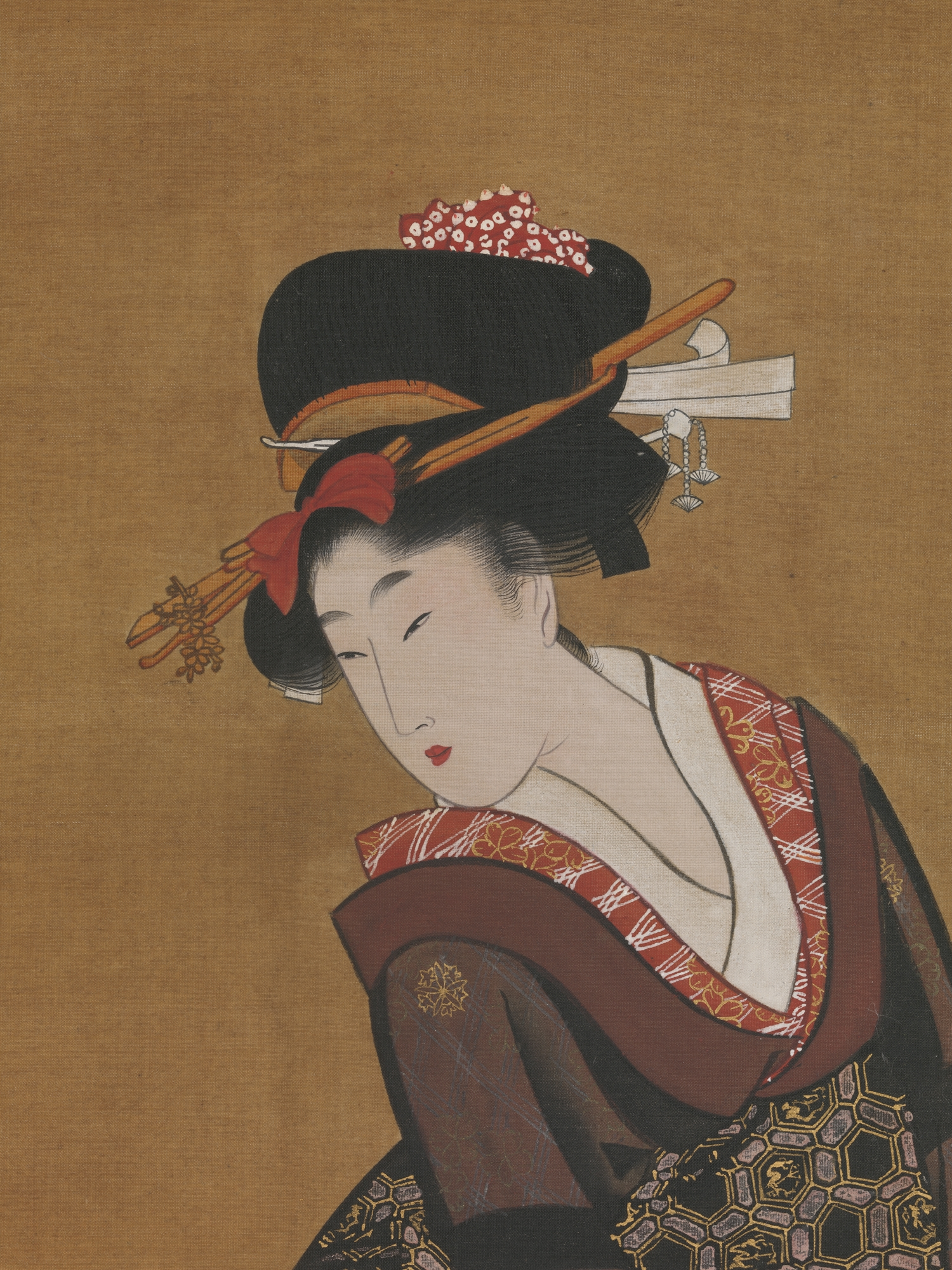
Utamaro. Détail d'un rouleau vertical, v.1801-1804, encre et couleurs sur soie. Metropolitan Museum of Art
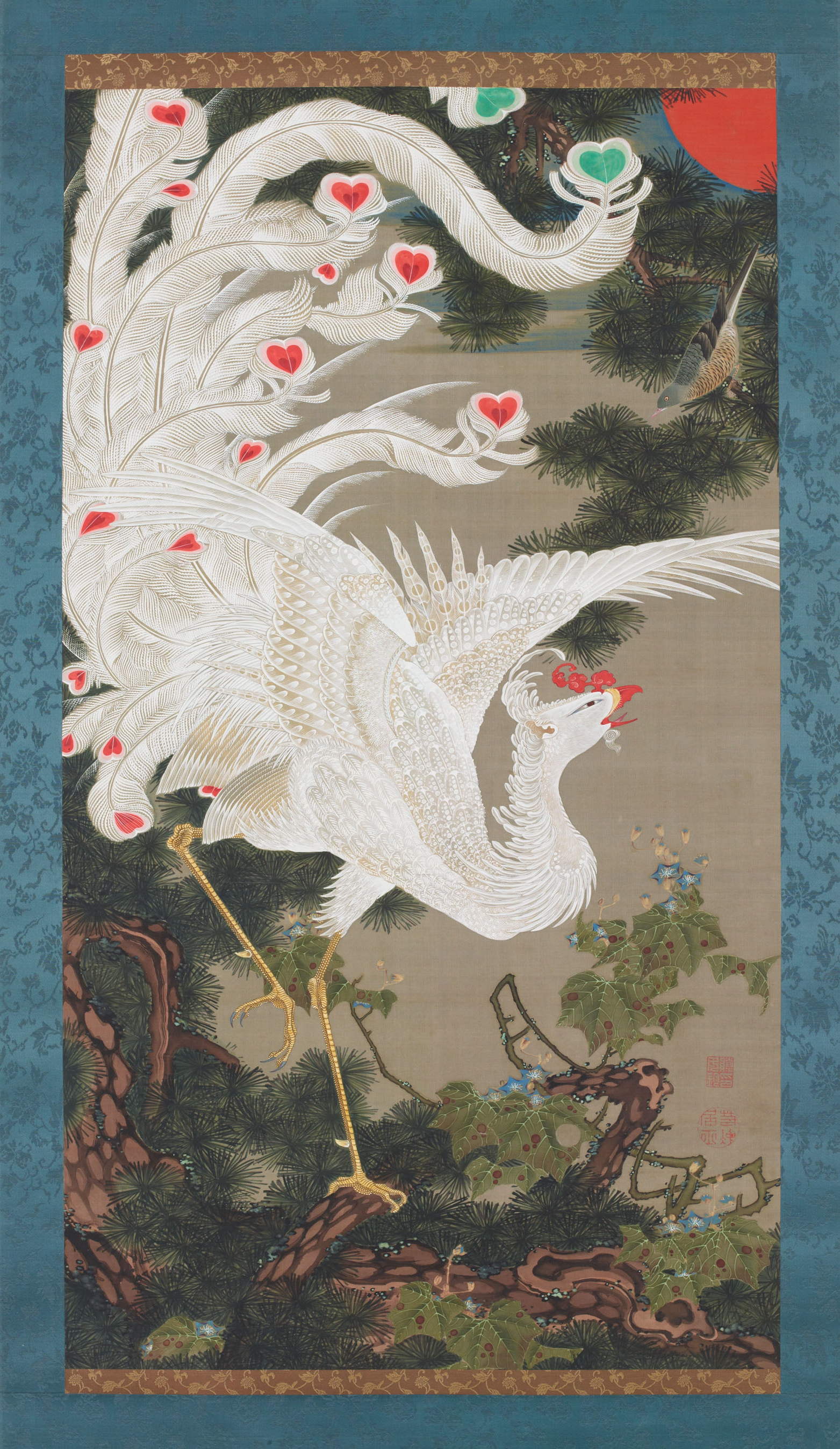
Itō Jakuchū, Le phénix blanc et le vieux pin. Dans la série Dōshoku sai-e, avant 1800
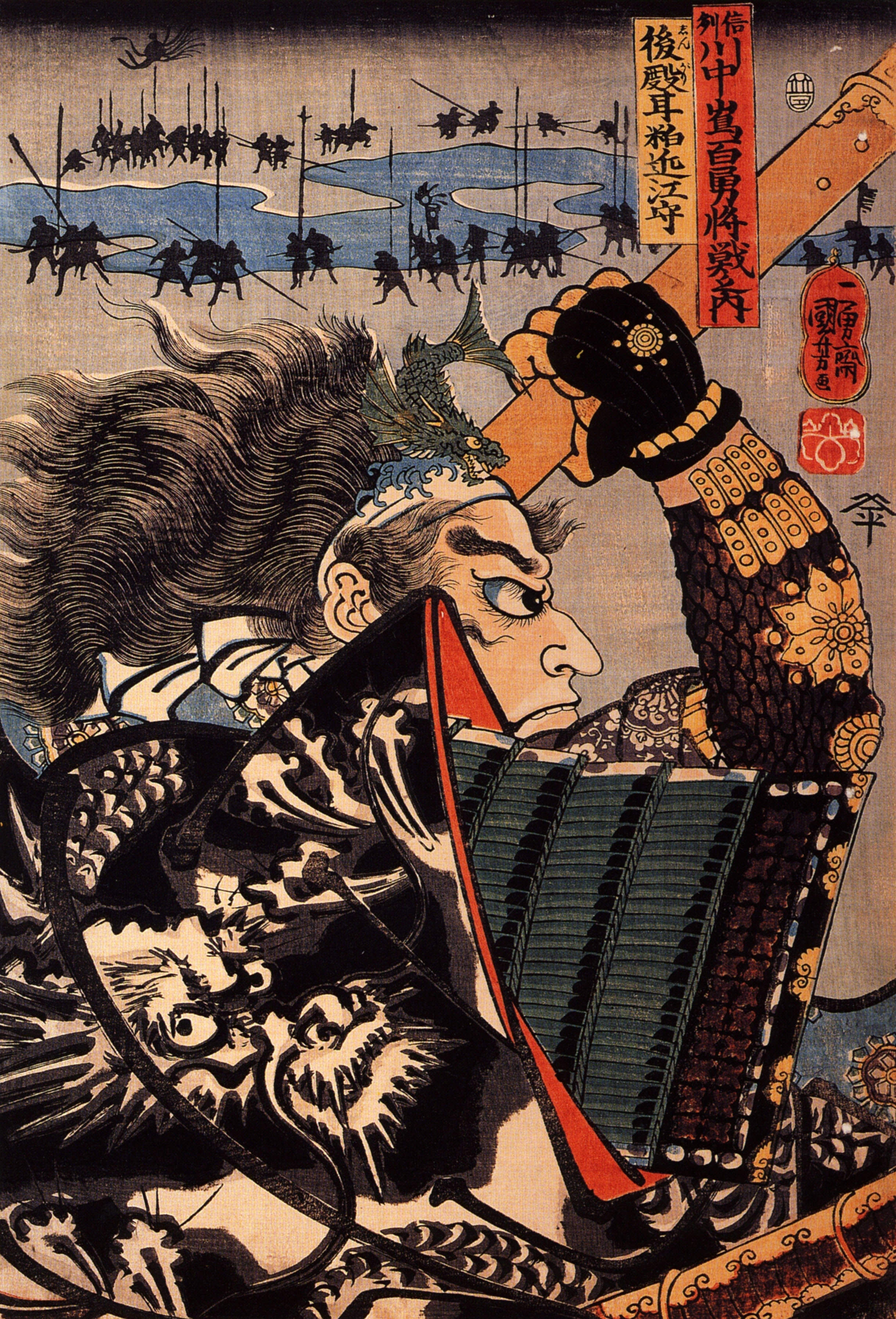
Utagawa Kuniyoshi. Estampe, 1843 - 1847. Le général Amakasu Kagemochi à l'une des batailles de Kawanakajima
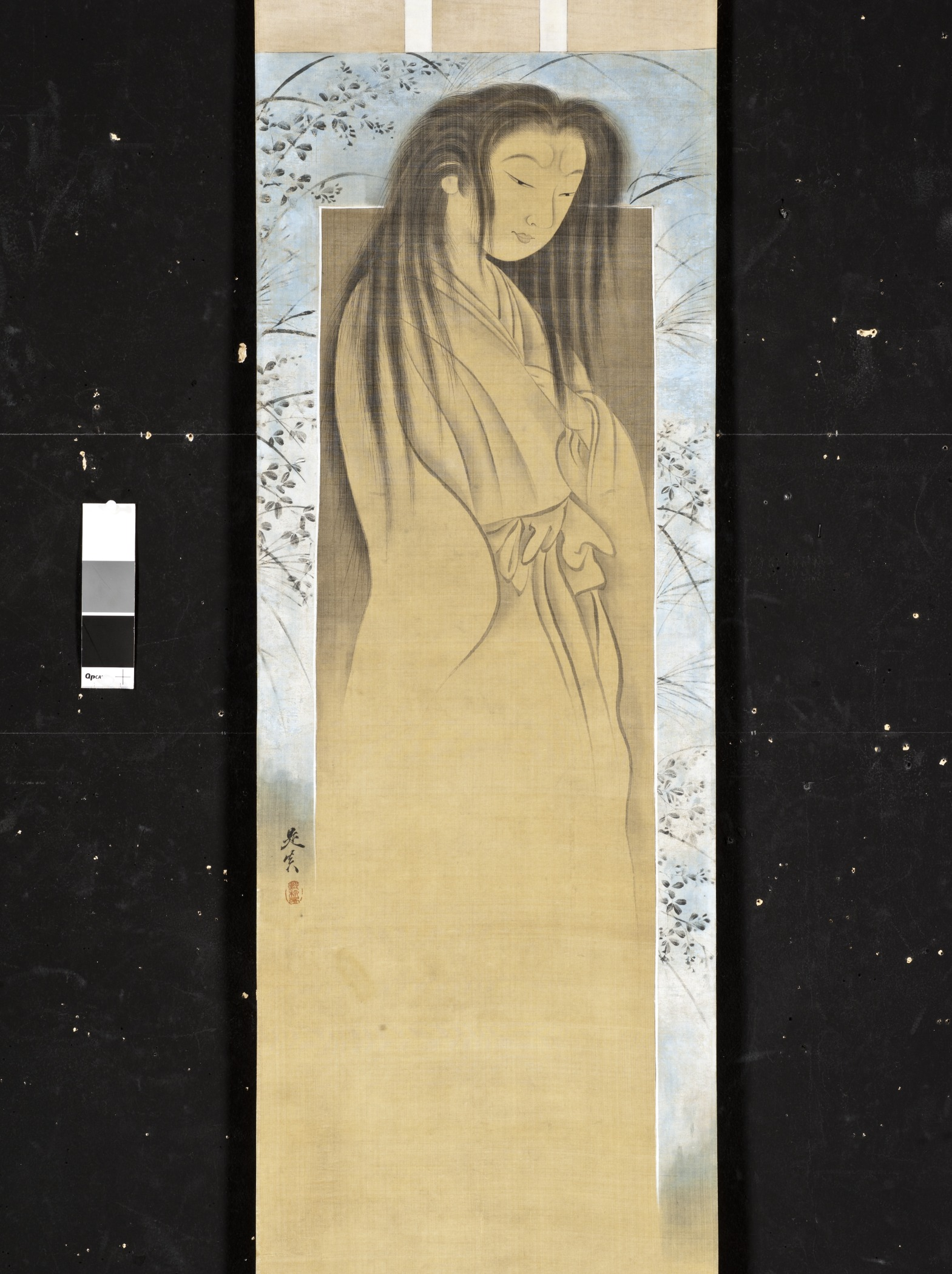
Shibata Zeshin. Fantôme[61]. Rouleau vertical, encre et argent sur soie. XIXe siècle. LACMA

Peintres de l'époque d'Edo, dont un grand nombre de peintres pratiquent aussi la gravure :
- Kanō Sansetsu, 1589–1641
- Kanō Tannyū, 1602–1674
- Tawaraya Sōtatsu mort en 1643
- Tosa Mitsuoki 1617–1691
- Hishikawa Moronobu 1618–1694
- Ogata Korin 1658–1716
- Nishikawa Sukenobu 1671-1751
- Kanō Tanshin 1673-1718
- Gion Nankai 1677–1751
- Hyakusen 1697–1752
- Ki-en 1704–1758
- Ki-en 1734-1807
- Yosa Buson 1716–1783
- Itō Jakuchū 1716–1800
- Ike no Taiga 1723–1776
- Suzuki Harunobu v. 1725-1770
- Maruyama Okyo 1733–1795
- Okada Beisanjin 1744–1820
- Uragami Gyokudō 1745–1820
- Komai Ki  1747-1797
- Matsumura Goshun 1752–1811
- Katsushika Hokusai 1760–1849
- Tani Buncho 1763–1840
- Tanomura Chikuden 1777–1835
- Okada Hankô 1782–1846
- Yamamoto Baiitsu 1783–1856
- Watanabe Kazan 1793–1841
- Utagawa Hiroshige 1797–1858
- Utagawa Kuniyoshi 1797–1861
- Shibata Zeshin 1807–1891
- Kanō Hōgai 1828–1888
- Hashimoto Gahō 1835–1908
- Tomioka Tessai 1836–1924

.

## Empire du Japon (1868-1945)
La période d'avant-guerre est marquée par la rivalité entre les styles européens et les styles traditionnels autochtones.

### Ère Meiji (1868-1912)

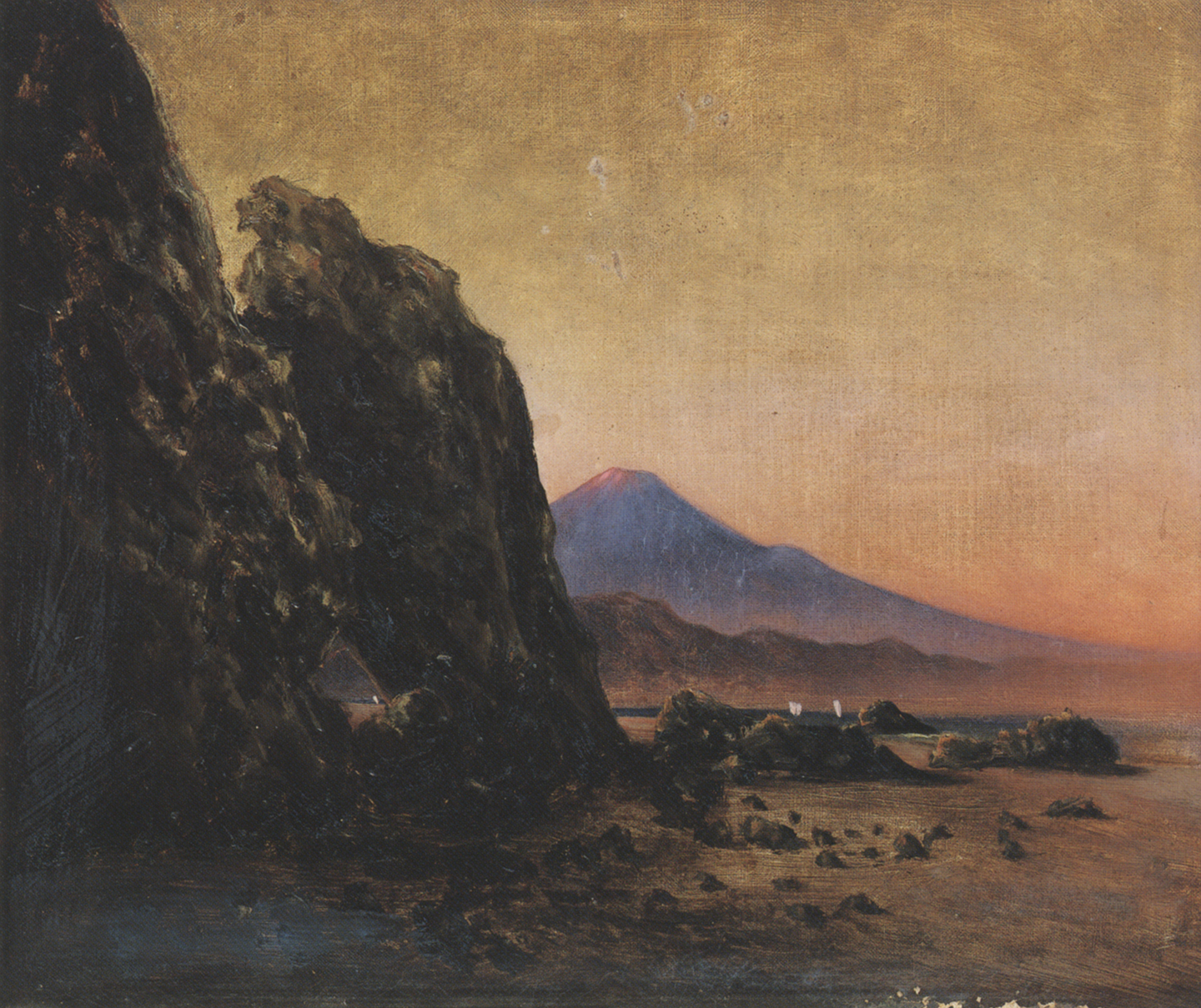
Le mont Fuji vu depuis Tago, TAKAHASHI Yuichi, v. 1873

Pendant l'ère Meiji (1868-1912), le Japon traverse un énorme changement politique et social dans le cadre de l'européanisation et de la campagne de modernisation menée par le gouvernement de Meiji. Le style de peinture et de sculpture yō-ga, occidental, est officiellement encouragé par le gouvernement. Dès 1862 Takahashi Yuichi (1828-1894) entre à 34 ans au département de peinture de l'Institut pour les études hollandaises et peint à l'huile le portrait d'une courtisane dans un style réaliste. Le Japon envoie de jeunes artistes prometteurs étudier à l'étranger et invite des artistes étrangers à venir au Japon afin d'établir un programme d'études d'art dans les écoles japonaises. Takahashi Yuichi (1824-1894), formé à l'école Kano, aura été le premier à utiliser systématiquement la peinture à l'huile. Il découvre cette pratique à l'Institut Bansho Shirabesho dès 1860, puis le paysage à tendance romantique au contact d'artistes résidant à Yokohama, après 1876. Ses progrès sont manifestes fin des années 1880. La peinture à l'huile rencontre un véritable succès au cours des années, 1870-1880. La lithographie, procédé occidental, est introduit en 1872 et concurrence très rapidement la gravure sur bois, traditionnelle.

KANO Hōgai, 1888. Avalokitesvara - mère de miséricorde. 1888. 196 x 86,5 cm. Encre, couleurs et or sur soie

Cependant, après une flambée initiale de l'art de style occidental, le balancier part dans le sens opposé sous l'influence du critique d'art Okakura Kakuzo (OKAKURA Tenshin) et de l'éducateur Ernest Fenollosa, ce qui entraîne un regain d'intérêt pour le style traditionnel japonais, sous toutes ses formes. Le nouveau style qui s'en inspire, en faisant des choix, est nommé nihonga - le terme n'existait pas avant. Ce style intègre des éléments occidentaux, comme de nombreuses couleurs, des effets de perspective aérienne ou de perspective linéaire, et avec cela une stylisation des éléments naturalistes soigneusement étudiés et reproduits avec une grande attention au détail. De telles peintures, multipliant des scènes historiques comme en Europe, servent de modèle pour l'établissement des illustrations gravées dans les premiers manuels d'histoire. Dans les années 1880, l'art de style occidental est exclu des expositions officielles et sévèrement critiqué par les cercles artistiques japonais. Avec le soutien d'Okakura et de Fenollosa, le style nihonga évolue sous la double influence des mouvements préraphaélite et romantique européens. En 1889 un cours d'« Esthétique et science de l'histoire de l'art » est créé dans l'École des Beaux-Arts de Tokyo, elle-même créée en 1887. La première année est assurée par Fenollosa, la seconde par Okakura. Ce fut aussi Okakura qui fut à l'origine de la première revue d'histoire de l'art, Kokka en 1889, spécialisée sur l'art japonais. Ce style fut largement diffusé par les arts décoratifs japonais qui bénéficiaient de la vogue du japonisme en occident. Une vingtaine d'artistes et artisans furent ainsi élevés au statut d'« artistes de la cour impériale » et furent représentés à l'Exposition universelle de 1900. En 1898 Okakura Tenshin fonde le Nihon Bijutsu-in (« Institut (privé) d'art du Japon ») pour le renouveau des arts traditionnels japonais, ce qui inclut la peinture à l'encre sur soie et sur papier, mais aussi la sculpture, la laque, la céramique, les arts du métal.

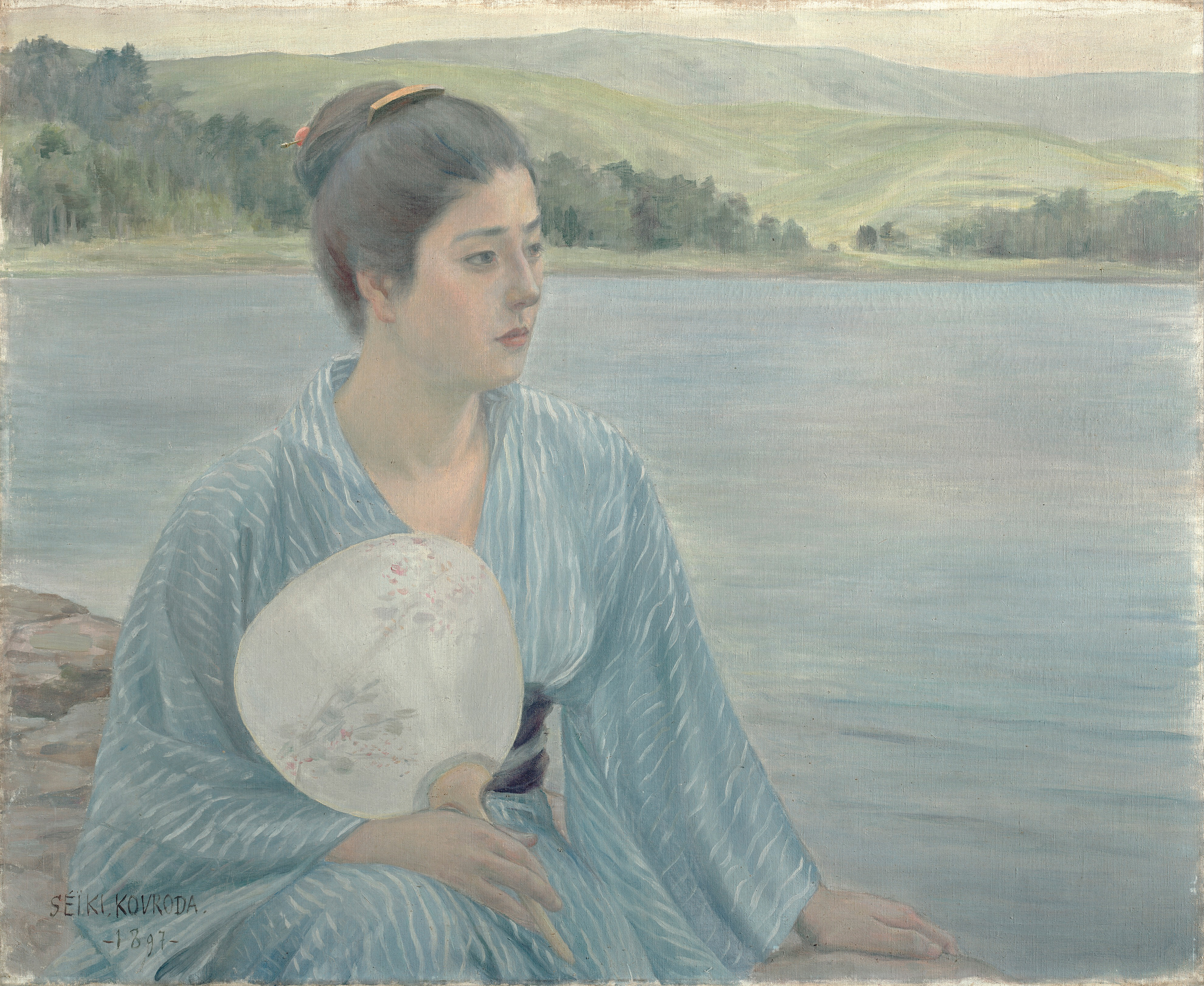
Au bord du lac Hakone. KURODA Seiki 1897. Huile sur toile, 69 x 84,7 cm. Kuroda Memorial Hall, Tokyo National Museum

Sagesse - Impression - Sentiment, KURODA Seiki 1899. Huile et or sur toile, 180 x 99,8 cm. National Research Institute for Cultural Properties

La même année, en 1898, les peintres du style yō-ga, à l'huile, forment le Meiji Bijutsu-kai (« Société des beaux-arts de Meiji ») en vue d'organiser leurs propres expositions et d'encourager un regain d'intérêt pour l'art occidental. Cette société regroupait, entre autres, ASAI Chū, KOYAMA Shōtarō, GOSEDA Yoshimatsu et KURODA Seiki. Le peintre Kuroda Seiki parvient à intégrer des éléments des deux cultures. Ainsi Au bord du lac Hakone, de 1897, compose le portrait de sa propre épouse en yukata, mais dans le style occidental, impressionniste, et sur un paysage typique du shanshui où le motif graphique des vagues, propre à la peinture traditionnelle à l'encre d'inspiration chinoise, se déploie ici sur le vêtement de la jeune femme, en blanc. En 1899, « Sagesse - Impression - Sentiment » composé de trois nus féminins japonais se détache de ses modèles occidentaux contemporains par la remarquable finesse de sa matière picturale, sur fond d'or. Son passage par la France et le petit village de Grez-sur-Loing en 1888 l'aura plongé dans le mouvement naturaliste , un courant majeur à la fin de l'ère Meiji, et donnera à des générations de peintres japonais un lieu où se construira l'impressionnisme japonais.
En 1907, avec la fondation du bunten (Académie japonaise des arts) et l'établissement d'un salon officiel du même nom sous l'égide du Ministère de l'éducation, les deux groupes concurrents parviennent à une reconnaissance mutuelle et entament même un processus visant à leur synthèse. Ensuite, le Bunten soutiendra longtemps la peinture moderniste yōga. En 1910-1923 une revue littéraire et artistique 白樺派, Le Bouleau Blanc, fait connaitre les impressionnistes, les post-impressionnistes, les fauves et les cubistes ainsi que les sculptures de Rodin.
Les deux camps, yōga et nihonga, ont été partagés eux-mêmes en conservateurs et novateurs. « Le japonisme eut pour effet de brouiller encore plus ce paysage artistique où s’entrechoquait une pluralité de points de vue et de valeurs. »

### Ère Taishō (1912-1926)

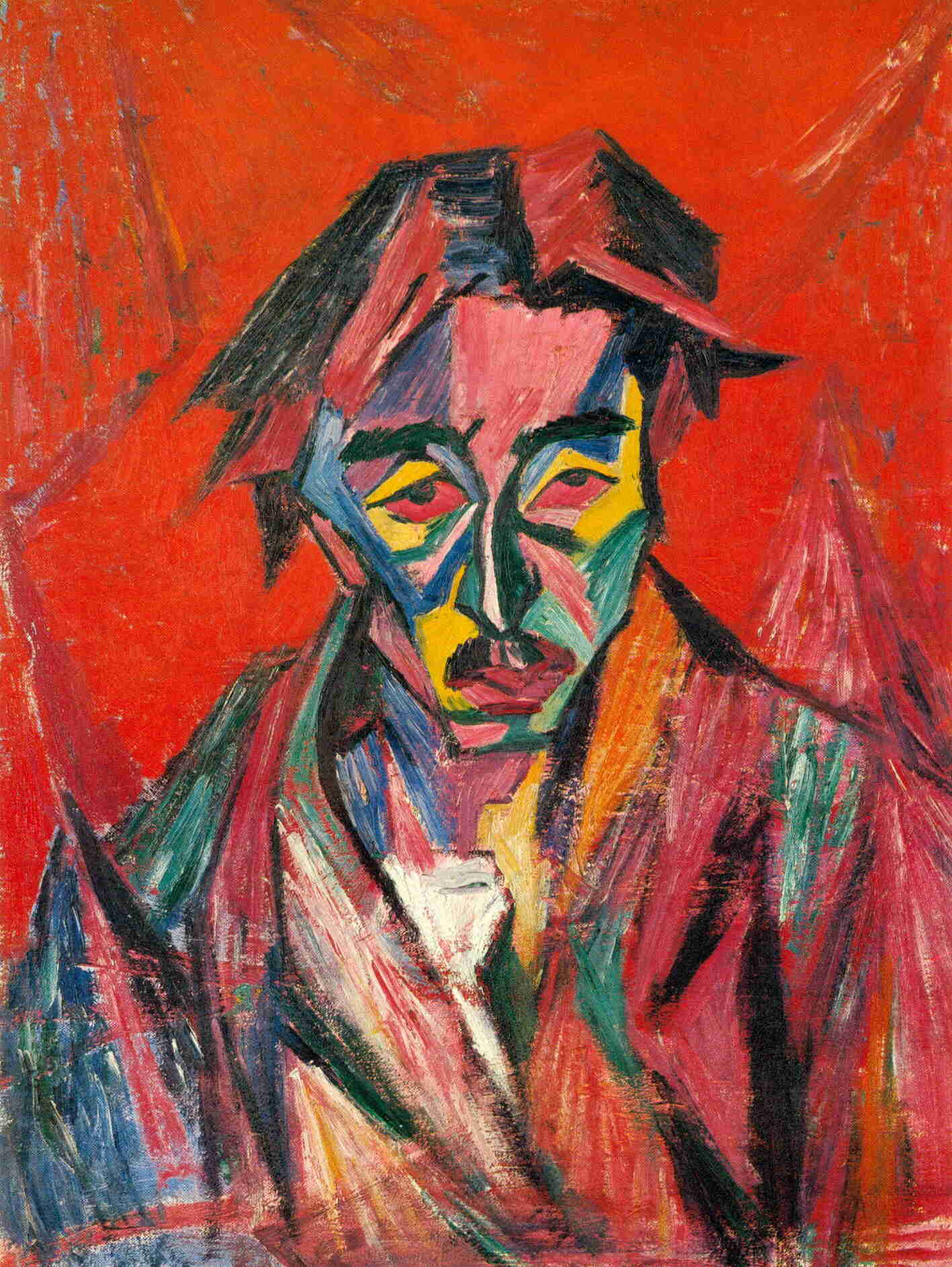
Tetsugorō Yorozu. 1912. Autoportrait aux yeux rouges.

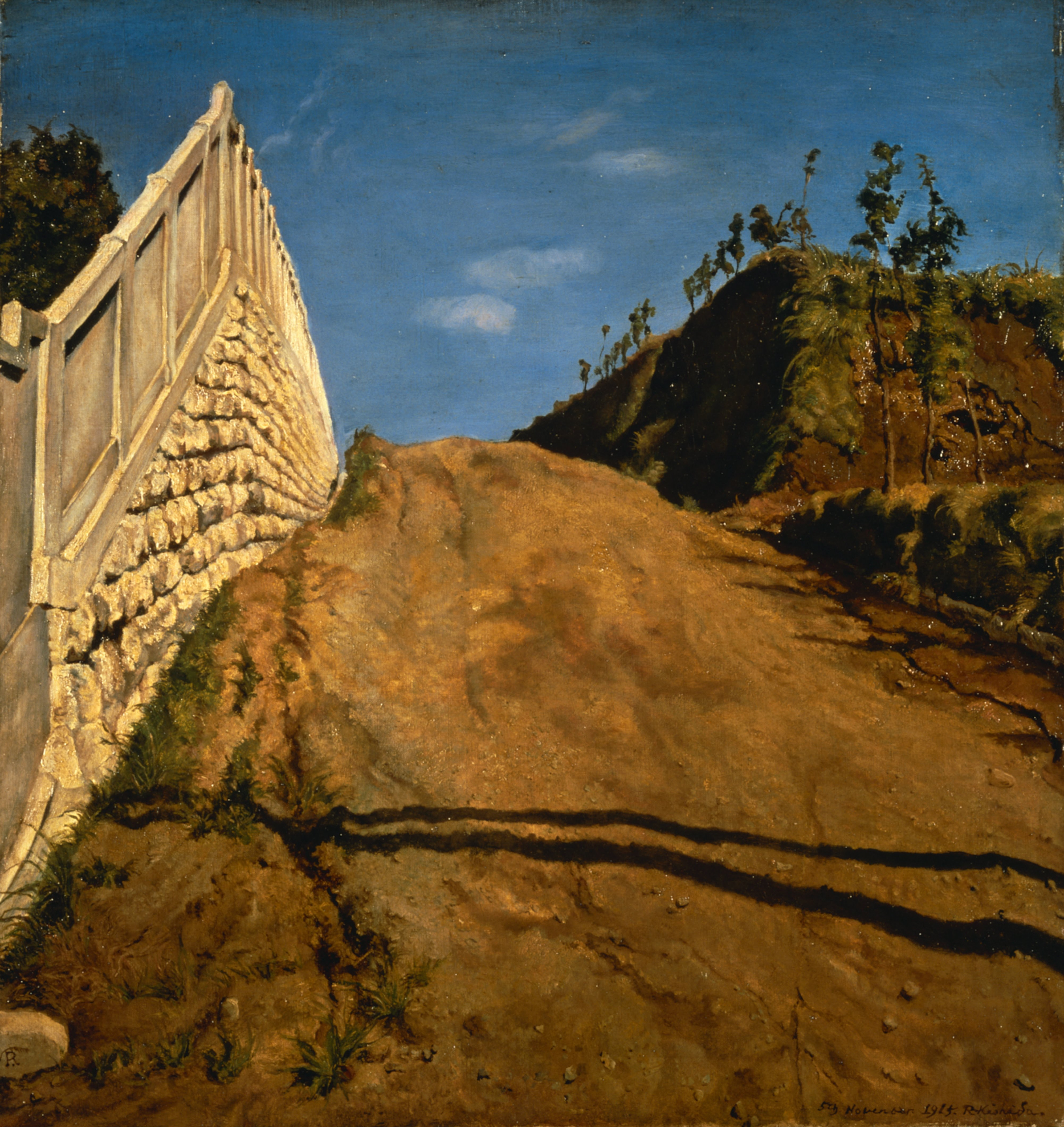
Kishida Ryūsei, 1891-1929. Paysage, 1915

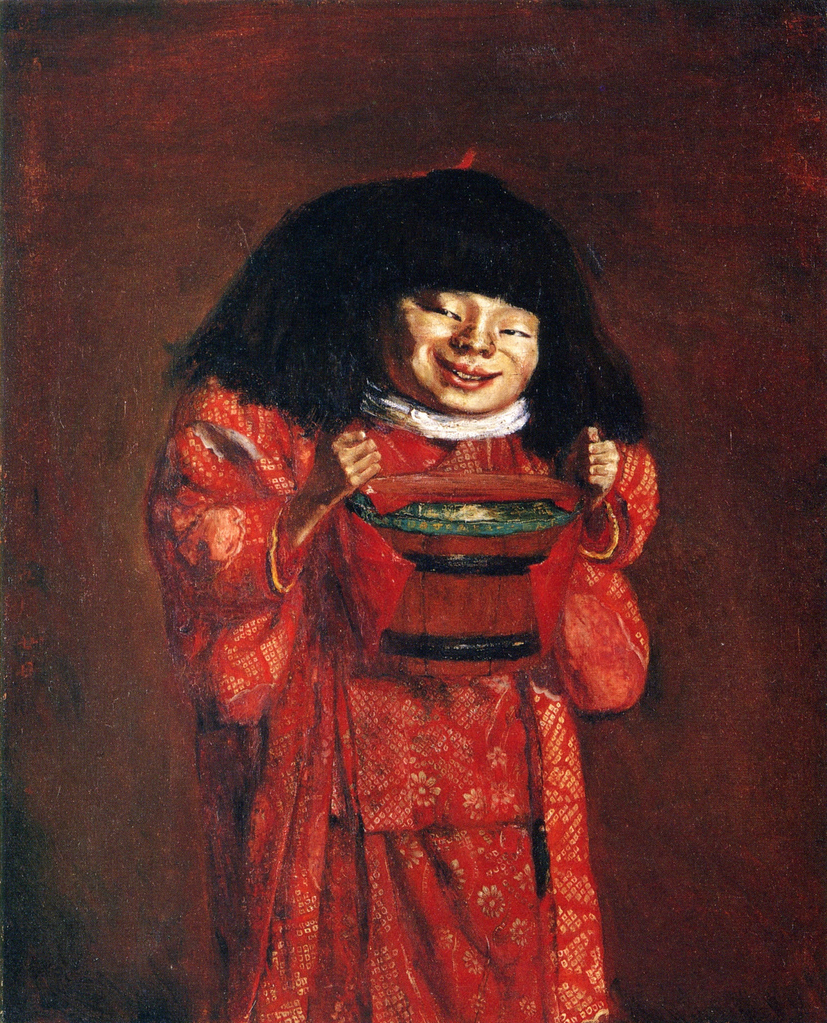
Kishida Ryūsei, Fillette de la campagne, 1922

L'ère Taishō (1912-1926) voit la prédominance du yō-ga sur le nihonga. Après de longs séjours en Europe, de nombreux artistes (dont Ikuma Arishima) rentrent au Japon sous le règne de Taishō Tennō, apportant avec eux les techniques de l'impressionnisme et du début du postimpressionnisme. Les œuvres de Camille Pissarro, Paul Cézanne et Pierre Auguste Renoir influencent les œuvres du début de l'ère Taishō. Cependant, les artistes yō-ga tendent également vers l'éclectisme et il existe une profusion de mouvements artistiques dissidents. Il s'agit notamment de la « Société Fusain » (Fyuzankai) qui met l'accent, dans sa première exposition de groupe, sur les styles du post-impressionnisme, dont le fauvisme, joint au symbolisme de Munch en particulier dans l' Autoportrait au nuage de Yorozu. En 1914 apparaît la « Société de seconde division » (Nikakai) pour s'opposer aux expositions bunten parrainées par le gouvernement. En 1910 l'une des toutes premières galeries voit le jour dans le quartier de Kanda.
Un phénomène sanitaire, la tuberculose, eut un impact durable sur l'expression des artistes dans leurs peintures. Nombre d'entre eux se virent mourir à petit feu de la fin de l'ère Meiji aux années 1950. Une veine empreinte de morbide, voire de décadentisme ou de fantastique marque ces années et se manifeste autant dans un style Art-nouveau, que dans un style naturaliste et souvent expressionniste. L'expressionnisme, introduit en 1913, fait de nombreux adeptes car il est fondé sur une charge émotive intense très bien accueillie par une culture japonaise réactive à la sensibilité subjective. Dans cet esprit néanmoins, Kishida Ryūsei délaisse la peinture fauve pour une forme de naturalisme, qu'il appelait « mystique réaliste » en s'affranchissant des normes du modernisme occidental. Avec une volonté de réflexion esthétique constante il renoua avec le grotesque qui était un fait récurrent dans la tradition extrême-orientale (au Japon: le rouleau des maladies, dans l'le fantastique dans l'Ukiyo-e , etc.). Il joue ainsi de paradoxes perspectifs d'une grande force dans Peinture de tranchée d'après nature, et du grotesque dans ses nombreux portraits de Reiko, partiellement inachevés, suite qui aboutit à Fillette de la campagne aux étranges déformations.
Plusieurs artistes étaient en Occident entre 1915 et 21, les autres étaient bien informés au point où certaines de leurs réalisations sont quasiment des plagiats (Naissance de Vénus, NAKAHARA Minoru, 1924 : quasi-reproduction d'une peinture de Georg Grosz). Cette attitude mimétique était soutenue par une remise en cause de l'expression trop subjective de l'artiste  et d'un art expressionniste jugé bourgeois. Le groupe Mavo se distingue de ces extrémistes suiveurs.

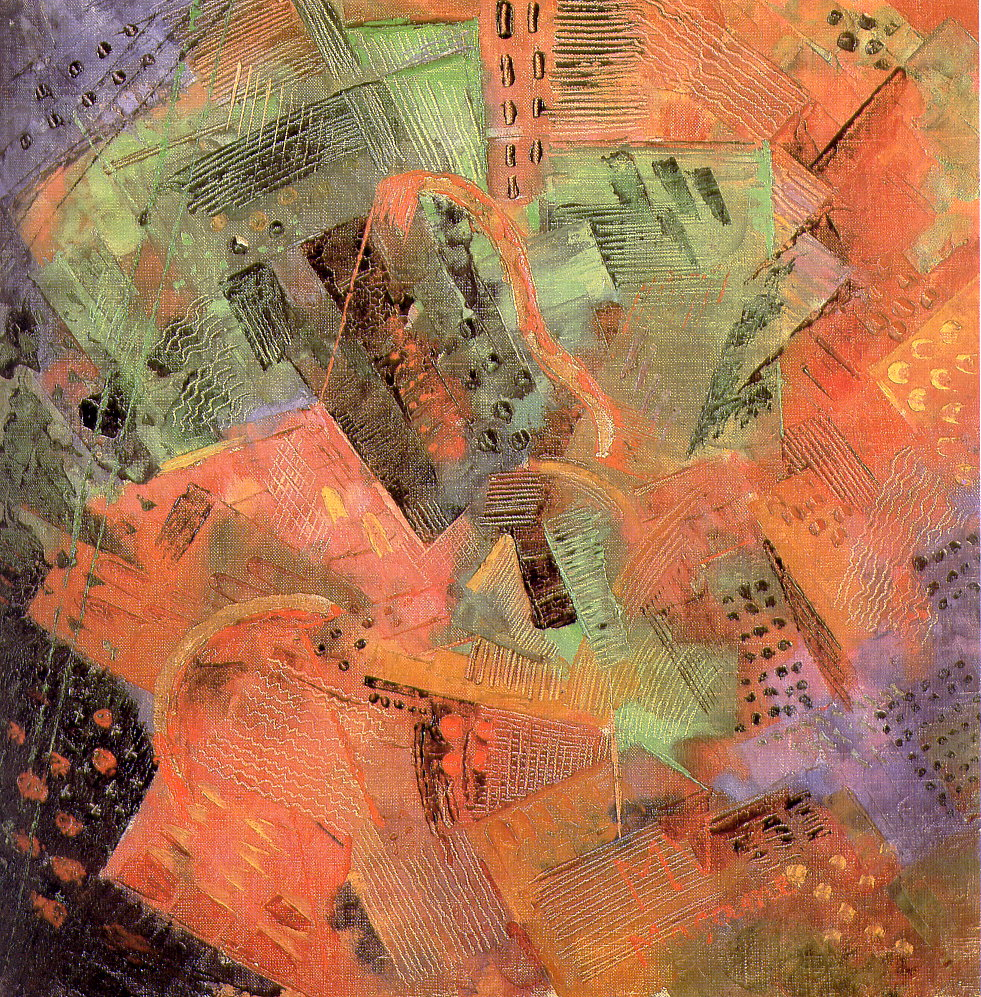
Yanase Masamu, A Morning in May and Me before Breakfast, 1923

Le mouvement des avant-gardes des années 1920 trouve son moment le plus représentatif dans le Manifeste Mavo, publié le 3 août 1923 dans le petit catalogue de la première exposition de groupe du mouvement Akushon (Action), du mouvement allemand du même nom. Quelques artistes dessinateurs et peintres influencés par le futurisme et le constructivisme réalisent leurs premiers photomontages comme Yanase Masamu et des assemblages comme Tomoyoshi Murayama. Ils se radicalisent à gauche jusque dans les années 1930 où leur engagement est entravé ; certains feront de la prison. D'autres retournent à la peinture de paysage.
Dans les années 1910 et 1920 la deuxième génération d'artistes nihonga forme en 1914 un nouveau Nihon Bijutsu-in, le Nihon Bijutsu-in tenrankai, en raccourci Inten, essentiellement consacré à l'organisation des expositions afin de rivaliser avec le bunten, parrainé par le gouvernement et soutenant le courant occidentalisé. Le mouvement Inten répondait à un désir collectif, chez de nombreux artistes dont les peintres, de ne plus se préoccuper de l'évolution des mouvements occidentaux. Mais cette tendance ne devint un phénomène majeur que dans les années 1930. Certaines nuances propres aux deux styles en arrivent à se fondre avec une parfaite maîtrise, c'est le cas pour Seien Shima (1892–1970), une des rares artistes femmes qui a lutté contre les préjugés et les violences faites aux femmes. Elle réalise son autoportrait à 26 ans, assise par terre devant une peinture inachevée, le visage couvert d'une énorme ecchymose. Elle regarde le spectateur droit dans yeux.

### 1926 - 1945
La peinture japonaise de l'ère Shōwa (1926-1989) d'avant-guerre est largement dominée par les figures de Sōtarō Yasui et Ryūzaburō Umehara, tous deux sont initialement proches de leurs références, Matisse pour l'un, Renoir pour l'autre. Mais ils infléchissent leur pratique vers des nuances plus « nationales », frontalité, composition simple, dessin linéaire au contour clair, qui rencontrent leur public dans les années 1930. Umehara fonde le groupe Kokuga-kai à la fin des années 1920 en offrant une place aux potiers et aux photographes, il était le premier à offrir ainsi une place à la photographie au sein d'un groupe de peintres et de quelques potiers.
Notons, en parallèle à cette introduction des potiers au sein d'un groupe d'artistes à la fin des années 1920, que la céramique Jōmon est alors de mieux en mieux connue et appréciée, même si cela perturbe les idées reçues concernant l'histoire du Japon en lien avec la lignée impériale. En effet le premier manuel d'archéologie japonais de Préhistoire voit le jour en 1929, le « Précis sur l’âge de la pierre au Japon » par Nakaya Jiujirō (1902-1936), et que le premier classement des céramiques Jōmon par Yamanouchi Sugao (de) (1902-1970) est publié en 1937, après de nombreuses études partielles publiées dans les années 1920. Le regard moderne se forme ici au contact des cultures anciennes autochtones et de leurs figures étrangement kawaii.

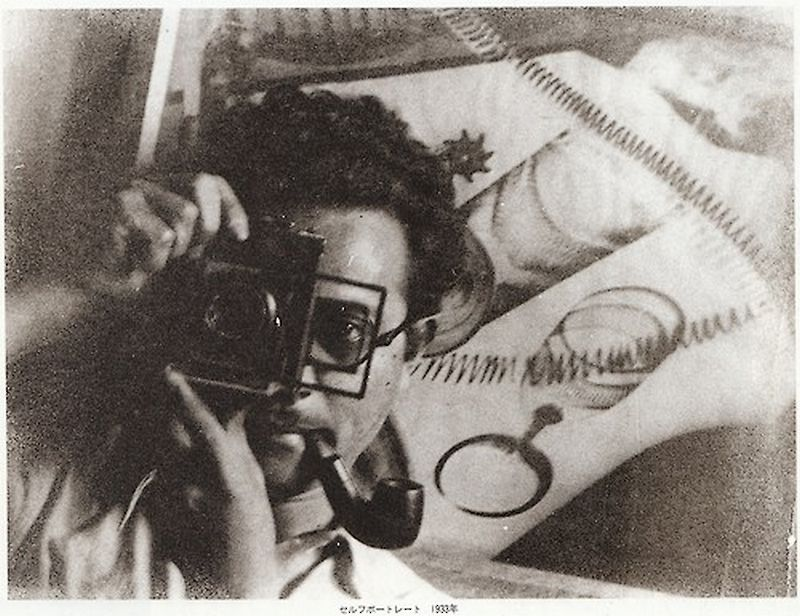
Iwata NAKAYAMA, 1933. Autoportrait. Photographie.

Le mouvement surréaliste, au Japon, se développe dans les années vingt avec des poètes: KITAZONO Katsue, UEDA Tamotsu et UEDA Toshio. À partir de 1930 le surréalisme se fait une place importante. FUKUZAWA Ichirō (de) avait fait la découverte, en France entre 1924 et 30, de Chirico et Ernst du mouvement surréaliste. Le premier mouvement qu'il crée attire à lui des artistes "fauves" qui furent entrainés vers le surréalisme par l'exposition de l'Art Nouveau Paris-Tokyo (où étaient représentés Breton, Tanguy, Miró, Arp et Ernst). Ce fut rapidement un phénomène de mode qui toucha des centaines de peintres s'en réclamant. En 1938 Ichiro rassembla des artistes représentant divers courants du modernisme, dont certains pratiquant l'art nihonga et des photographes. Formé à la photographie, Nakayama Iwata était passé par le constructivisme, mais après avoir rencontré Man Ray et László Moholy-Nagy en 1926 il entraina plusieurs photographes à créer un groupe surréaliste en 1930, le club ACC (1930-1942). La photographie créative se situant dans une pratique novatrice des arts qui empruntait beaucoup à la peinture moderne et au collage issus du cubisme synthétique autant qu'au surréalisme. Iwata réalise ainsi l'un des premiers montages photographiques commerciaux japonais en 1930, et lance la revue photographique Kôga en 1932.
L'art abstrait prit des formes différentes de celles de l'Europe, et fut favorisé par la sensibilité à la sobriété. La peinture en fut le vecteur dominant. Saburō Hasegawa, après un long voyage d'étude en Occident à partir de 1929, se révéla en 1937  dans une écriture faite de signes graphiques posés sur de vastes zones colorées transparentes. L'importance du graphisme se manifeste aussi dans le Plan explicatif (ou Illustration), 1934, de Yoshihara Jirō, aux tracés parfaitement maitrisés. Yoshihara Jirō est considéré comme le fondateur du mouvement d'avant garde Gutai dont le « Manifeste de l'art Gutai » (1956), selon ses propres termes, « donne vie à la matière ». Le texte évoquant, entre autres, Jackson Pollock et Georges Mathieu.
Du côté du nihonga, Kitazawa Eigetsu affirme son choix dans les années 1930 de thèmes typiquement japonais, comme les scènes d'intérieur, qui voient se déployer toute la gamme des procédés "classiques" : couleurs traitées en aplats et contours fermes sans aucune transition colorée mais sans ignorer de subtiles effets de profondeur à l'"occidentale". En effet, bien que les traditions du yamato-e restent fortes, l'usage accru de la perspective occidentale et des concepts occidentaux d'espace et de lumière commencent à brouiller la distinction entre nihonga et yōga. Le femme japonaise dans son costume si caractéristique y est alors symbole de la nation. Quant à Fukuda Heihachiro, des références à l'École Rinpa s'accordent avec une modernité qui frôle parfois l'abstraction.
Par ailleurs, avec Ryūshi, la peinture nihonga sort des tokonoma pour affronter le regard du public et s'affirmer avec éclat par opposition à la peinture que Tanizaki voyait en harmonie avec l'obscur du tokonoma.
Dans le tyle yōga, l'« association d'art indépendante » (Dokuritsu Bijutsu Kyokai) est fondée en 1930 par Kojima Zenzaburo (1893-1962) afin de se dégager des traditionalistes et de s'imprégner du monde moderne. leur peinture relève de l'expressionnisme et du fauvisme. dans ce groupe très ouvert, Migishi Kōtarō, originaire d'Hokkaido, va s'écarter de la figuration dans les années 1930 pour atteindre des formes proches de l'abstraction dans Orchestra (1933). Leurs réalisations suscitèrent un vif intérêt par les innovations radicales qu'elles représentaient avec force.
Au cours de la Seconde Guerre mondiale, les contrôles conjoints du gouvernement et de la censure impliquent que seuls des thèmes patriotiques peuvent s'exprimer. Beaucoup d'artistes sont recrutés dans l'effort de propagande du gouvernement. Tsuruta Gorō réalise Parachutistes sur Palembang en 1942, peinture documentaire aux couleurs vives. Fujita semble s'être engagé avec conviction dans des peintures de bataille très sombres, dans un enchevêtrement complexe de message politique et de créativité artistique. Aujourd'hui l'examen critique dépassionné de leurs travaux ne fait que commencer.
|  |  |  |

### Quelques artistes célèbres
Parmi les artistes importants de la période d'avant-guerre :
- Tomioka Tessai 1837-1924
- Hōsui Yamamoto 1850–1906
- Asai Chū 1856–1907
- Harada Naojirō 1863–1899
- Takeuchi Seihō 1864-1942
- Kuroda Seiki 1866–1924
- Fujishima Takeji 1867–1943
- Yokoyama Taikan 1868-1958
- Okada Saburosuke 1869–1939
- Kawai Gyokudō 1873-1957
- Kanzan Shimomura 1873-1930
- Wada Eisaku 1874–1959
- Hishida Shunsō 1874-1911
- Uemura Shōen 1875–1949
- Kiyokata Kaburagi 1878-1972
- Tomita Keisen 1879–1936
- Imamura Shikō 1880–1916
- Sōtarō Yasui 1881–1955
- Sakamoto Hanjiro 1882–1962
- Aoki Shigeru 1882–1911
- Kobayashi Kokei 1883–1957
- Sanzō Wada 1883–1967
- Yasuda Yukihiko 1884–1978
- Yumeji Takehisa 1884-1934
- Kawabata Ryushi 1885–1966
- Seison Maeda 1885-1977
- Tetsugorō Yorozu 1885–1927
- Tsugouharu Foujita 1886–1968
- Koide Narashige 1887–1931
- Tsuchida Bakusen 1887–1936
- Murakami Kagaku 1888–1939
- Ryūzaburō Umehara 1888–1986
- Kishida Ryūsei 1891–1929
- Gyoshū Hayami 1894–1935
- Yuzo Saeki 1898–1928
- Itō Shinsui 1898-1972

.

## Peinture et art contemporain: 1945-1970
Les très rares photographies et aquarelles faites à Hiroshima et Nagasaki juste après les explosions atomiques ont toutes un aspect hésitant, mal cadré, "amateur" mais la violence y est plus sensible. La censure américaine limita toute l'information sur ces deux villes jusqu'en 1952. La plupart des artistes n'avaient pas suffisamment d'argent pour continuer leur métier, et nombre d'entre eux avaient tout perdu, à commencer par les membres de leur famille proche. La censure, quoique limitée, était vivement ressentie, et à partir du fléchissement de la présence américaine, en 1949, ce fut un déferlement d'œuvres ayant pour sujet la guerre et surtout les bombardements atomiques. La défiguration des corps dans la mort violente est le sujet de nombreuses peintures et lithographies d'un artiste de cette époque, Abe Nobuya (Famine 1949, Tombez!, 1961). La sinistre répétition d'effets similaires sur les corps conduit, par la lithographie et dans un espace quadrillé, à d'innombrables empreintes de "crânes" qu'ils évoquent encore un peu. Le glissement complet de cet "art informel" vers une abstraction géométrique s'opère au cours des années 1960.
Dans la période d'après-guerre, l'« Académie japonaise des arts » (Nihon Geijutsuin) fondée en 1947, comprend les deux genres nihon-ga et yō-ga. Le parrainage d'expositions d'art sur fonds publics a pris fin mais est remplacé par des expositions privées, telles que la Nitten, sur une échelle encore plus grande. Bien que la Nitten était initialement l'exposition de l'Académie japonaise des arts, l'institution est gérée depuis 1958 par une société privée distincte. La participation au Nitten est presque devenue une condition sine qua non pour la nomination à l'Académie japonaise des arts, qui elle-même est presque une condition sine qua non officieuse de désignation à l'Ordre de la Culture.
Indépendamment de ces institutions, la Japan Art History Society est fondée en 1949. Elle publie une revue de référence le Bijutsushi: Journal of the Japan Art History Society, qui joue au Japon un rôle comparable à celui de la College Art Association (CAA) aux États-Unis et de sa revue The Art Bulletin.
En 1951 fut organisée une large sélection d'artistes français et américains. Les français présentèrent l'École de Paris, tandis que les américains élargissaient leur choix à des artistes réfugiés sur leur sol, Ernst, Tanguy, Seligmann, Lam, Matta, Ozenfant et Dubuffet avec la jeune génération américaine, Pollock, Rothko, Tobey et Ad Reinhardt. Ce qui entraina aussi un renouvellement radical des expérimentations au Japon.
Des sociétés d'artistes apparaissent, en particulier en dehors des grandes villes, dévastées. Dans la ville d'Ashiya, avec la première association dès 1948 autour de Yoshihara Jirō, d'où est issu le Gutai bijutsu kyōtai (l'Association de l'art concret, Gutai) en 1954. La démarche exemplaire de l'intellectuel Nakai Masakazu incitait les artistes à tirer parti de l'expérience de la lutte, comme son engagement contre la montée du militarisme dans les années 1930 l'avait prouvé, et en s'appuyant sur les moyens modernes comme le cinéma. Il imaginait « des tableaux où l'être s'affronte lui-même » ... [tout en gardant un œil] « ouvert sur le monde ». Suivant cet exemple et surtout de 1954 à 1960, le mouvement Gutai produit des manifestations sur scène ou en plein air dans lesquels l'action et le geste produit par le corps sont essentiels, avec une action où parfois le temps se réduit à l'instant de l'éclair, et ailleurs le corps fusionne avec la terre. L'arrière-plan de la guerre resurgit très souvent dans leurs pratiques.
Échanges artistiques internationaux. En 1951 la revue Bokubi (Beauté de l'encre) est créée avec une peinture de Franz Kline sur sa première couverture. Le lien était d'emblée établi entre calligraphie et peinture abstraite par des calligraphes japonais d'avant-garde. L'intérêt était réciproque, et Kline aida à la reconnaissance des calligraphes par le milieu des connaisseurs et protecteurs de l'art moderne. Cependant, à la fin des années 195O, le champ de l'art vit se développer des nationalismes dans les deux pays chacun revendiquant pour sa part le prestige de la calligraphie (japonaise) et de la peinture abstraite (américaine). Kline a commencé à évoquer ce qui les séparaient : un art d'écriture / un art plastique, un espace infini / l'espace du tableau - le blanc autant que le noir. Pourtant les calligraphes d'avant-garde n'utilisaient plus aucun caractère et pratiquaient l'abstraction autant que Kline. Ce dernier s'est démarqué manifestement des calligraphes japonais par la suite. Les japonais se sont alors tournés ostensiblement vers des artistes français comme Pierre Soulages, Pierre Alechinsky et Georges Mathieu qui ont répondu avec enthousiasme à cette invitation.
Contrairement à la situation antérieure, les arts de la période d'après-guerre deviennent populaires. Au cours des années 1960 de forte croissance économique, les peintres, les calligraphes et les imprimeurs prospèrent dans les grandes villes, particulièrement à Tokyo, et s'intéressent aux mécanismes de la vie urbaine qui se reflètent dans les lumières clignotantes, les couleurs des néon et le rythme frénétique de leurs abstractions. En 1966, du point de vue américain, la quantité de peintures produites au Japon semblait supérieure à celle produite où que ce soit dans le monde. Le mouvement Kyūshū-ha, constitué en 1957, assembla de manière très libre des personnalités diverses qui firent éclater, comme Kikuhata Mokuma, le champ de la peinture en l'ouvrant à d'autres matières, matériaux et moyens, à la manière de Rauschenberg qui était un de leurs modèles. Loin des actions très balisées de Gutai, ils prirent possession de la ville, organisant des défilés, et allèrent jusqu'à manifester contre la guerre du Viêt Nam ou pour la libération sexuelle.
Les anciennes formes de la peinture japonaise s'inscrivent dans des pratiques sociales complexes, comme les rituels bouddhistes à l'époque de Nara, la poésie et la calligraphie sur papier orné à la cour de Heian. Comme partout ailleurs, les arts plastiques furent des signes de pouvoir, en tant qu'art de cour ou au sein du système des galeries. La peinture japonaise des années 1960 participa à une rupture internationale d'avec ces traditions dans un contexte social et culturel bouleversé par la guerre. Le passage d'une pratique instituée, comme la peinture, l'estampe voire le collage à l'invention de pratiques nouvelles, sur un plan mais aussi dans l'espace, construites pour une occasion unique ou selon des modalités qui puissent être reproduites, tout cela faisait éclater les catégories traditionnelles dans les années 1960. De nombreux artistes ne faisant plus appel à la peinture, à l'estampe, etc. qu'occasionnellement. Le résultat matériel de telles pratiques artistiques - que l'on pouvait conserver - apparaissant alors, pour certains, moins essentiel que le processus et son potentiel signifiant, immatériels - qui pourront dès lors être éventuellement rejoués, ou simplement évoqués. Des performances, des évènements, des installations éphémères, plus ou moins documentées se sont multipliées depuis les premières manifestations collectives du groupe Gutai parallèlement à des initiatives venues du monde de la danse contemporaine (Butō), du théâtre (Angura) et de la musique (musique expérimentale) à la fin des années 1960 et dans un puissant mouvement d'échanges internationaux.
Emblématiques de cette période, les réalisations de Yayoi Kusama ne relèvent pas d'un mouvement artistique identifiable. Yayoi Kusama a produit des performances, mais aussi des peintures, des sculptures, des installations et des environnements. Sa démarche est typique de la transgression des genres traditionnels qui s'est imposée depuis les années 1960. Elle a vécu aux États Unis de 1957 à 1972 où elle a pu repenser son œuvre en relation avec la grande diversité des formats et des procédés des peintres de l'abstraction expressionniste de l'École de New York, mais aussi ceux de Warhol, de Frank Stella et de Donald Judd qu'elle a fréquenté. Elle a réalisé une part importante de son œuvre en dehors du Japon. En somme elle participe du monde de l'art international autant que de l'art japonais. Des démarches artistiques qui expriment chacune à sa manière un refus des contours et des frontières.

## Peinture et art contemporain: depuis 1970
Beaucoup de peintres de style japonais sont honorés de prix et de récompenses à la suite de la demande populaire renouvelée pour l'art de style japonais à partir du début des années 1970. De plus en plus, les peintres modernes internationaux sont également attirés par les écoles japonaises tandis qu'ils se détournent des styles occidentaux dans les années 1980. La tendance vise à la synthèse de l'Orient et de l'Occident. Certains artistes ont déjà franchi le fossé entre les deux mondes, comme la remarquable Toko Shinoda (1913-2021). Ses audacieuses abstractions sumi à l'encre sont inspirées par la calligraphie traditionnelle mais réalisées comme expressions lyriques de l'abstraction moderne.
Tous les « ismes » du monde de l'art New York-Paris sont adoptés avec ferveur au cours des années 1970. Après les abstractions des années 1960, les années 1970 voient un retour au réalisme fortement imprégné des mouvements artistiques Op Art et Pop art, représentés dans les années 1980 par les œuvres explosives d'Ushio Shinohara. Beaucoup de ces artistes avant-gardistes travaillent à la fois au Japon et à l'étranger et remportent des prix internationaux. Ils estiment qu'il n'y a « rien de japonais » dans leurs œuvres et de fait, ils appartiennent à un courant moderne international. De nombreux graphistes se servirent du Pop Art, en tant qu'art populaire, pour valoriser leur savoir faire et l'héritage des collages éclectiques surréalistes, tout autant que les couleurs criardes de la publicité des années 1970-1980 dans une multitude d'usages ironiques ou subversifs. Yokoo Tadanori revendiquait, comme beaucoup d'autres, de poursuivre la voie de l'ukiyo-e et la transposition de la gravure ancienne dans les moyens modernes de la reproduction des images, comme la sérigraphie pour ces artistes-designers.
À la fin des années 1970, la recherche de qualités japonaises et d'un style national amène de nombreux artistes à réévaluer leur idéologie artistique et à se détourner de ce que certains pensent être les formules vides de l'Occident. Dans le cadre du langage moderne, quelques peintures contemporaines font allusion à des valeurs japonaises traditionnelles. Quelques artistes du groupe Mono-ha (dont l'artiste d'origine coréenne mais vivant entre le Japon et Paris, Lee Ufan) pratiquent la peinture. Le choix du terme japonais mono est significatif ; d'origine yamato kotoba, il existait dans la langue de l'archipel avant l'introduction des vocables sino-japonais. Selon Michael Lucken, « c'est la chose primordiale qui constitue le monde dont chacun procède ». Cette peinture « veut attirer l’attention sur ce qui n’est pas visible ».
Le style japonais, c'est-à-dire les peintures nihonga, poursuit, comme durant la période d'avant-guerre, le renouvellement des expressions traditionnelles tout en conservant leur caractère intrinsèque. Certains artistes de ce style peignent encore sur soie ou sur papier avec des couleurs traditionnelles et de l'encre, tandis que d'autres utilisent de nouveaux matériaux, tels que les  acryliques. Kayama Matazo, jusque dans les années 1990, sait renouveler le style de l'école Rinpa en évoquant le paysage par des procédés graphiques géométrisés au bel effet décoratif qui semblent avoir essaimé dans les estampes numérique de Chiho Aoshima, dans les années 2000, mais où ces références se mêlent à celles de l'univers des animes. Par ailleurs, le naturalisme décoratif de l'école Rinpa se retrouve aussi, mais déplacé dans le champ de l'abstraction, dans l’œuvre des années 1980 de Hikosaka Naoyoshi.
Par ailleurs, les œuvres d'un certain nombre de peintres japonais contemporains sont largement inspirées des sous-cultures anime et autres aspects des cultures populaires. Takashi Murakami est peut-être parmi les plus célèbres et populaires d'entre eux. Murakami a eu, pendant 11 ans, une formation en peinture nihonga, son travail se concentre sur l'expression des questions et des préoccupations de la société japonaise d'après-guerre au moyen de formes généralement perçues comme apparemment anodines. Il s'inspire largement des animes, mais produit des peintures sur soie, des lithographies et aussi des sculptures, donc dans des médias plus traditionnellement associés aux beaux-arts. Il brouille ainsi intentionnellement les lignes entre l'art commercial et populaire, et les beaux-arts. L'effet de brouillage qui pose question s'étend bien au-delà. Ainsi la référence à l'école Rinpa vu comme la manifestation parfaitement contrôlée d'une expression libre, déborde avec Murakami d'une sensation de vitesse qui semble incontrôlée, voire transgressive. De même, l'animisme qu'il donne à ses fleurs, au sourire épanoui mais qui prolifèrent à l'infini comme autant de végétaux hybrides, produit un effet bizarre, décalé, inquiétant quoiqu'elles puissent faire référence aussi à l'école Rinpa. En fait ses procédés posent un regard interrogateur sur les complexités du millénaire actuel, sur ce qu'est le Japon dans ce monde, et sur le plan artistique sur ce que signifie l'« expression libre », tout ce qu'il traduit par « Superflat ». Dans le même esprit de brouillage, Miran Fukuda propose dans ses créations un "glissement de version" où elle nous présente des versions inédites des chefs-d’œuvre de l'Histoire de l'Art.